# Brest
Ne doit pas être confondu avec Esboz-Brest ou Brest (Biélorussie).
Pour les articles homonymes, voir Brest (homonymie).
Brest (/bʁɛst/ ) est une commune française, chef-lieu d'arrondissement du département du Finistère dans la région Bretagne. C'est un port important, deuxième port militaire en France après Toulon, situé à l'extrémité ouest de la Bretagne.
Avec ses 140 993 habitants (2022), Brest est la 26e commune la plus peuplée de France. Forte d'une métropole de 213 403 habitants (2022), elle représente la première agglomération de l'Ouest breton et la deuxième de la région Bretagne après Rennes. Bien que Brest, aussi appelée la cité du Ponant, soit la ville la plus peuplée du Finistère, la préfecture du département est Quimper. 
Au Moyen Âge, l'histoire de Brest se confond avec l'histoire de son château. Par la suite, Richelieu en fait un port militaire. Jusqu'à la seconde moitié du XXe siècle, Brest se développe autour de son arsenal. Fortement marquée par des bombardements lors de la Seconde Guerre mondiale, la ville a vu son centre historique presque entièrement renouvelé pendant la Reconstruction. À la fin du XXe et au début du XXIe siècle, la désindustrialisation de la ville s'accompagne du développement du secteur tertiaire. Brest est labellisée Ville d'art et d'histoire.
Brest est aujourd'hui une ville universitaire rassemblant un peu plus de 30 000 étudiants. Son université est pluridisciplinaire et comporte notamment une faculté de médecine. Par ailleurs, Brest et son pays comptent plusieurs grandes écoles : des écoles d'ingénieurs (IMT Atlantique, ENSTA Bretagne, ENIB, ISEN, CESI et ESIAB), l'école de commerce Brest Business School, l'école d'actuariat EURIA… Brest est aussi un pôle de recherche important, axé sur la mer. Elle accueille à ce titre le siège social et le plus grand des centres Ifremer, le CEDRE, le SHOM, l'Institut universitaire européen de la mer ou encore l'Institut polaire français. Le Technopôle Brest-Iroise facilite la mise en œuvre de ces compétences scientifiques et techniques dans le domaine économique et industriel.
Brest a toujours été très marquée par son passé maritime : l'Académie de marine y fut fondée en 1752, le porte-avions Charles de Gaulle y fut construit, et tous les quatre ans, en juillet, Brest accueille la grande fête internationale de la mer, des bateaux et des marins. Brest accueille également l'École de maistrance (formation initiale des officiers mariniers), l'École des mousses (au Centre d'instruction naval), l'École navale et le lycée naval, ainsi que de nombreuses entreprises nautiques au sein de la Sailing Valley bretonne.

## Géographie

### Localisation
Brest est située à l'ouest de la Bretagne, dans le Nord du Finistère, département dont elle est une des sous-préfectures. C'est également une des trois préfectures maritimes de France, portée sur l'Atlantique.
Brest se trouve à la pointe nord-ouest de la péninsule armoricaine, en bordure de la rade de Brest et fait partie historiquement du pays de Léon. La ville de Brest est excentrée dans l'espace français et européen. Brest est par exemple un terminus ferroviaire, une seule voie ferrée y aboutissant (Ligne Paris-Montparnasse – Brest), un terminus routier (deux voies express, les route nationale 12 et route nationale 165, venant de Paris et Nantes-Quimper s'y achèvent). Brest est éloigné en espace-temps de Paris et du centre de gravité économique de l'Union européenne, bénéficiant certes désormais d'une desserte par rames TGV mais sans ligne à grande vitesse au-delà de Rennes.
Installée sur une péninsule, le Léon, Brest donne, au sud, directement sur une vaste rade, au-delà de laquelle la presqu'île de Crozon regarde vers Douarnenez et plus loin vers Quimper, tandis qu'à l'ouest et au nord la mer n'est qu'à une vingtaine de kilomètres, et à l'est Landerneau et Morlaix ont longtemps limité son influence[pas clair]. Au sud, l'estuaire de l'Élorn a contribué à l'isolement de Brest (d'ailleurs historiquement cet estuaire séparait le Léon de la Cornouaille) car, avant la construction du pont Albert-Louppe, mis en service en 1930, seul un bac permettait de le franchir, ou il fallait faire le détour par Landerneau. Désormais ce pont a été doublé par le pont de l'Iroise qui a limité les embouteillages en direction du sud.
Le désenclavement par la voie maritime n'a pas eu le succès escompté : si Brest est le port de France métropolitaine le plus proche du continent américain, la tentative d'y créer un port transatlantique pour passagers ne fut que fugitive sous le Second Empire ; Brest n'a même aucune liaison maritime directe par ferries avec les îles Britanniques (c'est Roscoff qui l'a obtenue avec la Brittany Ferries), ni avec la péninsule Ibérique.

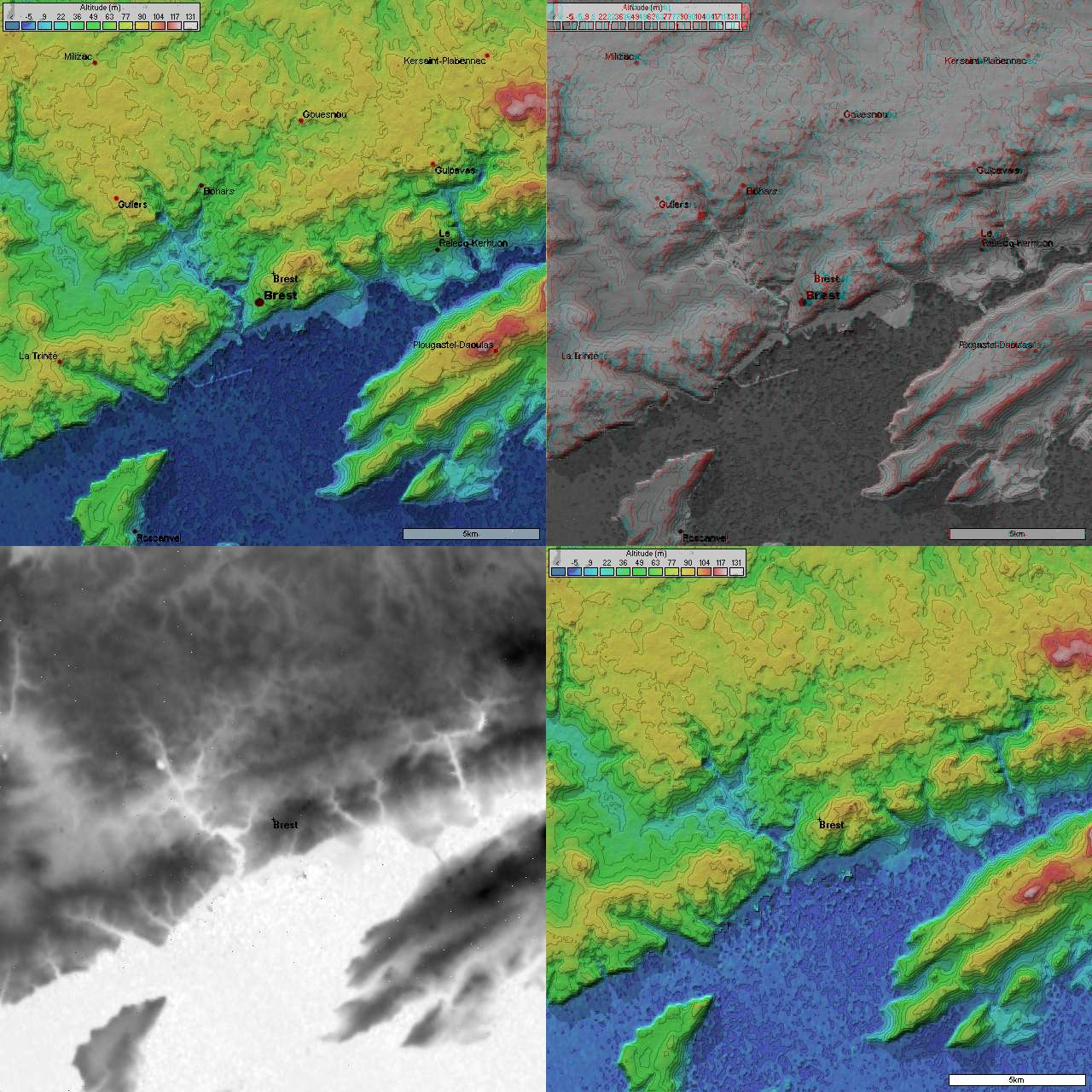
Topographie de Brest.
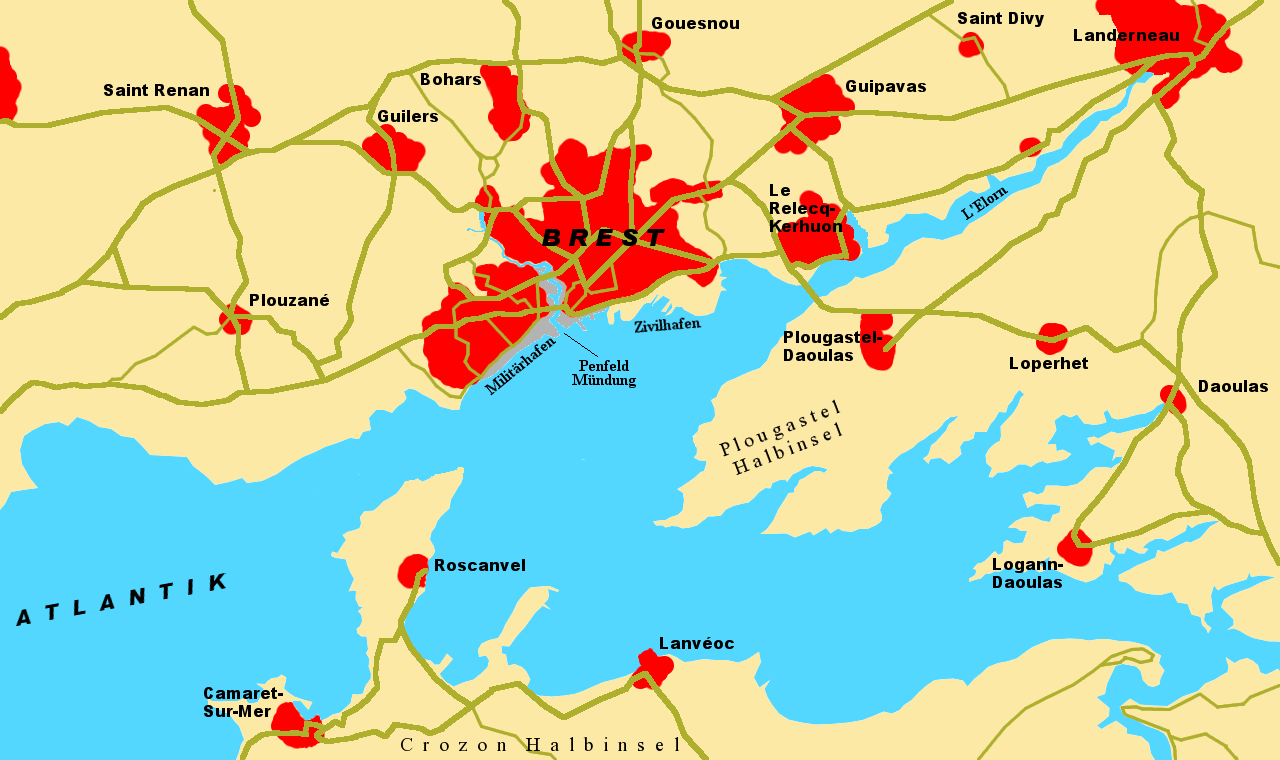
Brest et ses alentours.
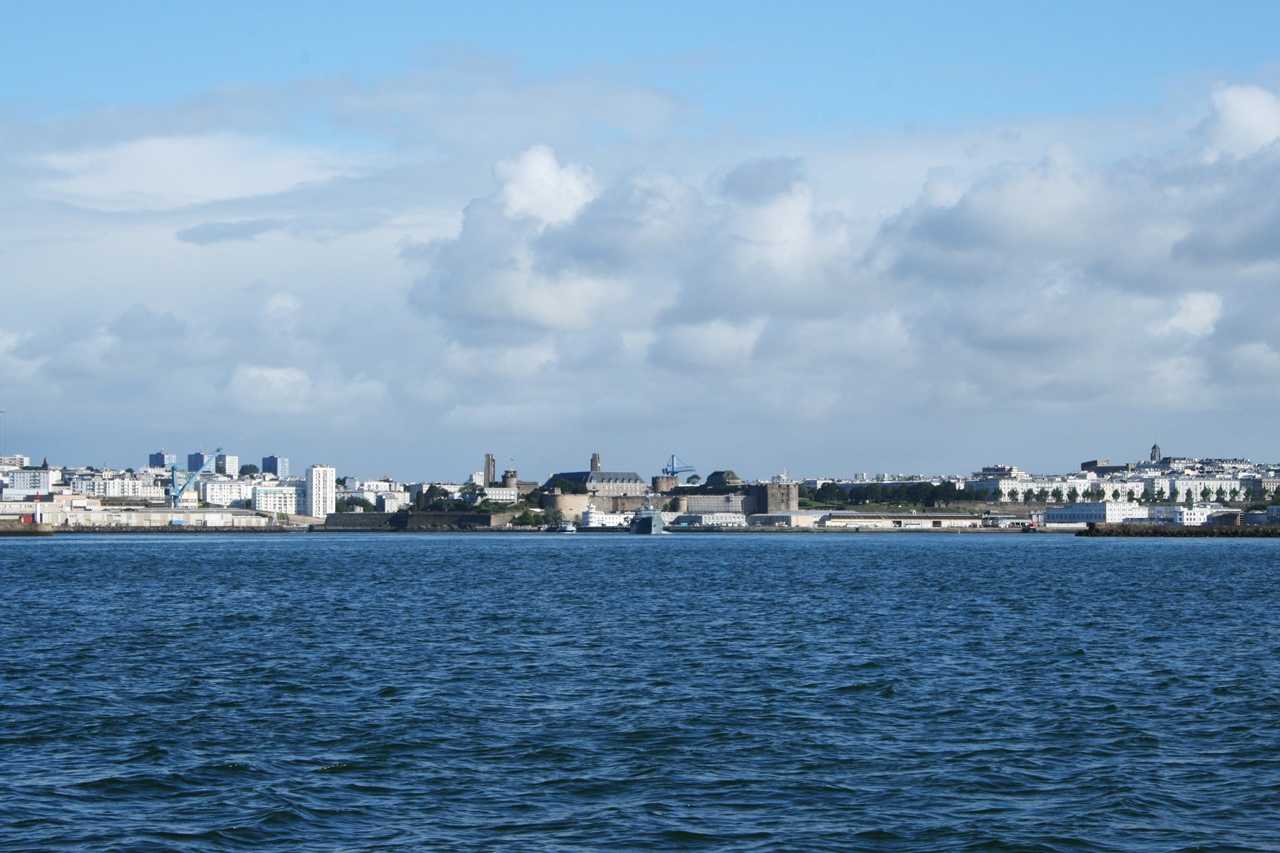
Brest vue de la rade.

### Communes limitrophes
Les communes limitrophes sont Bohars, Bourg-Blanc, Gouesnou, Guilers, Guipavas, Plouzané et Milizac-Guipronvel.
| Guilers       | Bohars Milizac-Guipronvel Bourg-Blanc | Gouesnou                         |
| Plouzané      | Brest                                 | Guipavas                         |
| Rade de Brest | Rade de Brest                         | Rade de Brest Plougastel-Daoulas |

### Relief, géologie

Carte géologique du Massif armoricain.

La ville de Brest, constituée majoritairement sur les orthogneiss de Brest, datés du Cambrien (529 à 504 Ma), s'est développée sur un plateau situé à une centaine de mètres d'altitude, une situation paradoxale pour un port, « tournant le dos à la mer » alors que l'axe urbain principal (place de Strasbourg – rue Jean-Jaurès – place de la Liberté – rue de Siam – rue de la Porte – rue Anatole-France – rue Victor-Eusen) parallèle à la côte. Les espaces proches de la mer ont été urbanisés tardivement, à l'exception de la Penfeld et de ses abords (château de Brest, Recouvrance). La présence de falaises élevées qui matérialisent une des failles majeures du Massif armoricain, qui limitent au sud le plateau du Léon et dominent la rade de Brest, explique ce paradoxe, que les entraves à l'urbanisation littorale liées aux servitudes militaires du port de guerre ont accentué.
La topographie brestoise se caractérise aussi par un relief en creux lié à la reprise de l'érosion après la pénéplanation survenue à l'ère secondaire, formant un synclinorium à relief appalachien selon la direction NE-SO. Le resoulèvement du Massif armoricain à l'ère tertiaire a provoqué la destruction de la pénéplaine armoricaine réduite à l'état de lambeaux de plateaux séparés les uns des autres par des ravins encaissés (de l'ouest vers l'est, vallons de Maison-Blanche, des Quatre-Pompes, de la Grande-Rivière, de la Penfeld et de ses affluents comme le ravin du Moulin-à-Poudre, de la rue Pierre-Semard, du Dour-Bras, du Vieux Bourg de Saint-Marc, du Stang-Alar) difficiles à franchir sauf à construire des ponts (pont Robert-Schumann sur le ravin du Moulin-à-Poudre, ponts de l'Harteloire et de la Villeneuve sur la Penfeld, pont du Forestou enjambant la rue Pierre-Semard). L'étroitesse et la profondeur de ces vallons encaissés provoque parfois des inondations comme celles qui surviennent périodiquement dans le quartier de Kérinou.
C'est l'aber encaissé de la Penfeld, vestige du lit de l'Aulne avant qu'elle ne creuse le passage du Goulet qui a constitué un havre, seul lieu propice à l'établissement d'un port avant les extensions portuaires datant du Second Empire. À son embouchure un éperon rocheux fournissait un site défensif qui porte le château de Brest et qui est le site originel de la « cité du Ponant ».
Par le jeu de la tectonique des plaques et de la déformation isostatique, Brest se soulève (subsidence) de 0,7 mm/an +/- 0,25. Les données ne pouvant être « ni régionalisée, ni extrapolées dans le temps », cela permet de corriger les mesures directes faites par le marégraphe de Brest qui, de 1889 à 1962, a enregistré une « élévation relative du niveau marin » de 1,8 mm/an. Cela porte la variation absolue à 2,5 mm/an si l'on tient compte de la surrection de la croûte terrestre (de 0,7 mm/an) dans cette région (selon les mesures de nivellement).
Brest se situe dans le domaine structural de la zone de Léon qui constitue un vaste antiforme métamorphique de 70 km sur 30 km orienté NE-SW. Cet antiforme forme une vaste série d'un métamorphisme croissant depuis les zones externes (fossé de l'Élorn, bassin de Morlaix) où l'on observe essentiellement des schistes et quartzites, jusque vers le centre (région de Lesvenen) où l'on trouve des gneiss d'origine variable partiellement anatectiques. Cette région est considérée comme un « empilement de nappes déplacées du Sud vers le Nord dans des conditions ductiles lors de l'orogenèse hercynienne » (phase tardive du Viséen). L'antiforme « est parsemé d'éclogites et percé d'intrusions pré-orogéniques Paléozoïque inférieur et tardi ou post-orogéniques (Carbonifère) ». Postérieurement au métamorphisme hercynien, se développe un important plutonisme : le chapelet nord de granites rouges tardifs (ceinture batholitique de granites individualisée pour la première fois par le géologue Charles Barrois en 1909), formant de Flamanville à Ouessant un alignement de direction cadomienne, contrôlé par les grands accidents directionnels WSW-ENE, datés de 300 Ma, correspond à un magmatisme permien. L'orogenèse hercynienne se termine par la formation de deux accidents crustaux majeurs qui décalent les granites carbonifères : le décrochement dextre nord-armoricain (faille de Molène – Moncontour) et le cisaillement senestre de Porspoder-Guissény (CPG). Le plutonisme dans cette région s'étend d'un pôle gabbroïque à un pôle leucogranitique, la majorité des venues étant à associer au fonctionnement des grands cisaillements : le décrochement nord-armoricain et celui de Porspoder-Guissény.
L'intérêt géologique de la région réside dans la qualité des affleurements et leur facilité d'accès, ainsi que la simplicité de la structure permettant une compréhension aisée. Les orthogneiss de Brest affleurent depuis la pointe Saint-Mathieu à l'ouest jusqu'à Guiclan à l'est (environ 70 km de long, pour une largeur variant de 5 à 0,5 km. La nature et l'origine de cette formation composite (orthogneiss dominants avec probablement de nombreuses passées de paragneiss associées à des arkoses et des micaschistes), sont au cœur de controverses pas encore terminées, ce qui lui vaut l'appellation de « complexe des Gneiss de Brest »,. Composé de lits clairs quartzo-feldspathiques et de lits sombres à biotite, l'orthogneiss présente une foliation d'orientation N70° à pendage de 30° à 40°. La présence d'enclaves sombres de diorite dans le plan de foliation de ce gneiss montre que la roche dérive d'une ancienne granodiorite (datée de 504 Ma) transformée par le métamorphisme général en un orthogneiss à biotite.
Une promenade géologique à Brest permet de découvrir l'utilisation de pierres proximales (privilégiées pour des raisons de coût) et distales, témoignant de la diversité de la palette lithologique des constructions. Depuis le XVIe siècle, les constructions témoignent de la richesse du substrat géologique local mais aussi de la diversité des approvisionnements en pierres exogènes qui déterminent pour partie le rang social des propriétaires. L'orthogneiss dont la nuance gris-bleu de la roche saine passe au brunâtre par altération, est dépourvu de qualité architecturale, aussi est-il utilisé en moellons (muraille de l'arsenal, murs des cours, tours du château de Brest) ; le granite de Trégana (donjon du château de Brest, chapelle Sainte-Anne-du-Portzic, quelques maisons rues Vauban, de Keranquéré, de Saint-Malo…) ; le granite porphyroïde rose d'Aber-Ildut (tablettes des quais de l'Arsenal, quais du port de commerce, halles et église Saint-Martin, chaînage de l'église Saint-Sauveur, remparts en association avec le gneiss, bordure de trottoir ou dalles de chaussée, marches, bornes) ; le microgranite de l'Île Longue limité à la confection du pavage des rues, cours et quais ; la kersantite de couleur sombre (église Saint-Louis, tablettes des quais et formes de radoub à l'arsenal et au port de commerce, hôtels particuliers édifiés par Joseph Philippe dans le boulevard Gambetta, rue Traverse) ; la pierre de Logonna (microgranite ocre-blond dans l'église Saint-Louis, maison Crosnier) ; les galets de quartzite de la place Wilson ; granite rougeâtre de Ploumanac'h et granite bleu de Lanhélin (art funéraire). La reconstruction de Brest privilégie le granite du Huelgoat, nettement porphyroïde, caractérisé par l'abondance d'un minéral gris sombre à vert, à section rectangulaire, d'un à deux centimètres, appelé cordiérite. Il est notamment utilisé pour la Banque de France, le palais de Justice ou plusieurs bâtiments autour de la place de la Liberté. Son approvisionnement étant insuffisant, il est fait grandement appel au granite gris-bleuté du massif de Dinan (monument aux morts, résidence du préfet maritime, gendarmerie) et au granite porphyroïde de Quintin, gris ou gris bleuté (poste avec la pierre de taille bouchardée).
Dans la nuit du 19 mars 2019 au 20 mars 2019, un séisme de magnitude 3,7 sur l'échelle de Richter a été ressenti à une vingtaine de kilomètres de la ville brestoise. Cet énième séisme (la Bretagne a été touchée plus de 700 fois par des séismes de magnitude supérieure à 2 depuis le début des années 2000) s'explique par le passé géologique de la Bretagne.

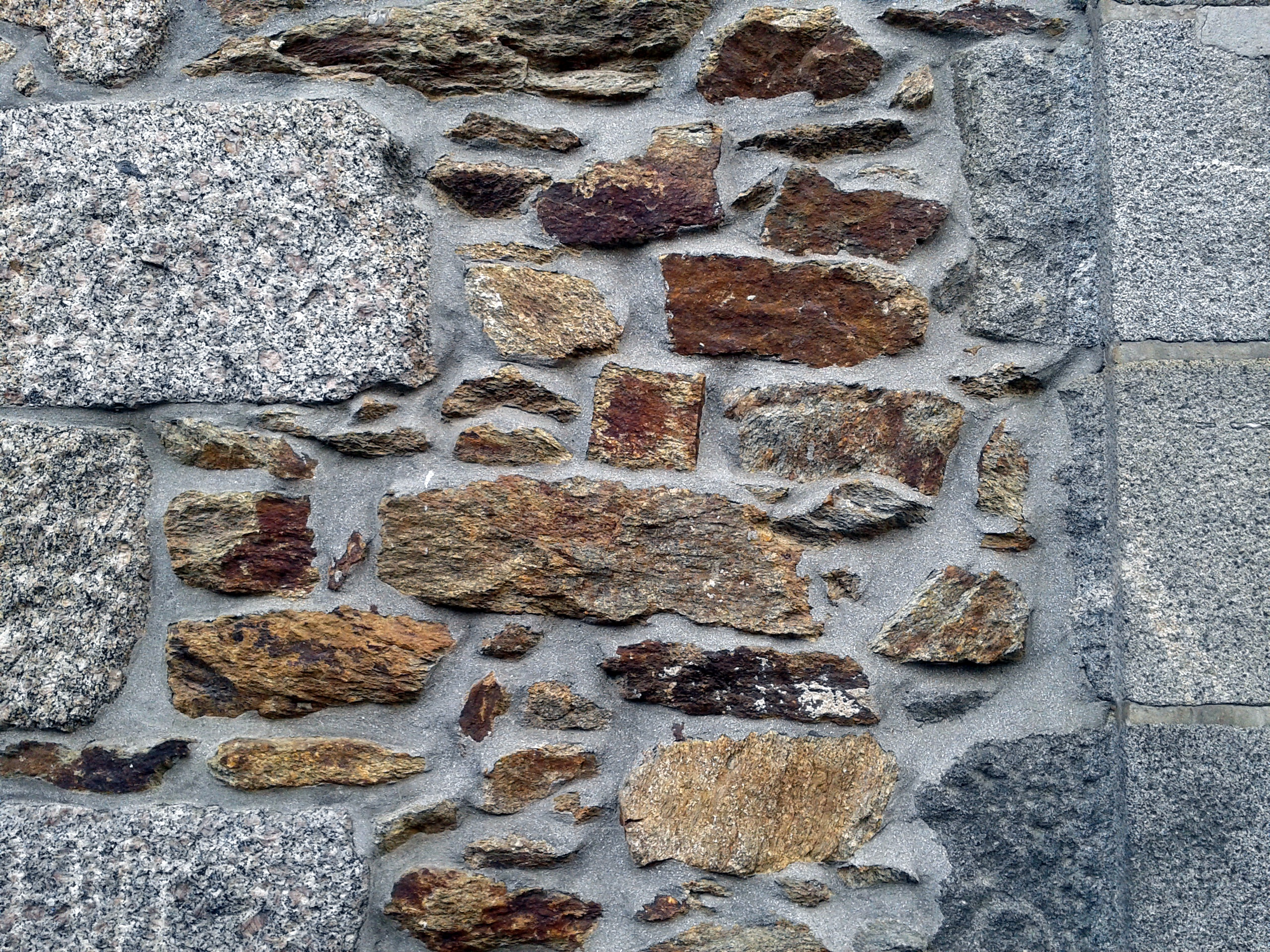
Mur typiquement brestois, associant le granite de l'Aber-Ildut, l'orthogneiss et la kersantite[Note 6].
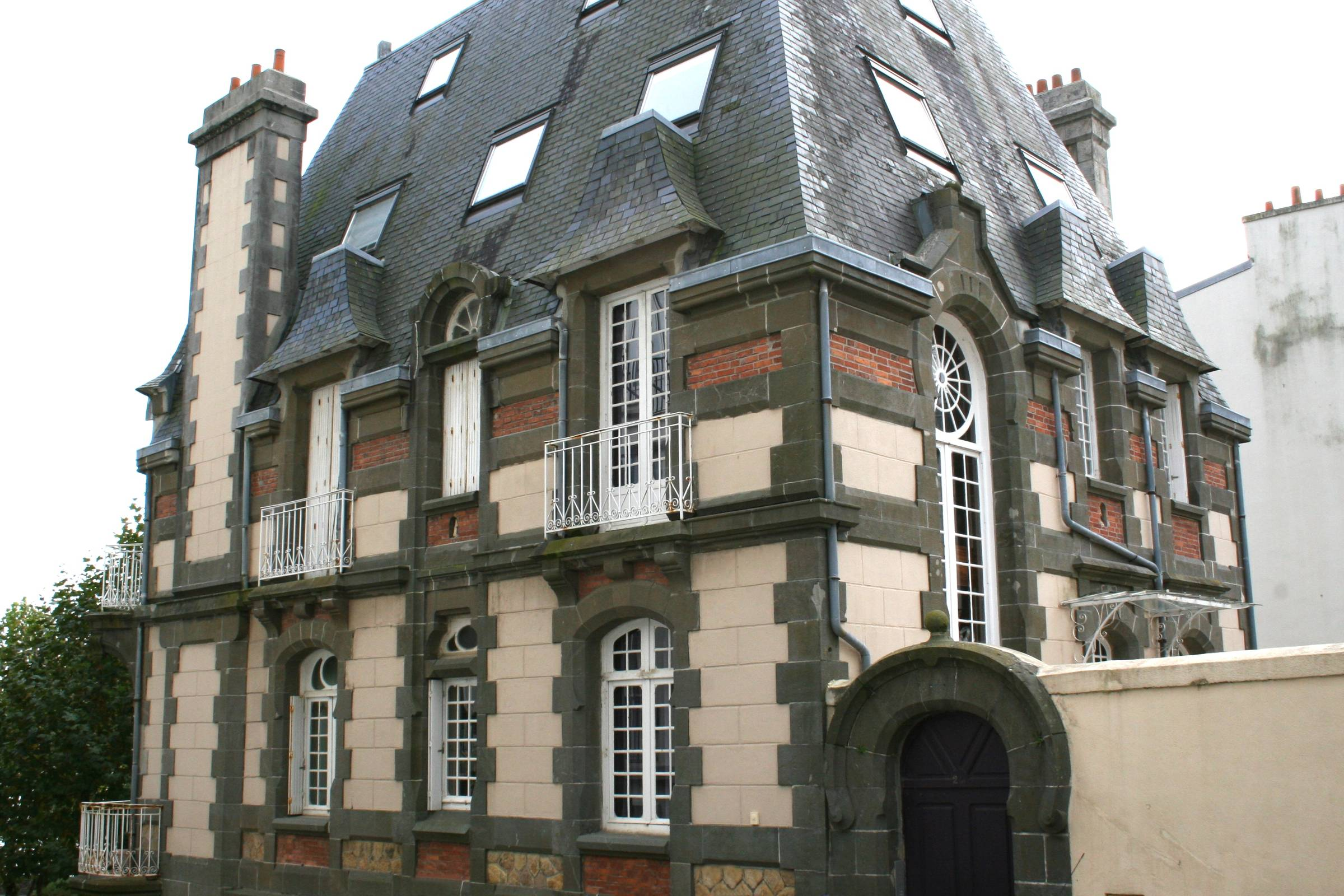
De style Art nouveau, la maison Crosnier est typiquement polylithique[Note 7].
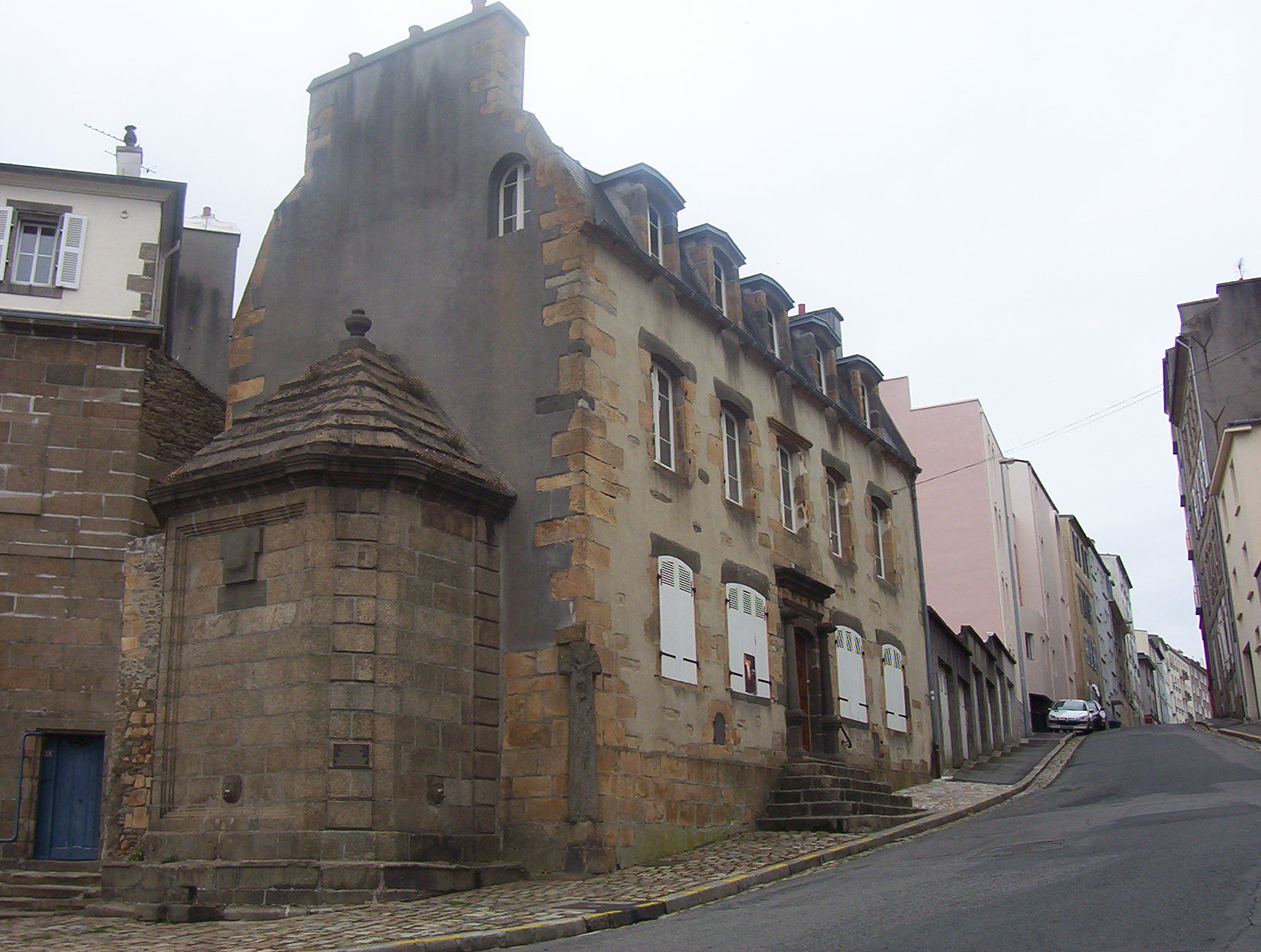
Autre exemple de polylithisme, la maison de la Fontaine (XVIIIe siècle)[Note 8].
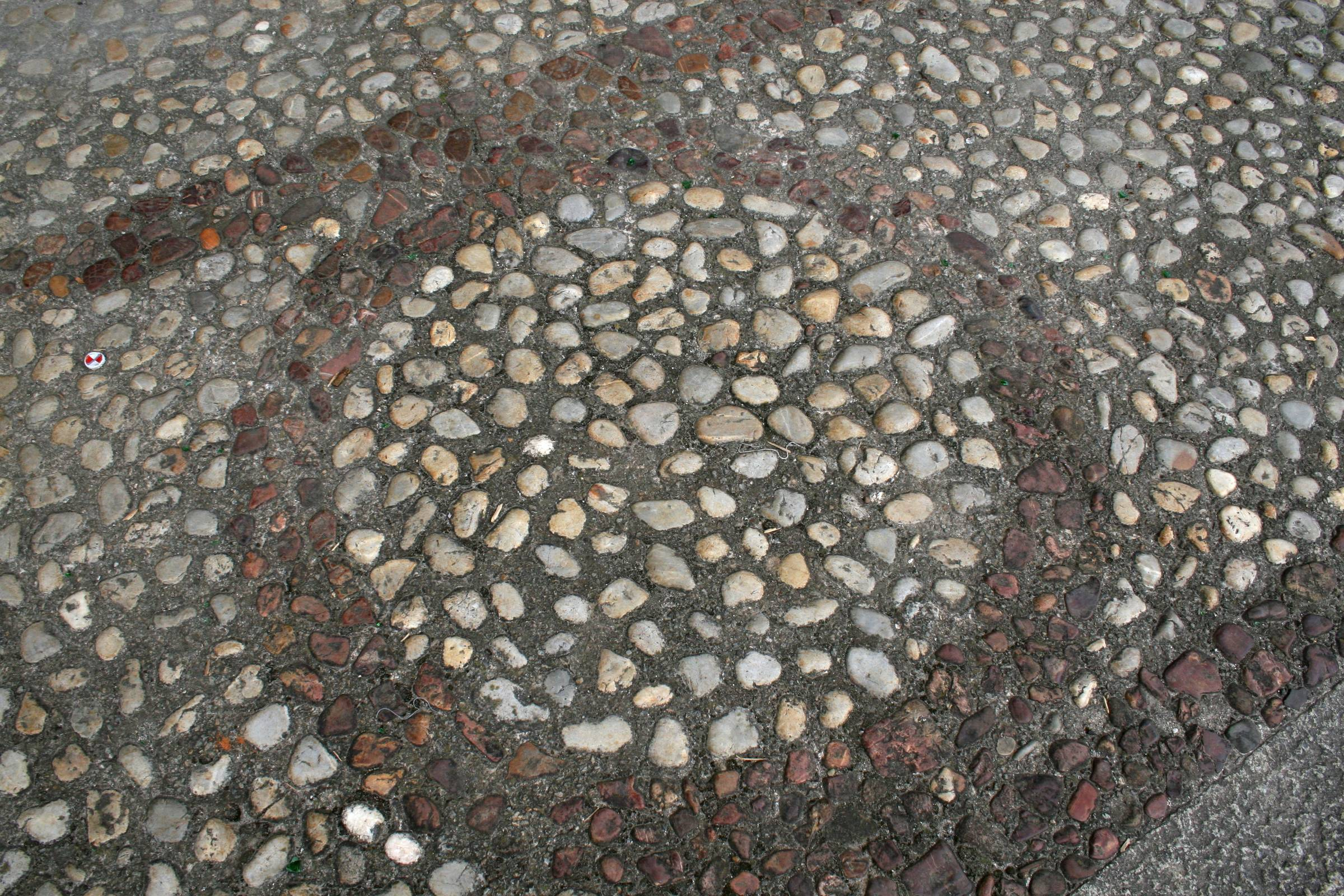
Galets de la place Wilson à Brest[Note 9].

### Hydrographie
Pour un article plus général, voir Réseau hydrographique du Finistère.
La commune est située dans le bassin Loire-Bretagne. Elle est drainée par la Penfeld et divers autres petits cours d'eau,.
La Penfeld, d'une longueur de 16 km, prend sa source dans la commune de Gouesnou et se jette  dans la rade de Brest sur la commune, après avoir traversé quatre communes. 

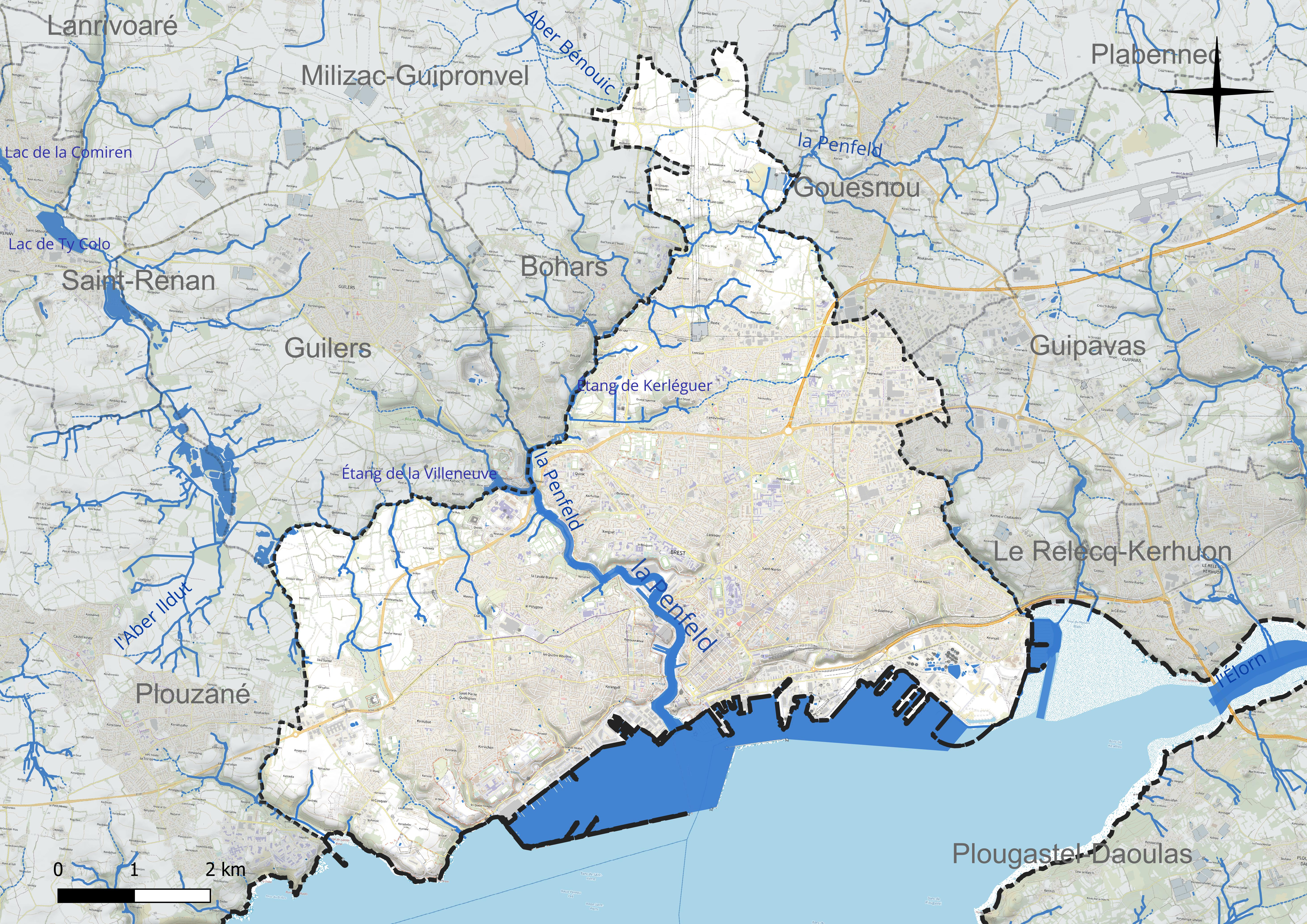
Réseau hydrographique de Brest.

Deux plans d'eau complètent le réseau hydrographique : l'étang de Kerléguer, d'une superficie totale de 2,5 ha (1 ha sur la commune) et l'étang de la Villeneuve, d'une superficie totale de 2,3 ha (0 ha sur la commune),.

### Climat
Pour des articles plus généraux, voir Climat de la Bretagne et Climat du Finistère.
En 2010, le climat de la commune est de type climat océanique franc, selon une étude du CNRS s'appuyant sur une série de données couvrant la période 1971-2000. En 2020, Météo-France publie une typologie des climats de la France métropolitaine dans laquelle la commune est exposée à un climat océanique et est dans la région climatique  Finistère nord, caractérisée par une pluviométrie élevée, des températures douces en hiver (6 °C), fraîches en été et des vents forts. Parallèlement l'observatoire de l'environnement en Bretagne publie en 2020 un zonage climatique de la région Bretagne, s'appuyant sur des données de Météo-France de 2009. La commune est, selon ce zonage, dans la zone « Littoral », exposée à un climat venté, avec des étés frais mais doux en hiver et des pluies moyennes.
Pour la période 1971-2000, la température annuelle moyenne est de 11,4 °C, avec  une amplitude thermique annuelle de 10 °C. Le cumul annuel moyen de précipitations est de 1 030 mm, avec 16,5 jours de précipitations en janvier et 7,8 jours en juillet. Pour la période 1991-2020, la température moyenne annuelle observée sur la station météorologique la plus proche, située sur la commune de Guipavas à 8 km à vol d'oiseau, est de 11,7 °C et le cumul annuel moyen de précipitations est de 1 229,8 mm,. Pour l'avenir, les paramètres climatiques de la commune estimés pour 2050 selon différents scénarios d'émission de gaz à effet de serre sont consultables sur un site dédié publié par Météo-France en novembre 2022.
| Mois                                             | jan.         | fév.          | mars         | avril        | mai          | juin         | jui.         | août        | sep.         | oct.         | nov.         | déc.          | année     |
| ------------------------------------------------ | ------------ | ------------- | ------------ | ------------ | ------------ | ------------ | ------------ | ----------- | ------------ | ------------ | ------------ | ------------- | --------- |
| Température minimale moyenne (°C)                | 4,6          | 4,3           | 5,4          | 6,3          | 8,9          | 11,4         | 13,1         | 13,2        | 11,5         | 9,6          | 7            | 5             | 8,4       |
| Température moyenne (°C)                         | 7,1          | 7,1           | 8,6          | 10,1         | 12,8         | 15,3         | 17           | 17,1        | 15,4         | 12,8         | 9,8          | 7,7           | 11,7      |
| Température maximale moyenne (°C)                | 9,7          | 10            | 11,9         | 13,9         | 16,8         | 19,1         | 20,8         | 20,9        | 19,3         | 16           | 12,5         | 10,3          | 15,1      |
| Record de froid (°C) date du record              | −14 28.1947  | −13,4 21.1948 | −4,9 07.1971 | −2,4 03.2022 | −0,8 01.2021 | 3,7 01.2022  | 6 07.2020    | 5,8 31.2020 | 2,9 18.2022  | −1,5 28.2003 | −6,6 07.1980 | −10,1 28.1970 | −14 1947  |
| Record de chaleur (°C) date du record            | 16,8 24.2016 | 20,7 27.2019  | 23,9 19.2005 | 28,2 15.2015 | 29,5 26.2017 | 34,3 27.2019 | 39,3 18.2022 | 36 13.2022  | 32,6 01.1961 | 28,1 08.2023 | 20,7 01.2015 | 18,3 02.1985  | 39,3 2022 |
| Ensoleillement (h)                               | 61,2         | 81,7          | 122,2        | 165,4        | 187,5        | 183,9        | 180,1        | 171,8       | 158,4        | 109          | 72,3         | 61,2          | 1 554,6   |
| Précipitations (mm)                              | 142,6        | 118,7         | 82,2         | 91,8         | 74,6         | 64,6         | 70,7         | 75,3        | 78,6         | 129,4        | 146,7        | 154,6         | 1 229,8   |
| dont nombre de jours avec précipitations ≥ 1 mm  | 18           | 14,9          | 13,2         | 12,5         | 10,3         | 9,1          | 10,6         | 9,8         | 10,1         | 15,4         | 17,9         | 17,8          | 159,5     |
| dont nombre de jours avec précipitations ≥ 5 mm  | 9,5          | 8,5           | 6            | 6            | 4,8          | 4,4          | 4,3          | 4,4         | 5,2          | 7,8          | 9,9          | 10            | 80,9      |
| dont nombre de jours avec précipitations ≥ 10 mm | 4,7          | 4,2           | 2,3          | 3            | 2,3          | 1,9          | 2,2          | 2,4         | 2,3          | 4,2          | 5            | 5,2           | 39,8      |
| Nombre de jours avec neige                       | 1,3          | 1,9           | 0,8          | 0,3          | 0            | 0            | 0            | 0           | 0            | 0            | 0,4          | 1,3           | 5,9       |

### Voies de communication et transports

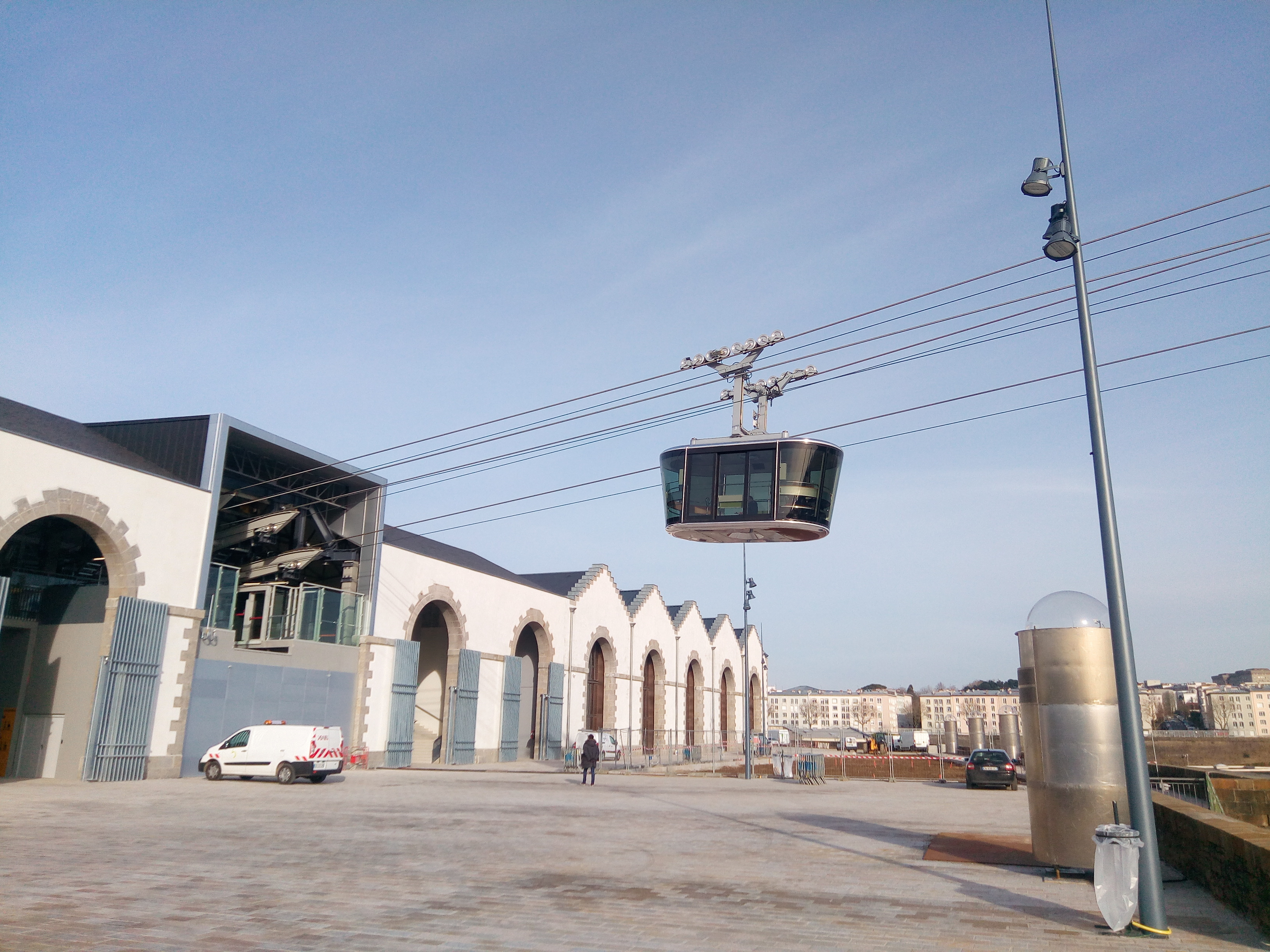
Téléphérique de Brest.

L'automobile reste le moyen de transport individuel privilégié par les Brestois, le vélo n'étant que peu utilisé, pour partie en raison du relief de la ville et pour partie du fait de l'insuffisance d'aménagements adaptés. L'apparition de nombreux vélos à assistance électrique semble néanmoins indiquer un changement de tendance. Les travaux accompagnant la mise en place du tramway ont permis la création d'aménagements cyclables.
Deux voies express de type autoroutier et gratuites relient Brest à Rennes (RN 12) et à Nantes (RN 165). Une troisième route nationale, la RN 265, permet de les relier à l'est. Un tronçon de cette voie fait partie de la rocade qui contourne partiellement la ville.
La gare ferroviaire et routière est desservie quotidiennement par plusieurs TGV la reliant notamment à la gare de Paris-Montparnasse. Les trains les plus rapides relient Paris à Brest en 3 h 35 min environ contre 4 h 20 min avant la mise en place de ligne à grande vitesse Paris-Rennes en juillet 2017. Un projet nommé "Bretagne à Grande Vitesse" avait comme ambition de réduire ce temps de trajet à 3 h 10 min d'ici à 2020. Depuis, cette ambition semble rester au point mort.

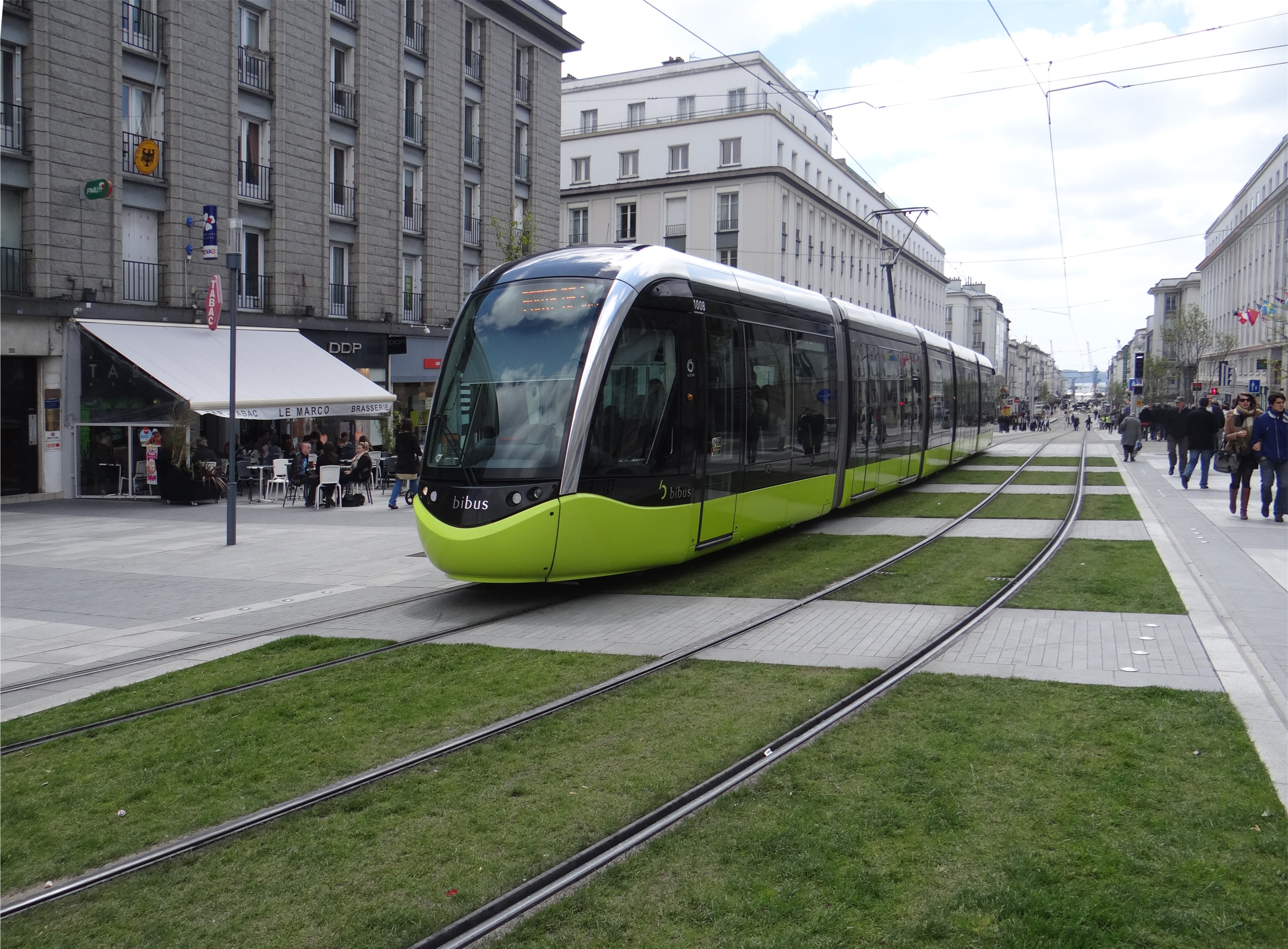
Le tramway de Brest.

Brest et son agglomération disposent d'un réseau de transports en commun complet, nommé Bibus et doté de près de 30 lignes de bus, d'une ligne de tramway (entrée en service le 23 juin 2012) ainsi que d'une ligne de téléphérique urbain, inauguré le 19 novembre 2016 et qui constitue une première en France. Le tram traverse la ville d'est en ouest en reliant la porte de Plouzané aux portes de Gouesnou et Guipavas, desservant les quartiers emblématiques de Recouvrance, Siam et Jean-Jaurès. Une seconde ligne tram entre la gare et l'hôpital de la Cavale Blanche et une ligne de bus à haut niveau de service entre la gare le quartier de Lambézellec sont en cours de construction pour une mise en service prévue en 2026.
L'aéroport de Brest-Bretagne, situé sur la commune de Guipavas, est le premier aéroport breton pour le trafic passagers (45 % de ce trafic dans la région). L'aérogare, en forme de raie manta, est en service depuis le 12 décembre 2007 et porte la capacité de l'aéroport à 1,8 million de passagers par an.
Le port de Brest, premier centre français de réparation navale civile, surtout affecté au transport de vracs agroalimentaires, de marchandises diverses, d'hydrocarbures et de conteneurs, est aussi utilisé pour le transport de passagers, à destination de la presqu'île de Crozon et des îles de la mer d'Iroise.

## Urbanisme

### Typologie
Au 1er janvier 2024, Brest est catégorisée grand centre urbain, selon la nouvelle grille communale de densité à 7 niveaux définie par l'Insee en 2022.
Elle appartient à l'unité urbaine de Brest, une agglomération intra-départementale dont elle est ville-centre,. Par ailleurs la commune fait partie de l'aire d'attraction de Brest, dont elle est la commune-centre,. Cette aire, qui regroupe 68 communes, est catégorisée dans les aires de 200 000 à moins de 700 000 habitants,.
La commune, bordée par la mer d'Iroise, est également une commune littorale au sens de la loi du 3 janvier 1986, dite loi littoral. Des dispositions spécifiques d'urbanisme s'y appliquent dès lors afin de préserver les espaces naturels, les sites, les paysages et l'équilibre écologique du littoral, tel le principe d'inconstructibilité, en dehors des espaces urbanisés, sur la bande littorale des 100 mètres, ou plus si le plan local d'urbanisme le prévoit.

### Occupation des sols

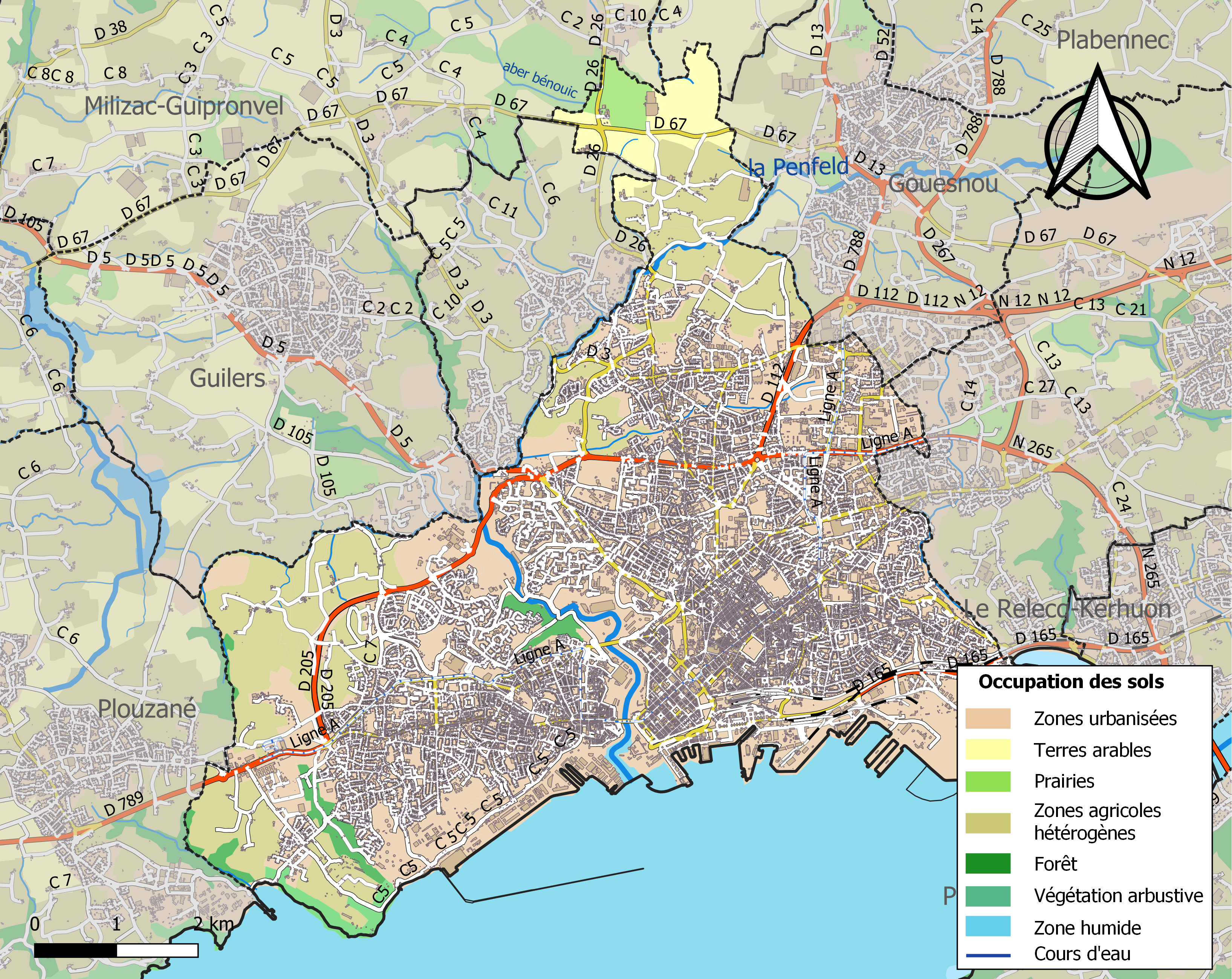
Carte des infrastructures et de l'occupation des sols de la commune en 2018 (CLC).

L'occupation des sols de la commune, telle qu'elle ressort de la base de données européenne d'occupation biophysique des sols Corine Land Cover (CLC), est marquée par l'importance des territoires artificialisés (74,9 % en 2018), en augmentation par rapport à 1990 (67,1 %). La répartition détaillée en 2018 est la suivante : zones urbanisées (51,8 %), zones agricoles hétérogènes (18,3 %), zones industrielles ou commerciales et réseaux de communication (17,9 %), espaces verts artificialisés, non agricoles (4,3 %), terres arables (2,9 %), forêts (1,8 %), mines, décharges et chantiers (0,9 %), prairies (0,9 %), milieux à végétation arbustive et/ou herbacée (0,8 %), eaux maritimes (0,3 %). L'évolution de l'occupation des sols de la commune et de ses infrastructures peut être observée sur les différentes représentations cartographiques du territoire : la carte de Cassini (XVIIIe siècle), la carte d'état-major (1820-1866) et les cartes ou photos aériennes de l'IGN pour la période actuelle (1950 à aujourd'hui).

#### Morphologie urbaine

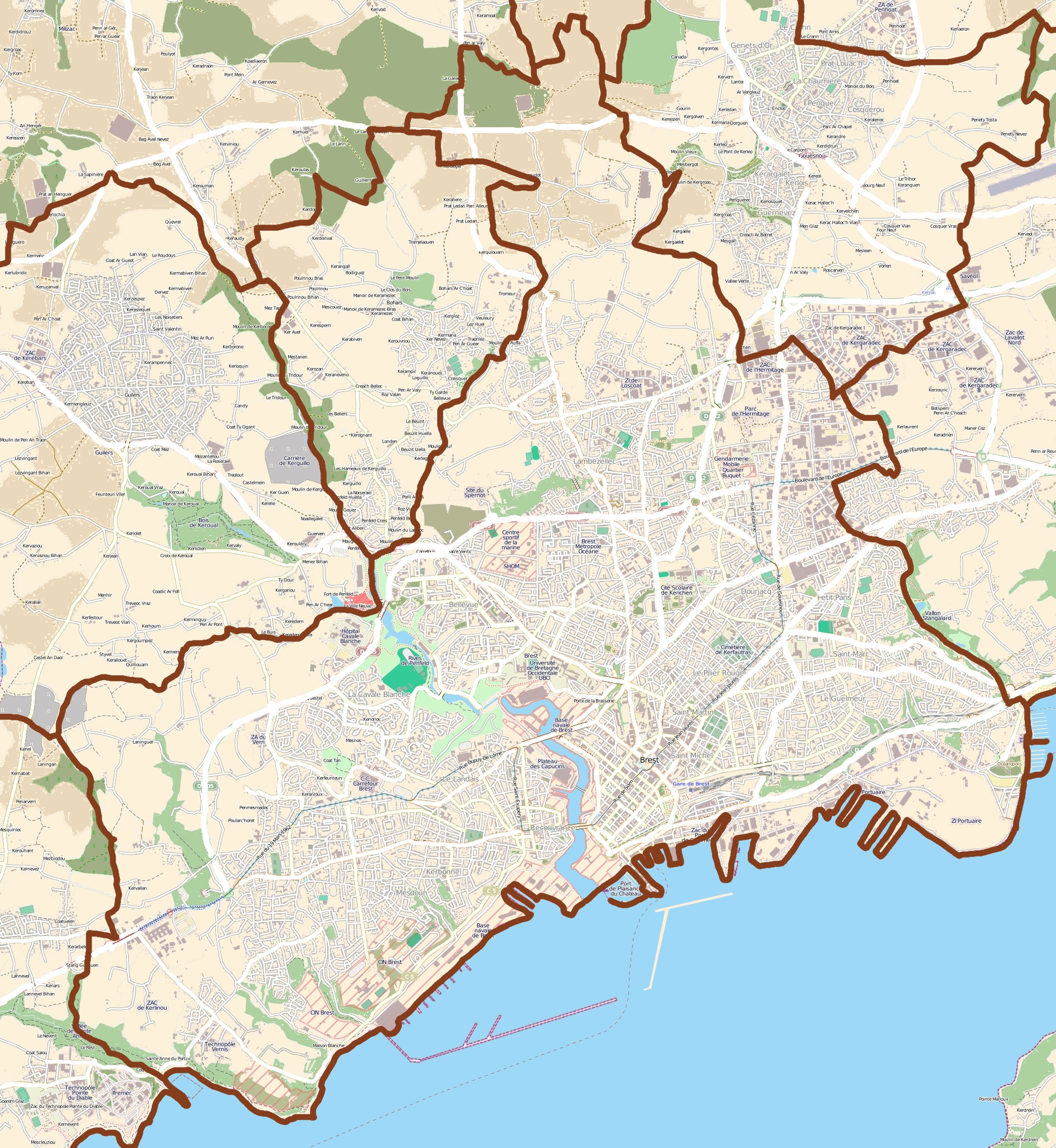
La ville de Brest et ses quartiers.

Si Brest est connue pour son pont de Recouvrance, son arsenal militaire et sa rue de Siam, elle l'est aussi par son urbanisme décrié. D'abord louée comme la ville la plus moderne de Bretagne dans les années 1950-1960, surnommée « Brest la Blanche », du fait de l'utilisation massive des enduits blancs qui étaient les seuls hydrofuges efficaces bon marché, et par référence à son surnom politisé de « Brest la Rouge », l'image de la ville ne tarda pas à se ternir dans les années 1970. Les dernières années ont vu l'ébauche de coloration des façades dont beaucoup étaient devenues grises avec le temps.
Brest s'est toujours construite autour de son arsenal le long de l'embouchure de la rivière de Penfeld : la rive gauche, francophone et bourgeoise, s'est développée autour de son château alors que la rive droite, connue pour son quartier de Recouvrance, s'est constituée autour d'une tour médiévale et reste plus populaire, étant restée bretonnante jusqu'au début du XXe siècle. À ce titre, le château et la tour Tanguy sont les deux monuments les plus anciens. Le bâti du centre-ville, rive gauche, a été quasiment entièrement renouvelé dans sa partie historique après-guerre. En revanche, plusieurs rues ont échappé aux destructions de la guerre et de la Reconstruction sur la rive droite, et constituent aujourd'hui des promenades rappelant la ville d'avant-guerre.

#### Le vieux Brest

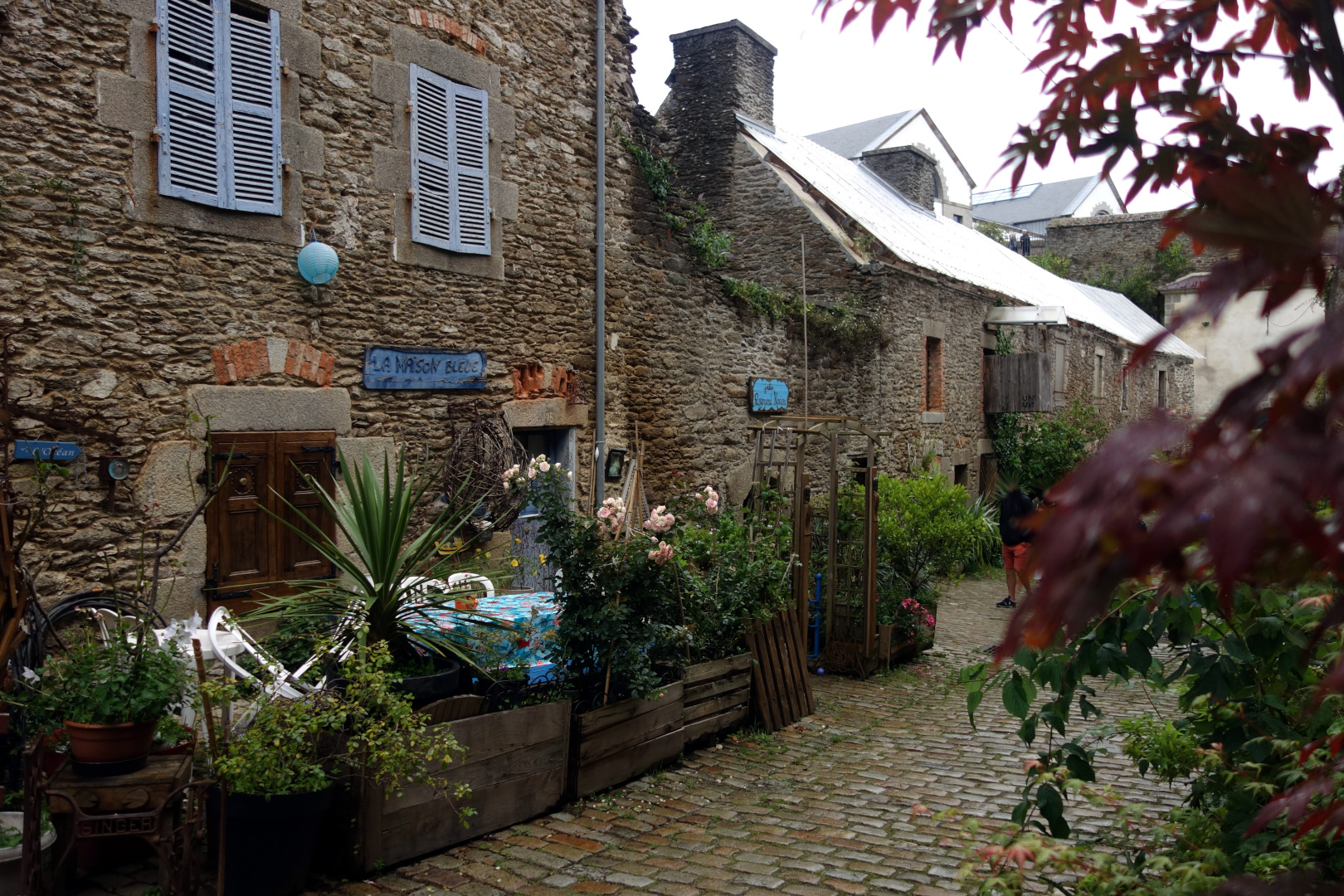
Rue Saint-Malo, à proximité des Capucins.

Une agglomération gallo-romaine existait et était bien reliée en termes d'axes routiers, celle ci se situait sur l'actuelle « vieux Brest ». Le quartier des « Sept-Saints », construit autour de l'église homonyme des Sept-Saints, fut le noyau historique du centre-ville de Brest, « Brest même » (rive gauche), au bord de la Penfeld avant de monter sur le plateau plus haut. L'église des Sept-Saints ne devait pas son nom aux sept saints fondateurs de la Bretagne mais à une légende évoquant le miracle de sept enfants qui auraient été jeté à la mer par leur père et auraient échoué à Brest.
Tout le vieux Brest était ceinturé dans des remparts construits par Vauban, et s'organisait rive gauche autour de deux rues principales qui partaient de la porte de Landerneau : la Grand-rue (renommée rue Louis-Pasteur en 1907), l'artère principale de la ville qui descendait jusqu'à l'arsenal, et la rue de Siam. Sur la rive droite autrement appelée Recouvrance, la rue principale était la rue de la Porte débouchant sur la porte du Conquet. Brest fut petit à petit chassé de son cœur historique qu'est la Penfeld, par les militaires qui se l'approprieront complètement à la fin du XIXe siècle ce qui se traduira entre autres par la destruction des quartiers en bordure de la Penfeld comme celui des « Sept-Saints ».
Les bâtiments officiels et militaires étaient marqués par une architecture rigoureuse, sobre et classique. Le cours Dajot, à partir de sa construction à la fin du XVIIIe siècle était alors habité par la bourgeoisie et les officiers de marine et était le lieu de promenade privilégié des Brestois, tandis que la rive droite était beaucoup plus populaire et déshéritée. La Brest d'avant-guerre était connue comme l'une des villes les plus insalubres de France.
La Reconstruction eut raison des vestiges que la guerre avait épargnés sur la rive gauche : le bagne (1750) et la corderie qui n'avaient subi que peu de dégâts, furent rasés pour faire place au boulevard Jean-Moulin à la fin des années 1940 ; la façade du théâtre (1766) ne subira le même sort qu'en 1970. Néanmoins, de cette époque, il reste le bâtiment des subsistances dans l'arsenal, l'église Saint-Sauveur, une partie du tissu urbain de Recouvrance, ainsi que quelques ruines ici et là dans le centre-ville reconstruit, comme la porte de l'ancien séminaire de Brest, ou le péristyle de la caserne Fautras.

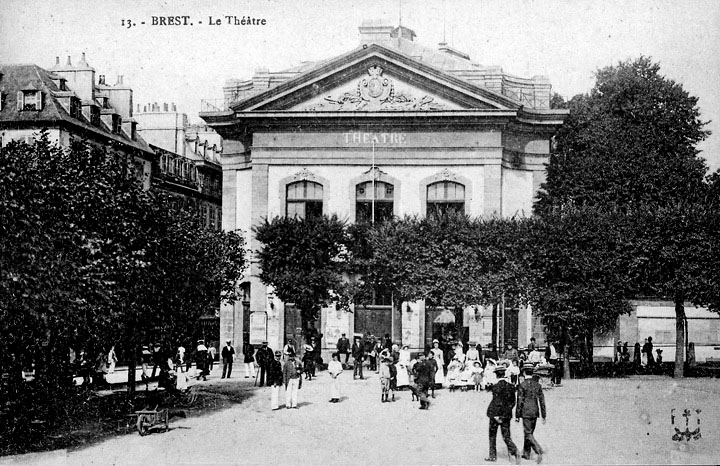
Le théâtre, place du Champ-de-Bataille, dont la façade sera détruite en 1970 (architecte : Gabriel Pierre Martin Dumont).
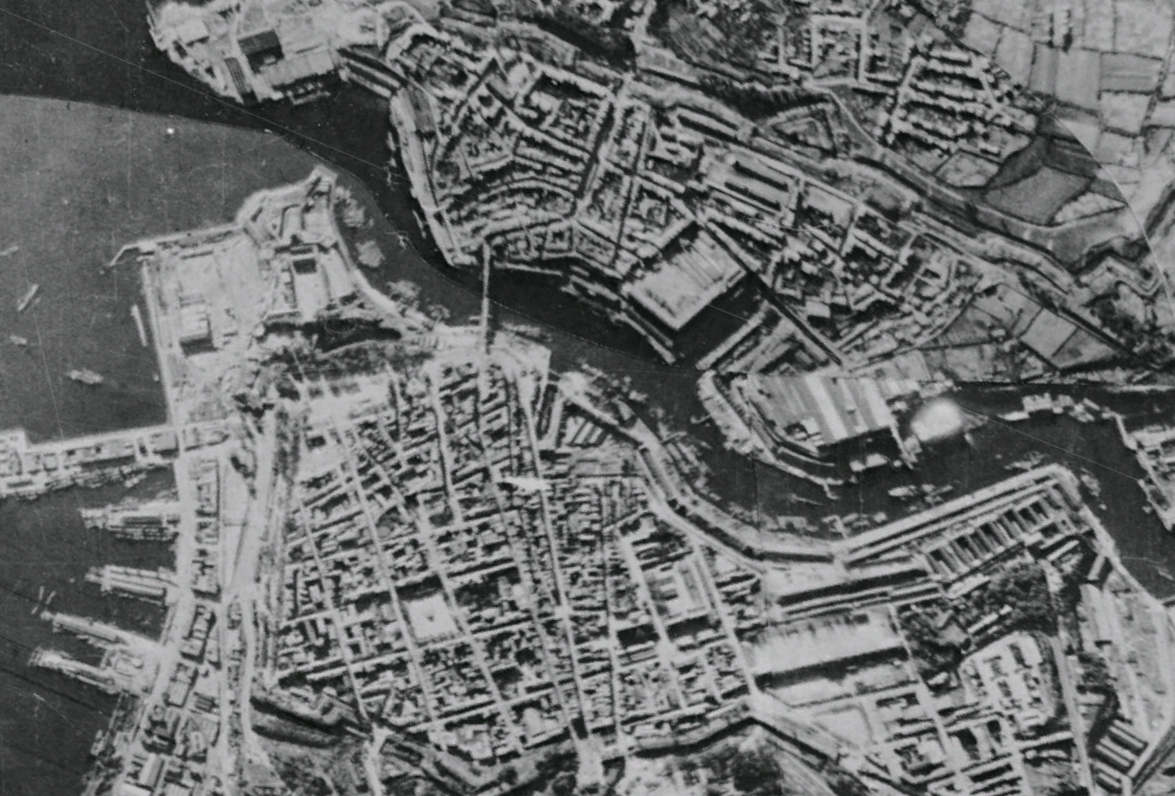
Vue aérienne de Brest en 1943, ceinturé dans des remparts ; en haut, le quartier ouvrier et populaire de Recouvrance et en bas, Brest même, centre-ville bourgeois.
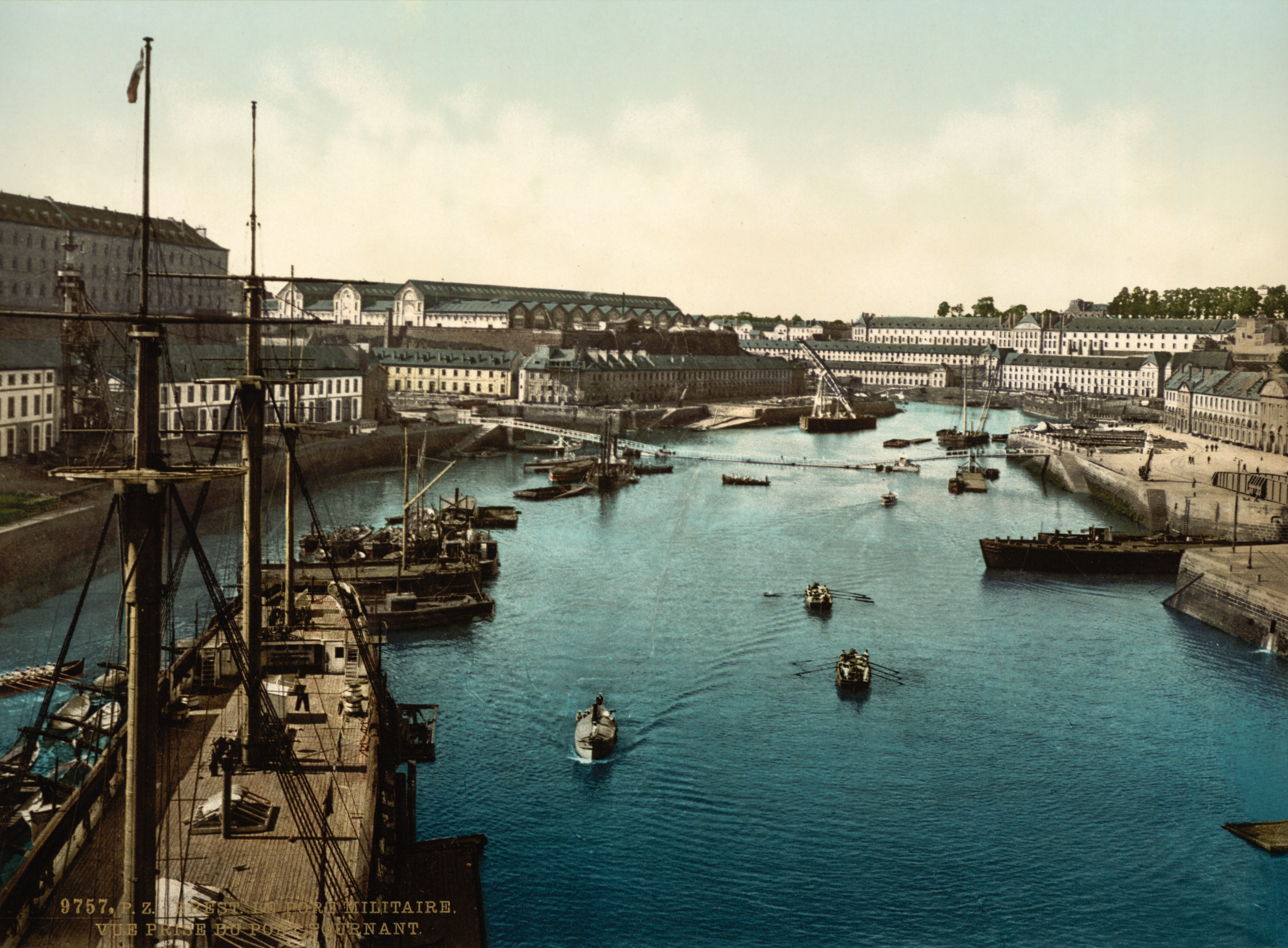
Le port et l'arsenal en Penfeld vus depuis le Grand Pont : de gauche à droite, côté Recouvrance, la caserne du 2e dépôt des équipages de la flotte (dit la Cayenne), les ateliers du plateau des Capucins ; côté Brest même, en arrière-plan la corderie et le bagne la surplombant, et à droite, la majorité générale.
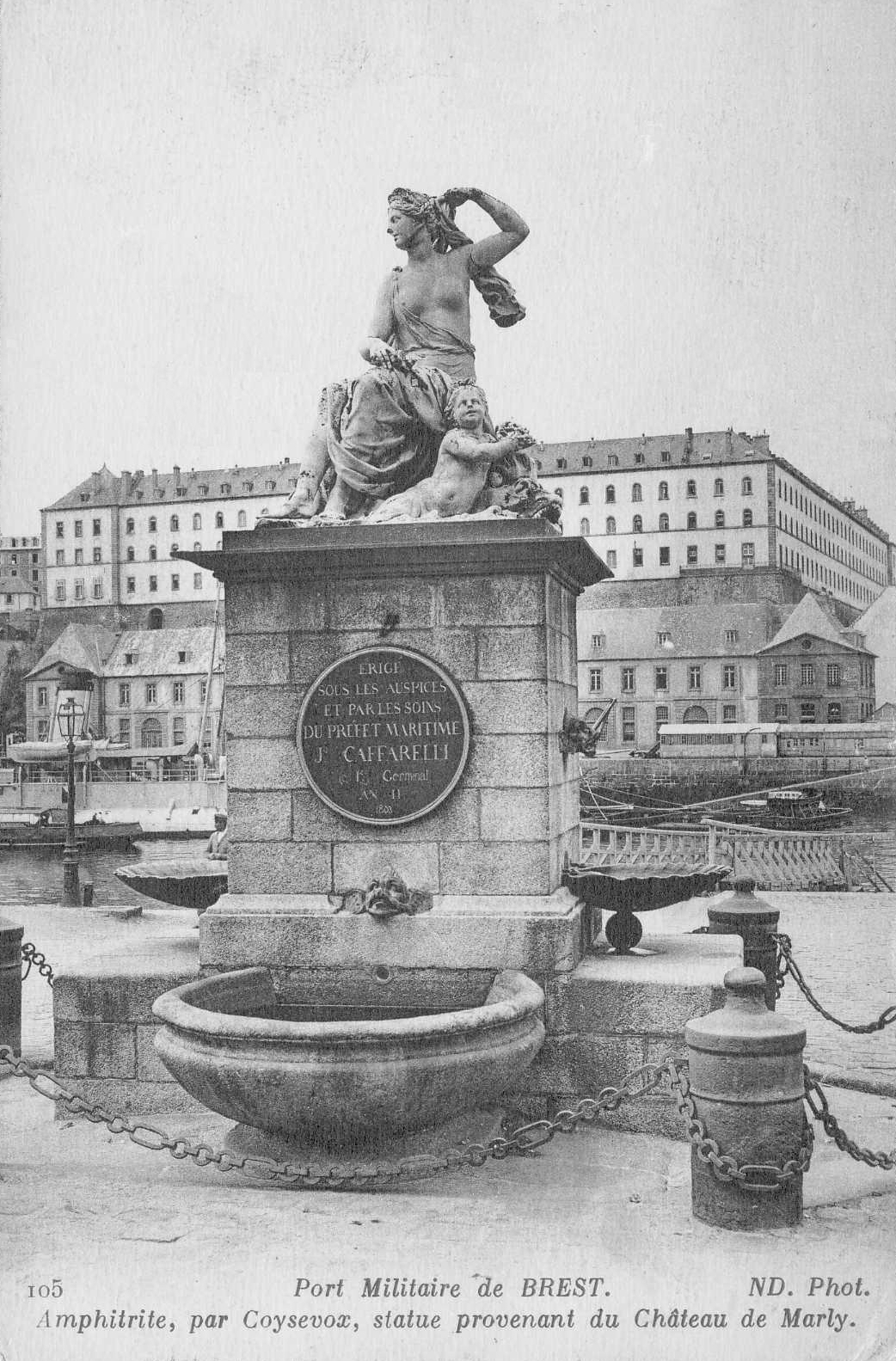
Le triomphe d'Amphitrite d'Antoine Coysevox, donné à la ville de Brest en 1801[56],[Note 12].

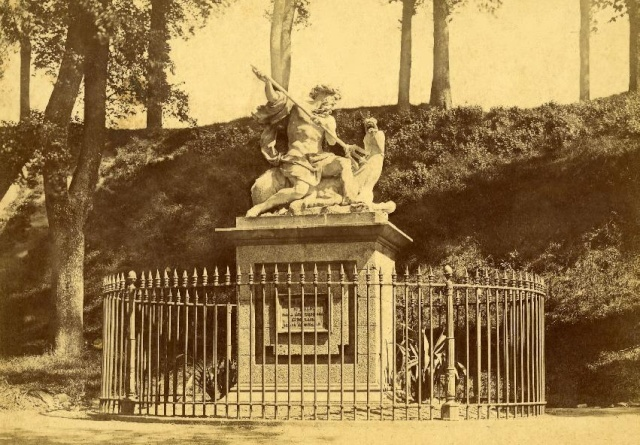
Neptune d'Antoine Coysevox sur le cours Dajot (transféré au musée du Louvre à la Libération)[58].
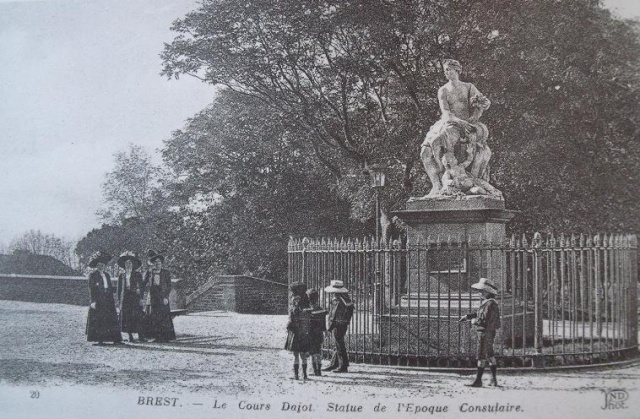
La Marne d'Antoine Coysevox sur le cours Dajot (transférée au musée du Louvre à la Libération)[59].
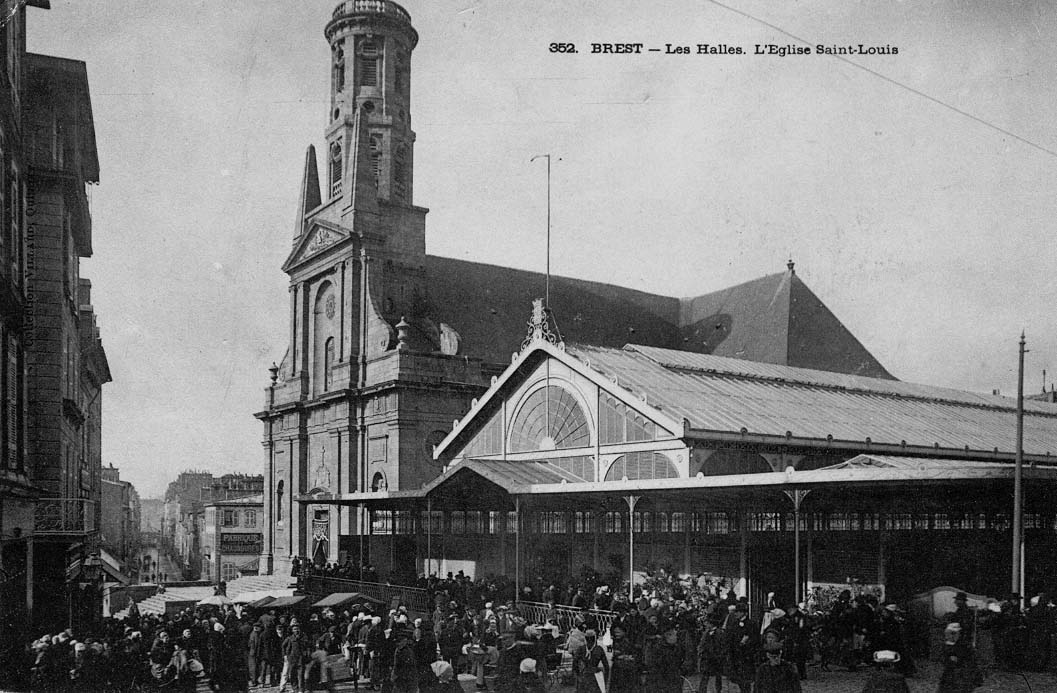
Vue de l'ancienne église Saint-Louis, des halles du même nom, de la place Étienne-Dolet et la rue Keravel.
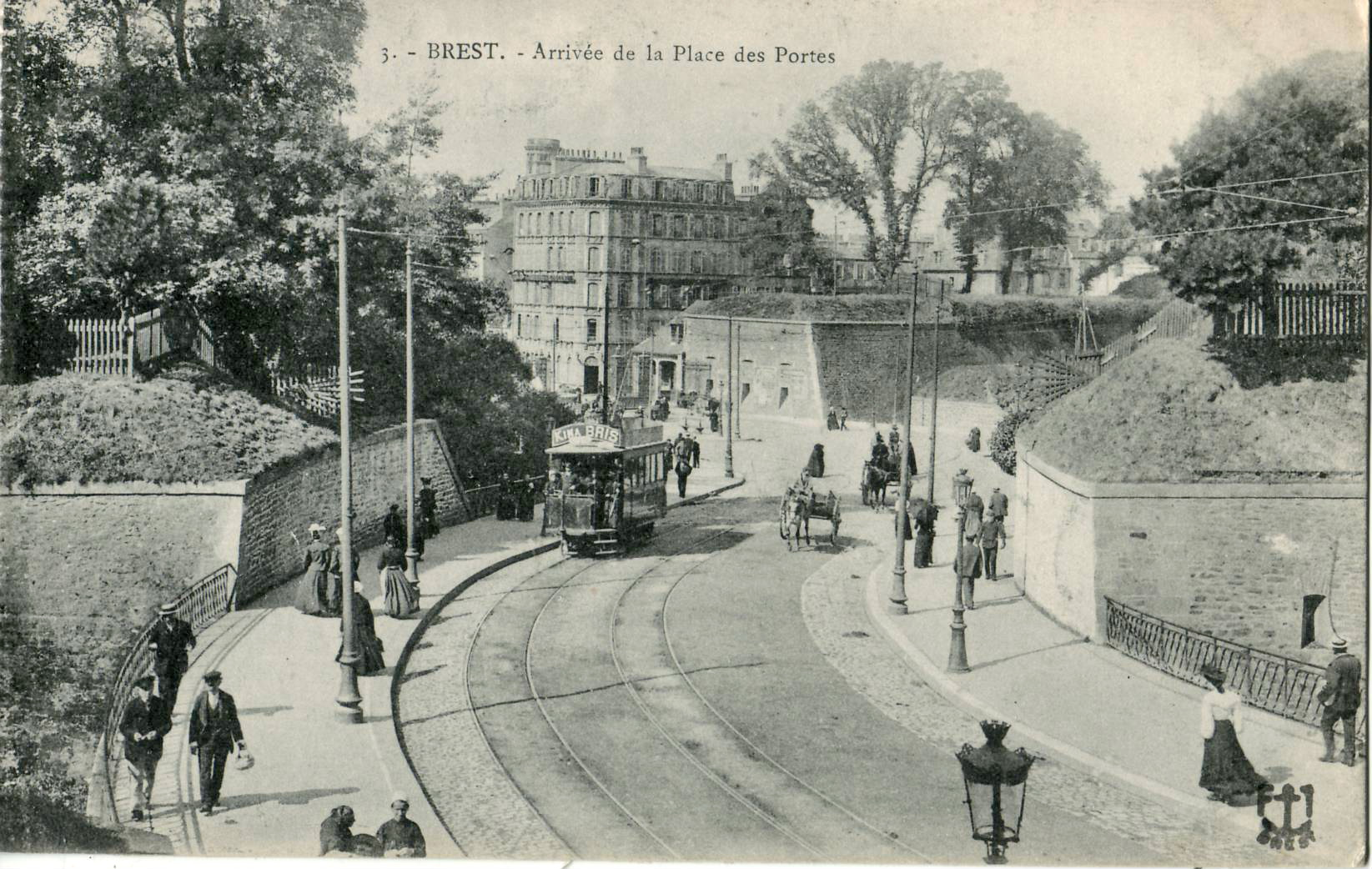
Les Glacis, Porte Landerneau, vue de la place de la Liberté ; derrière les murs, la place des Portes ouvrant sur la rue de Siam et la Grand-rue (renommée rue Louis-Pasteur en 1907).

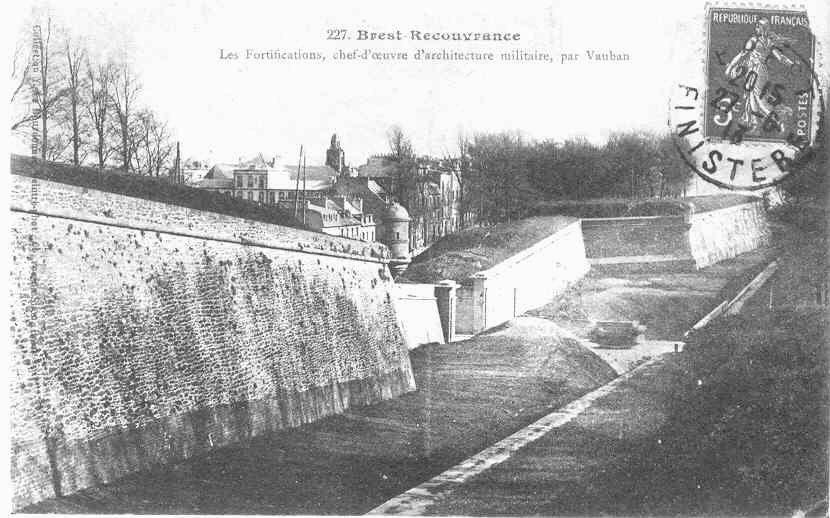
Vue de Recouvrance et de ses fortifications au niveau de la porte du Conquet.
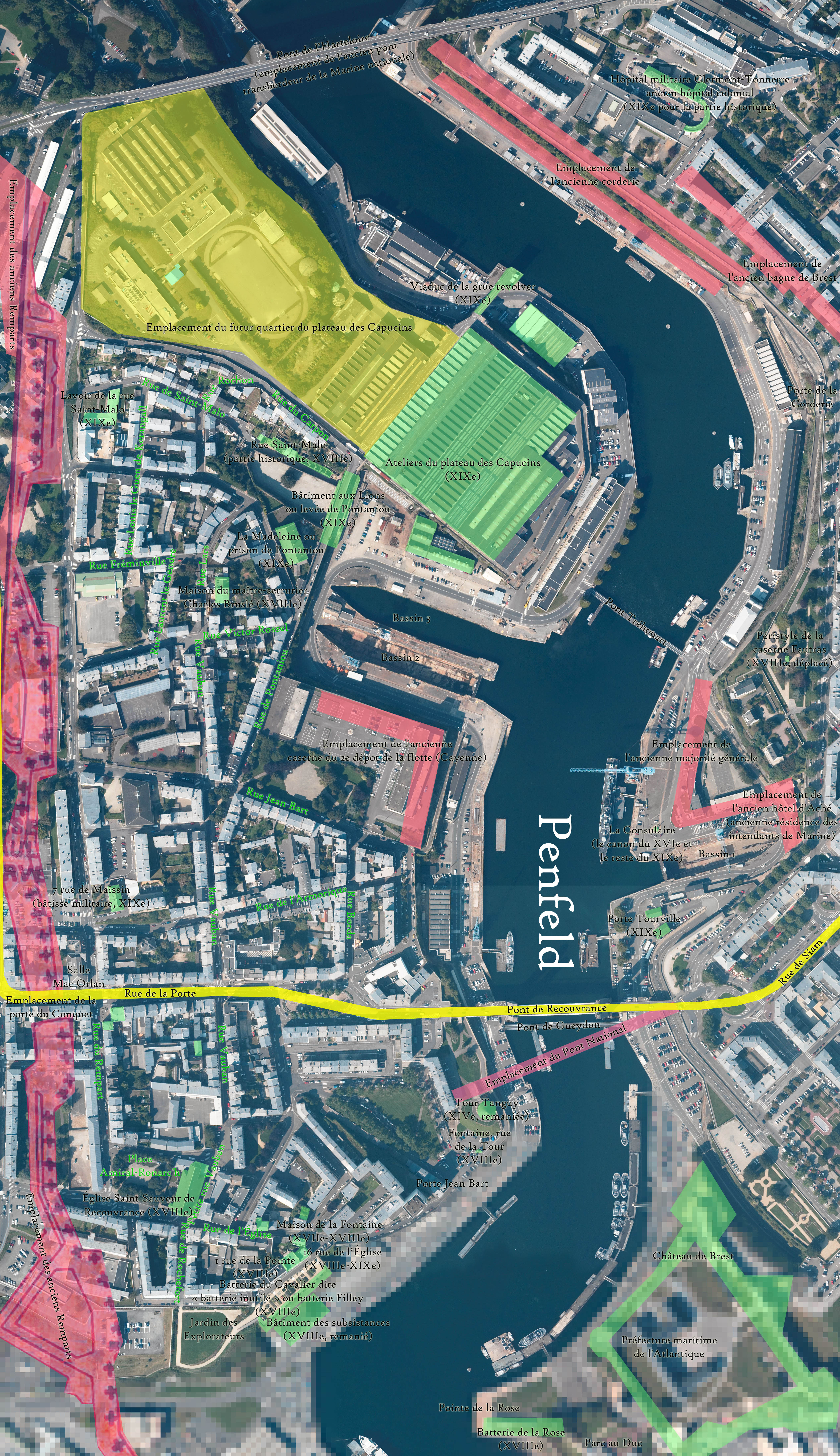
Vue du port militaire aux bords de Penfeld et du quartier de Recouvrance en 2004[Note 13].
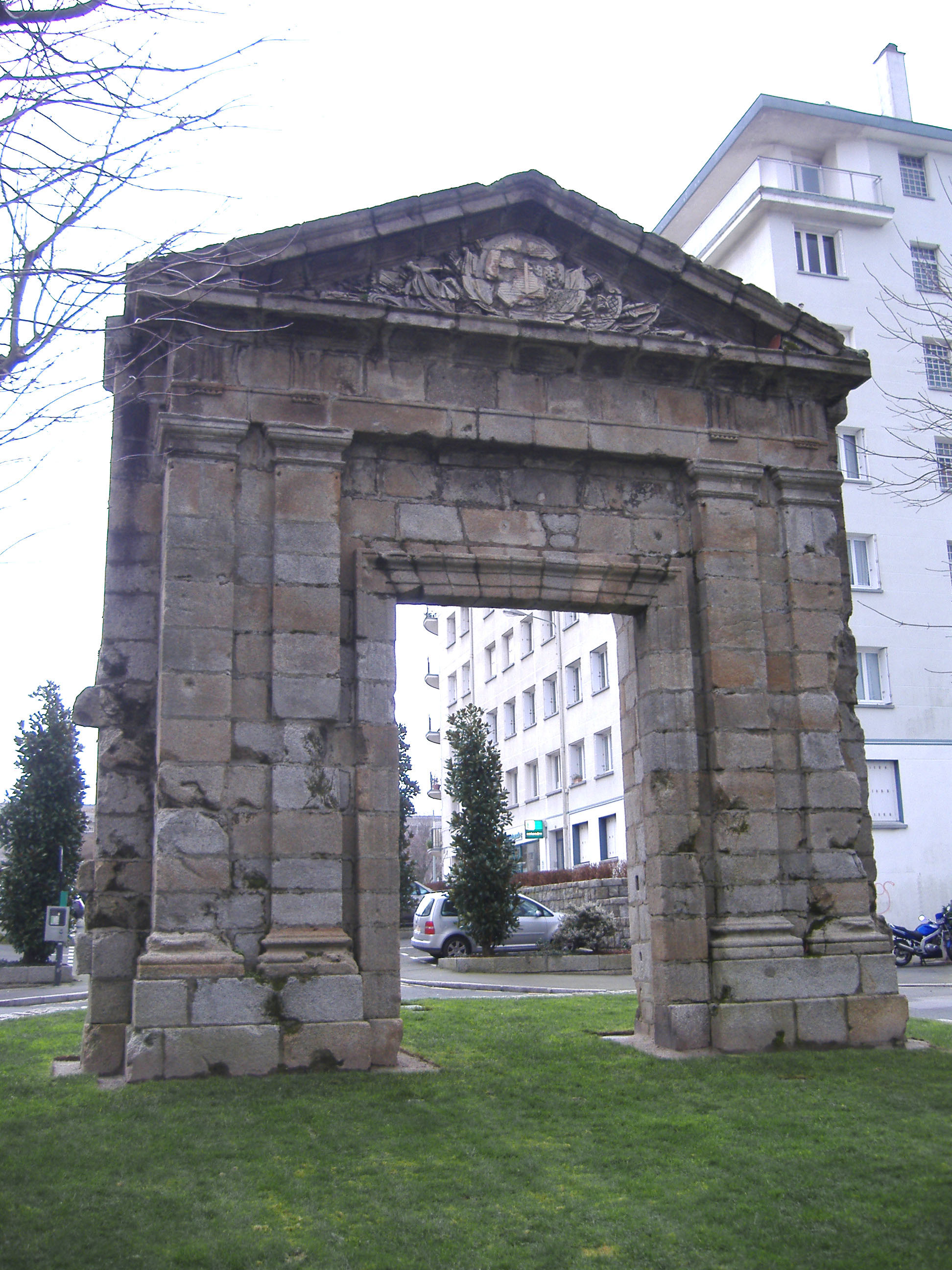
Porte de l'ancien séminaire de Brest (XVIIIe siècle) devenu école des mécaniciens puis caserne Guépin[Note 14].
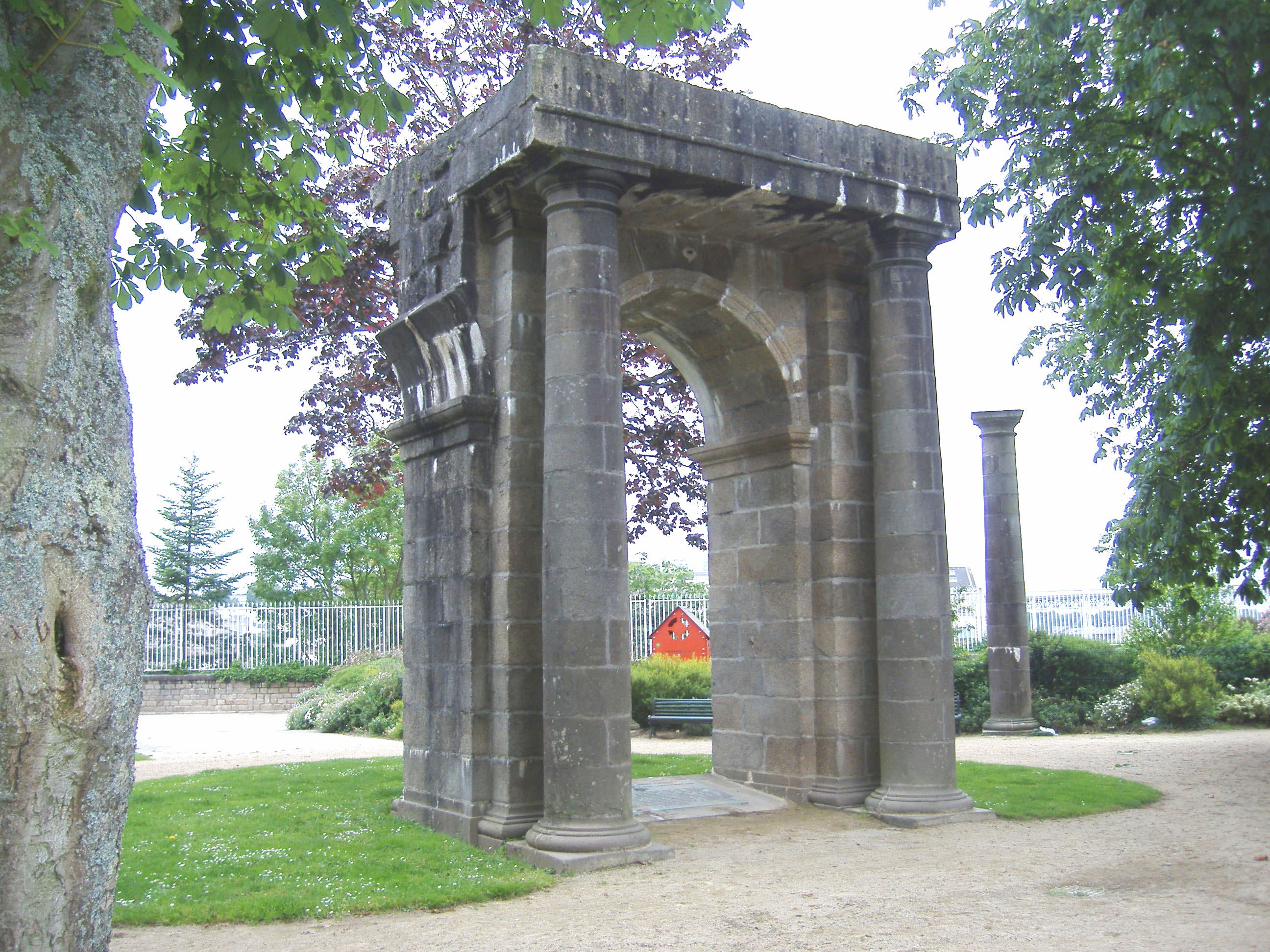
Péristyle de la caserne Fautras aujourd'hui, déplacé au bord du boulevard Jean-Moulin à la Reconstruction.

#### DuXIXesiècleà 1940
Sous le Second Empire, Brest commence à changer de visage avec l'arrivée d'une architecture industrielle qu'illustrent les ateliers du plateau des Capucins, ainsi que d'autres bâtiments de l'arsenal et le pont National (aujourd'hui disparu et remplacé par l'actuel pont de Recouvrance depuis la Reconstruction), qui permit de relier Brest même et Recouvrance. Le XIXe siècle vit aussi la ville se développer hors de ses murs, notamment avec l'Annexion, futurs quartiers Saint-Martin et Saint-Michel qui furent peu touchés par la Seconde Guerre mondiale.
La ville est reliée au réseau des chemins de fer dès 1865, avec la création de la gare de Brest. Elle se dote d'un premier réseau de tramway en 1898, qui circulera jusqu'en 1944, après avoir été également desservie par des chemins de fer secondaires à voie métrique la reliant à Saint-Pol-de-Léon, les Chemins de fer départementaux du Finistère, dès 1893.
L'Art déco tient une place importante dans le style architectural privilégié dans l'entre-deux-guerres, avec ses immeubles à bow-windows ; la présence américaine a poussé Brest à se moderniser et l'on y construit notamment le Palais du Commerce dit maison Esders (immeuble Art déco de 1926, architecte : Aimé Freyssinet), l'hôpital Augustin-Morvan (architectes : Raymond Lopez, Raymond Gravereaux), l'hôtel Continental et une nouvelle gare (architecte : Urbain Cassan). On trouve aussi des lotissements mêlant style Art déco et régionalisme bon marché censés répondre aux besoins des ouvriers et des employés.
Les faubourgs de la ville n'ayant subi que peu de dégâts, les constructions de ces époques sont toujours bien visibles aujourd'hui dans le tissu urbain de Brest, par opposition à la vieille ville disparue ; certains de ces immeubles donnent lieu localement à des opérations de rénovation[réf. souhaitée].

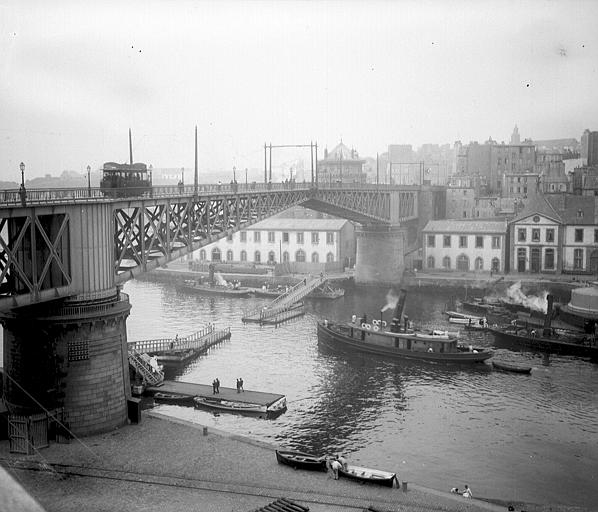
Le pont National remplacé par l'actuel pont de Recouvrance depuis la Reconstruction.
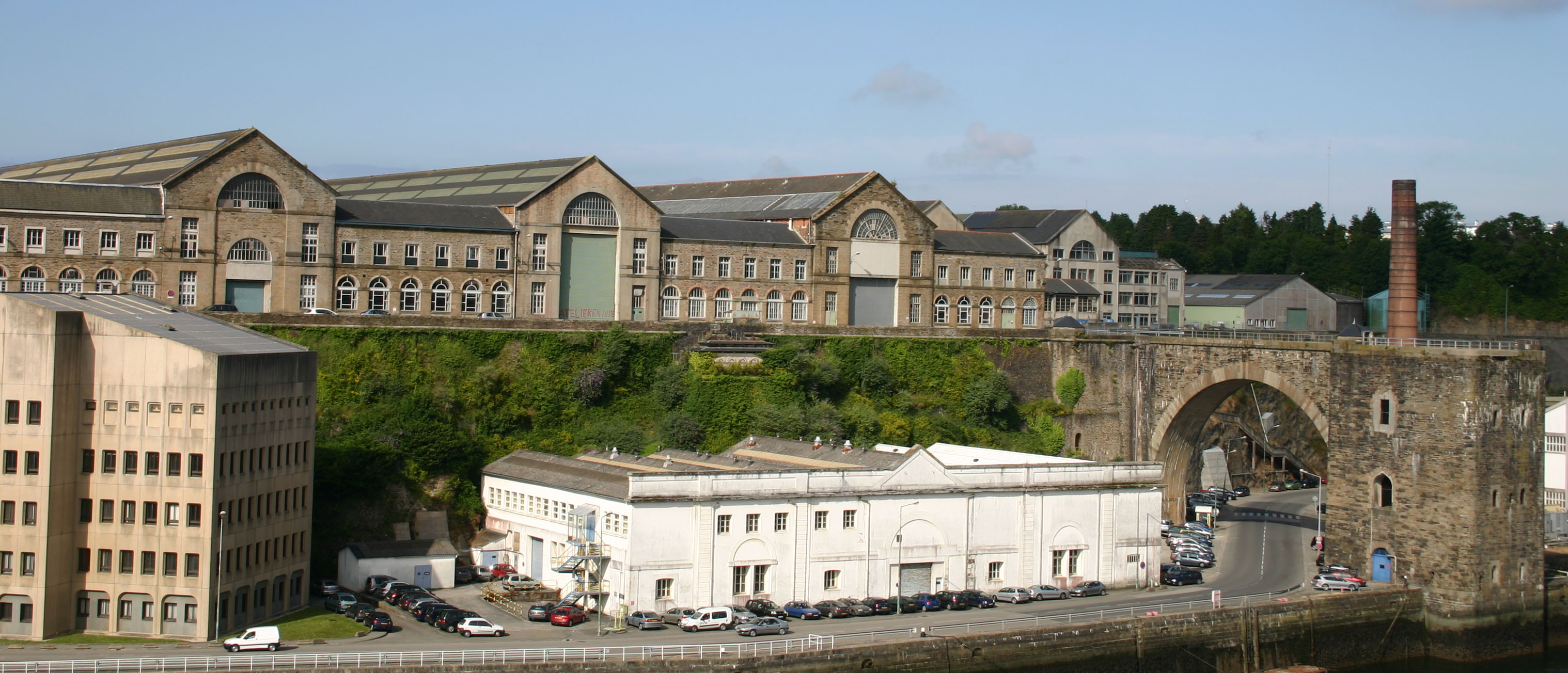
Les ateliers du plateau des Capucins.
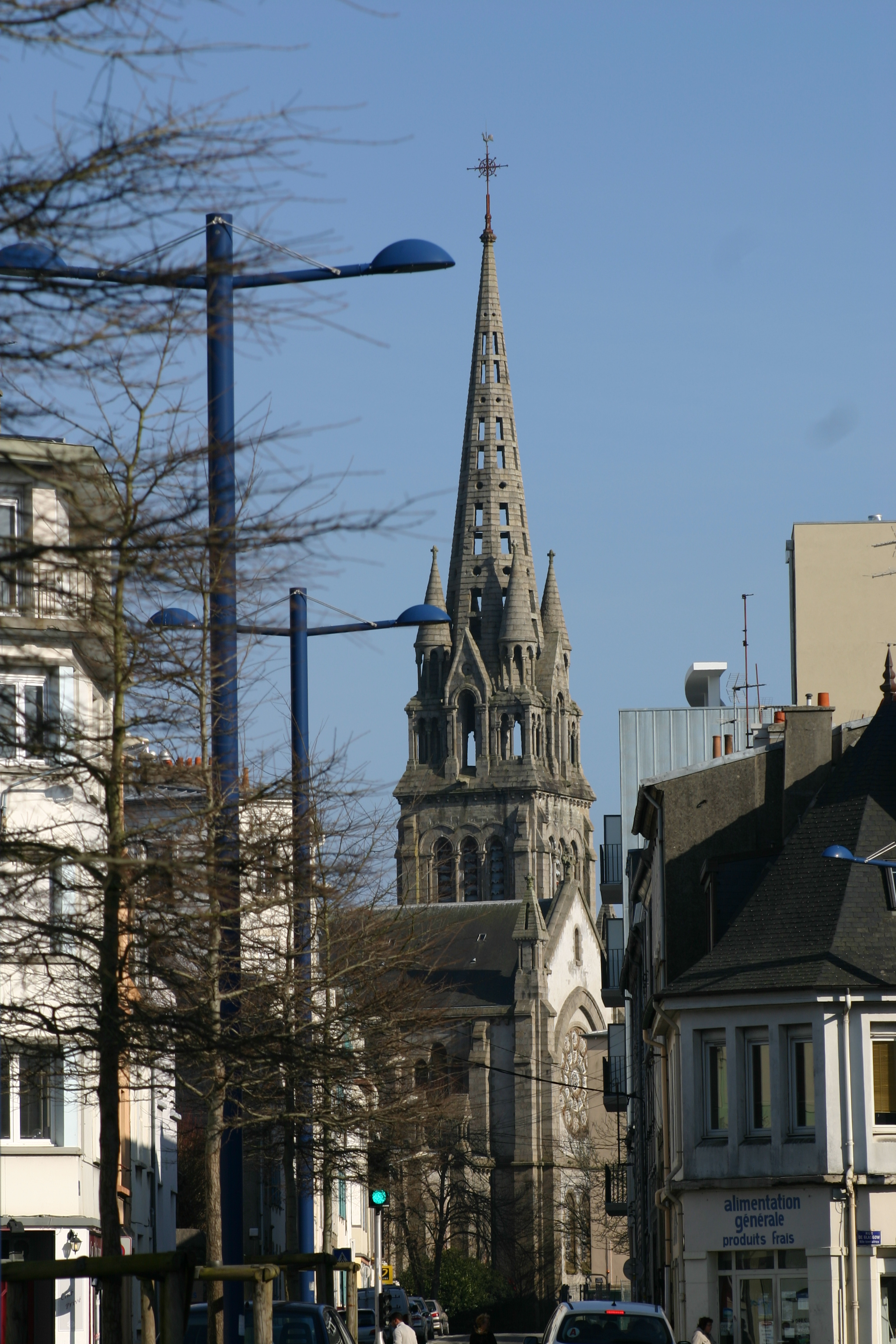
Église Saint-Martin.
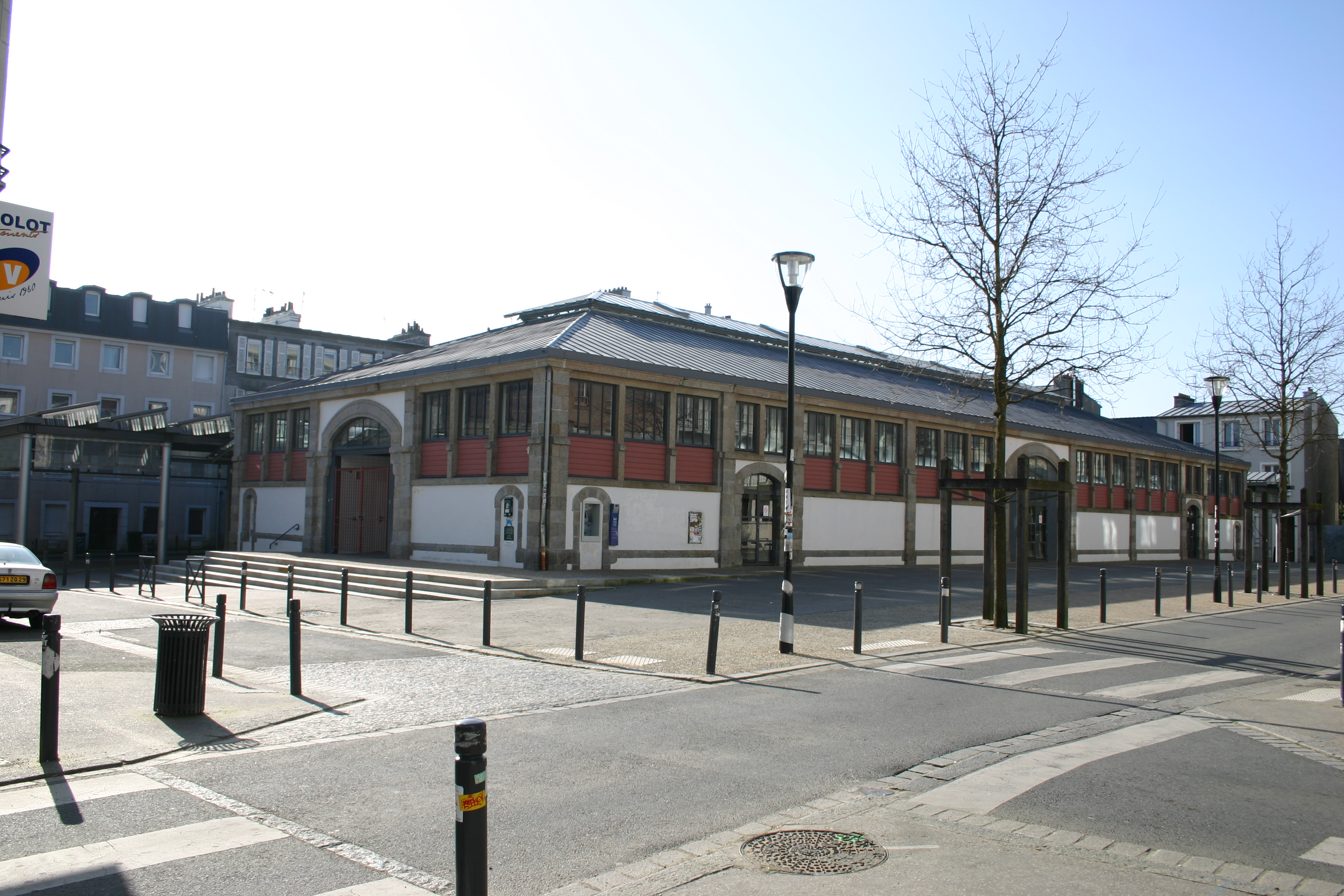
Les halles Saint-Martin.

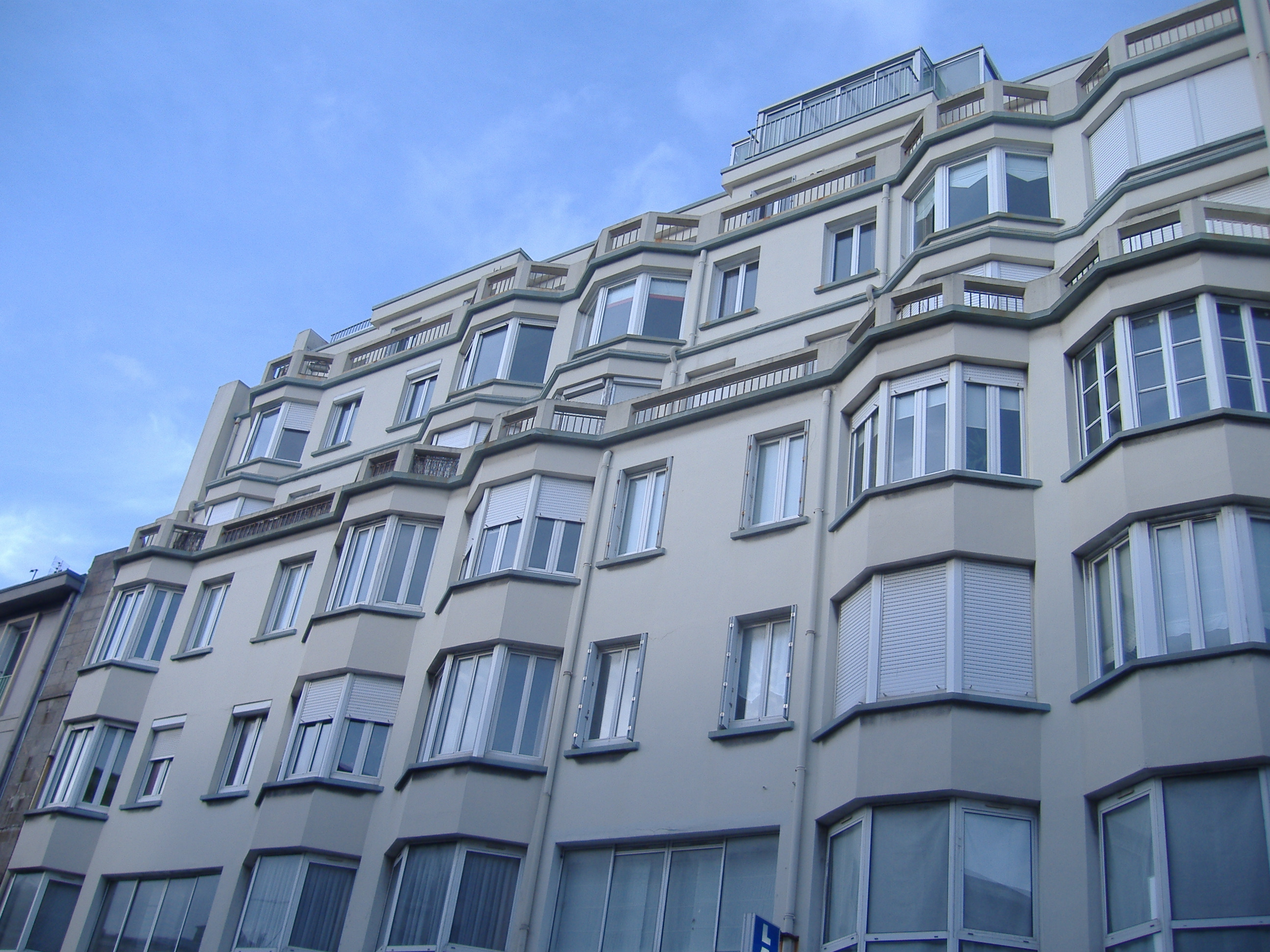
L'ex-palais du Commerce : immeuble caractéristique de l'Art déco brestois.
La nouvelle gare de Brest, construite entre 1936 et 1937 en style Art déco (bas-relief du beffroi de Lucien Brasseur).
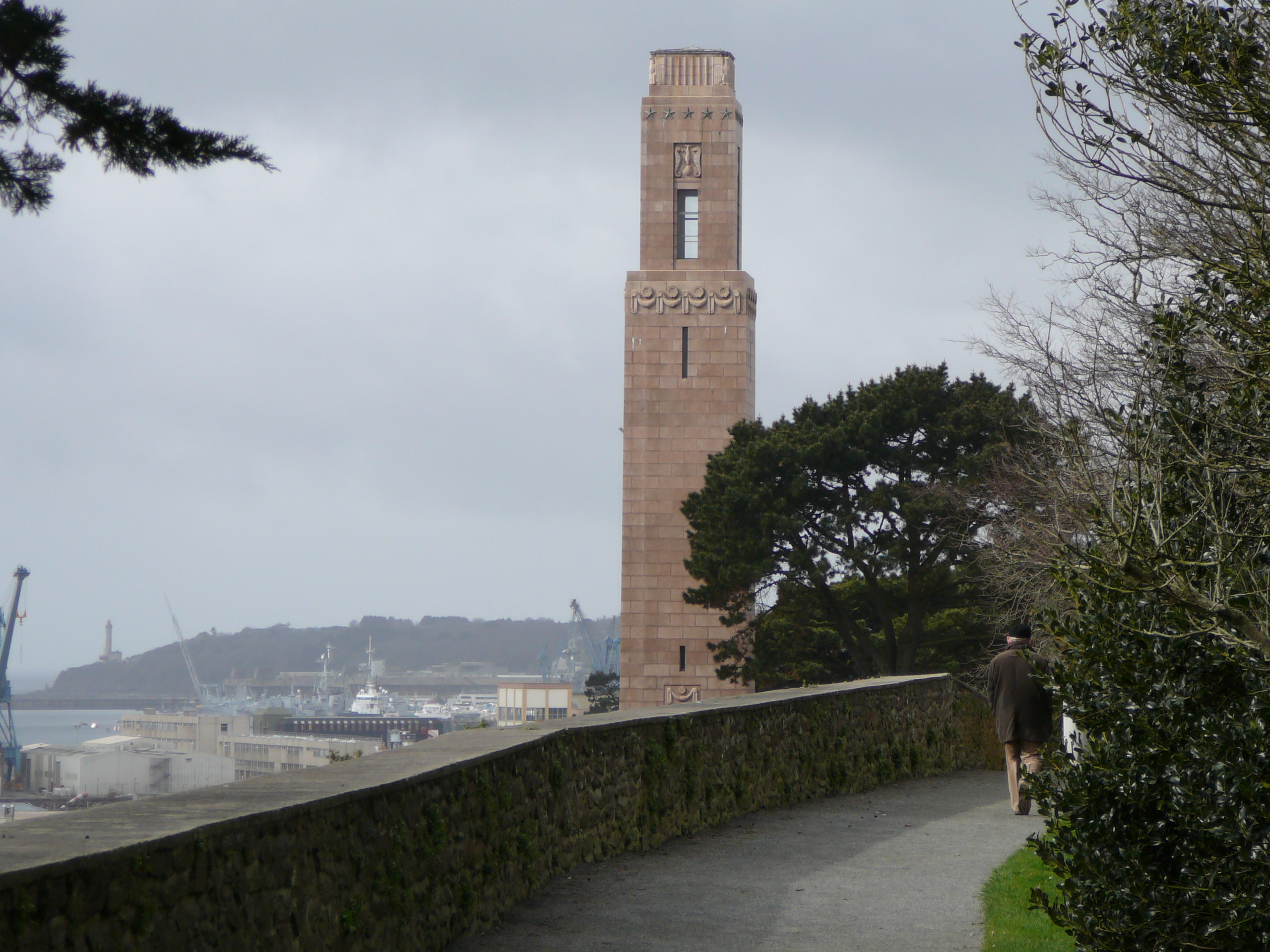
Le monument américain sur le cours Dajot (reconstruit à l'identique après guerre).
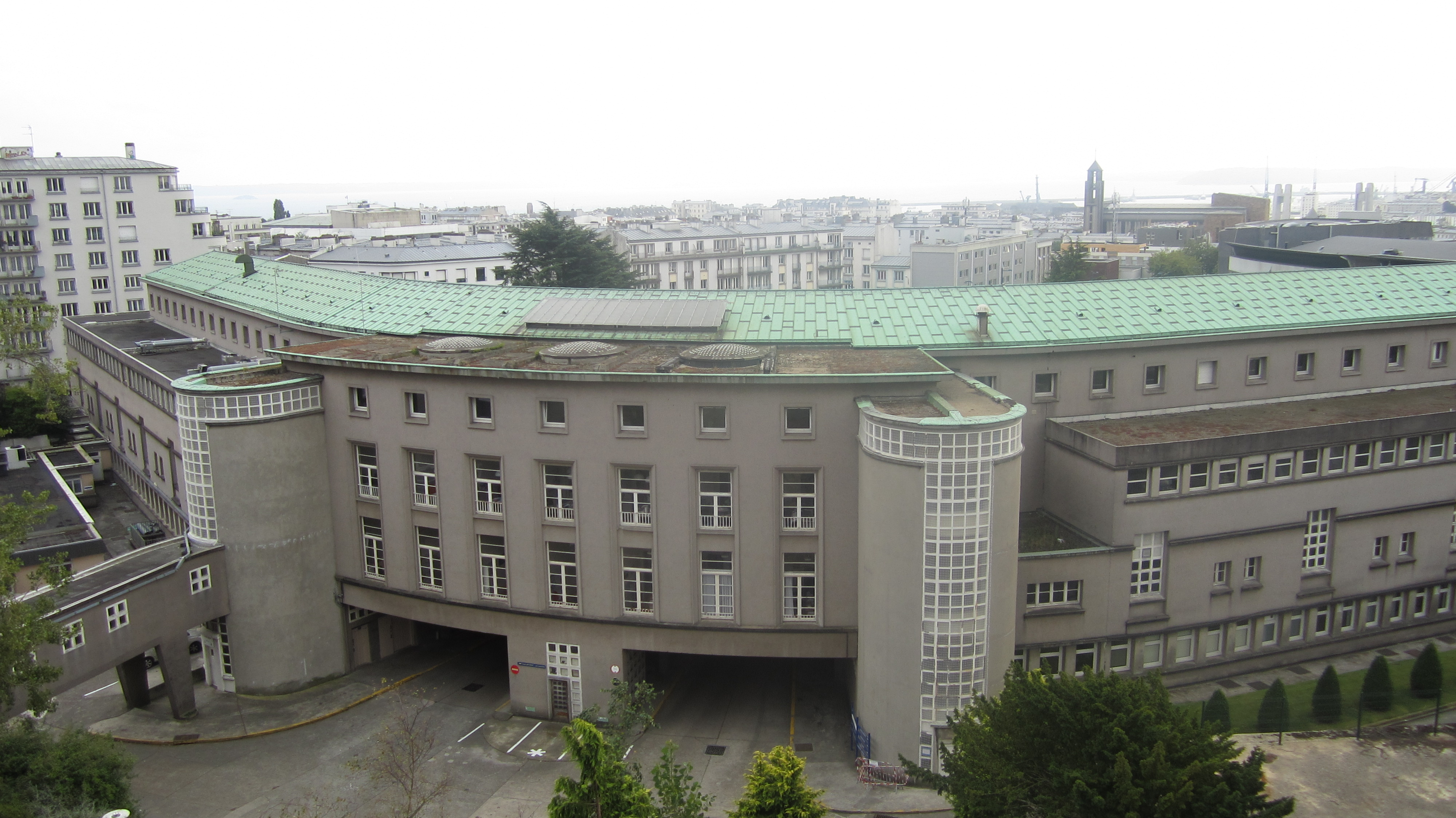
L'hôpital Augustin-Morvan de style « paquebot ».

#### Architecture de la Reconstruction
Le centre-ville de Brest, très endommagé par les bombardements de la Seconde Guerre mondiale, a été reconstruit entièrement sous la direction de l'urbaniste en chef Jean-Baptiste Mathon, secondé par Maurice Piquemal.

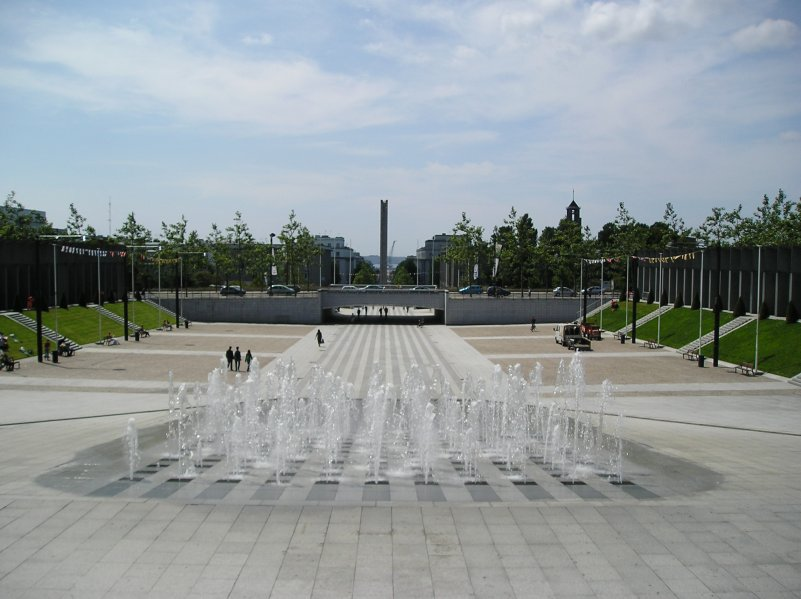
Perspective monumentale de la place de la Liberté, ouvrant sur la rue de Siam, avec la rade en arrière-plan, et sur la droite, le clocher de l'église Saint-Louis dépassant du centre reconstruit.
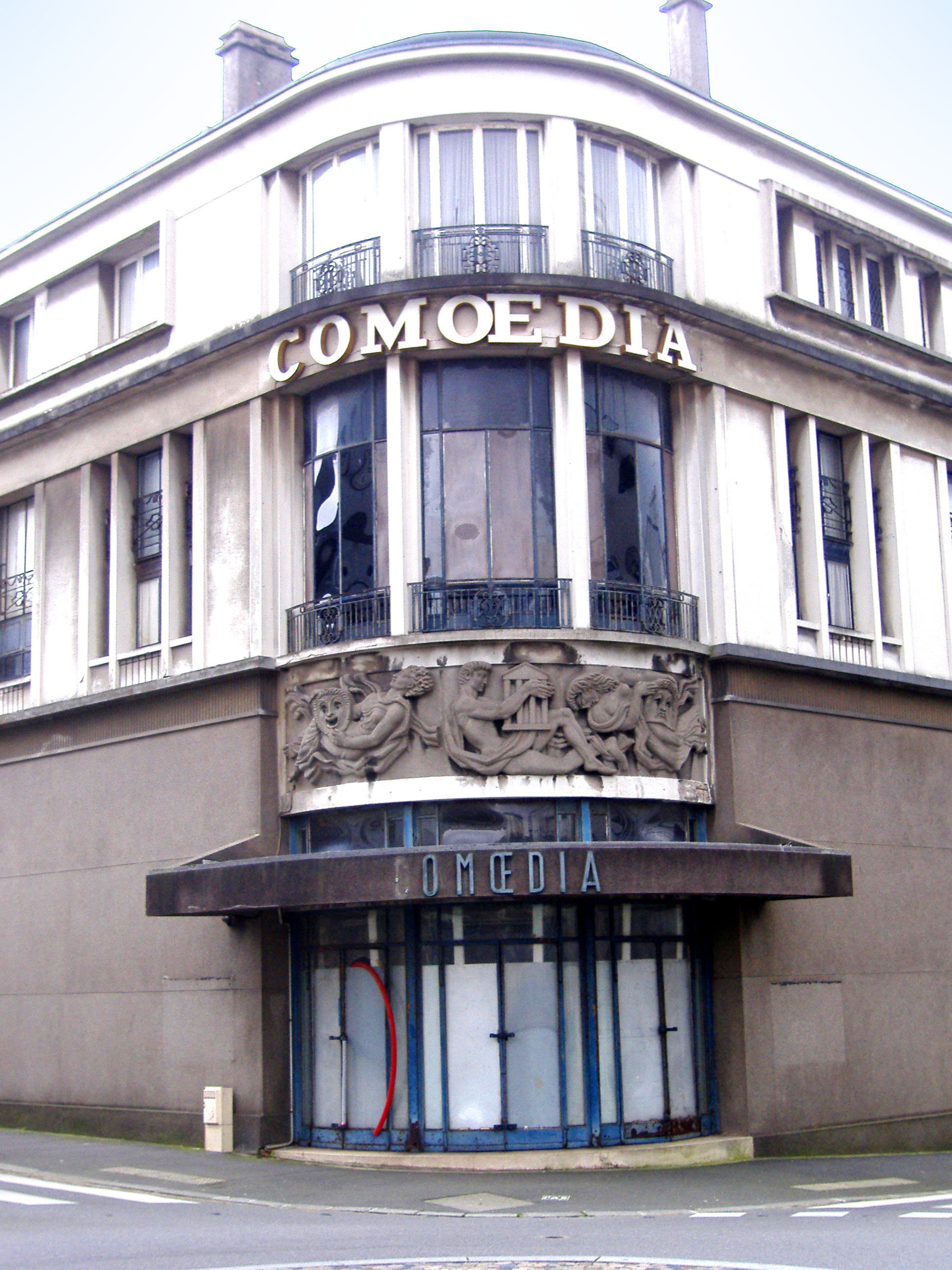
L'ancien théâtre Comœdia, place Wilson, immeuble remarquable du centre reconstruit.
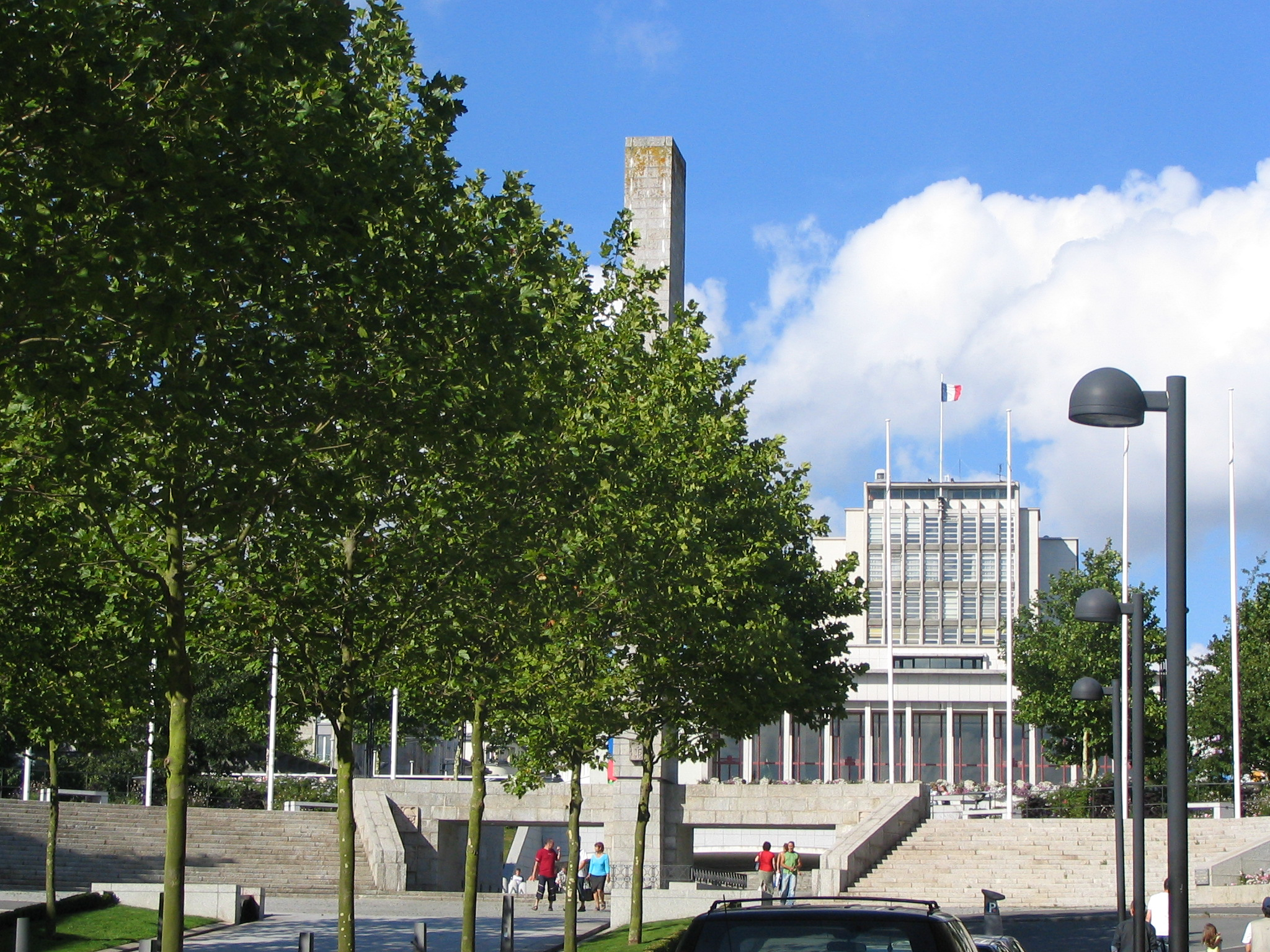
Vue de l'hôtel de ville de Brest et du monument aux morts fermant la nouvelle rue de Siam (cliché de 2005).
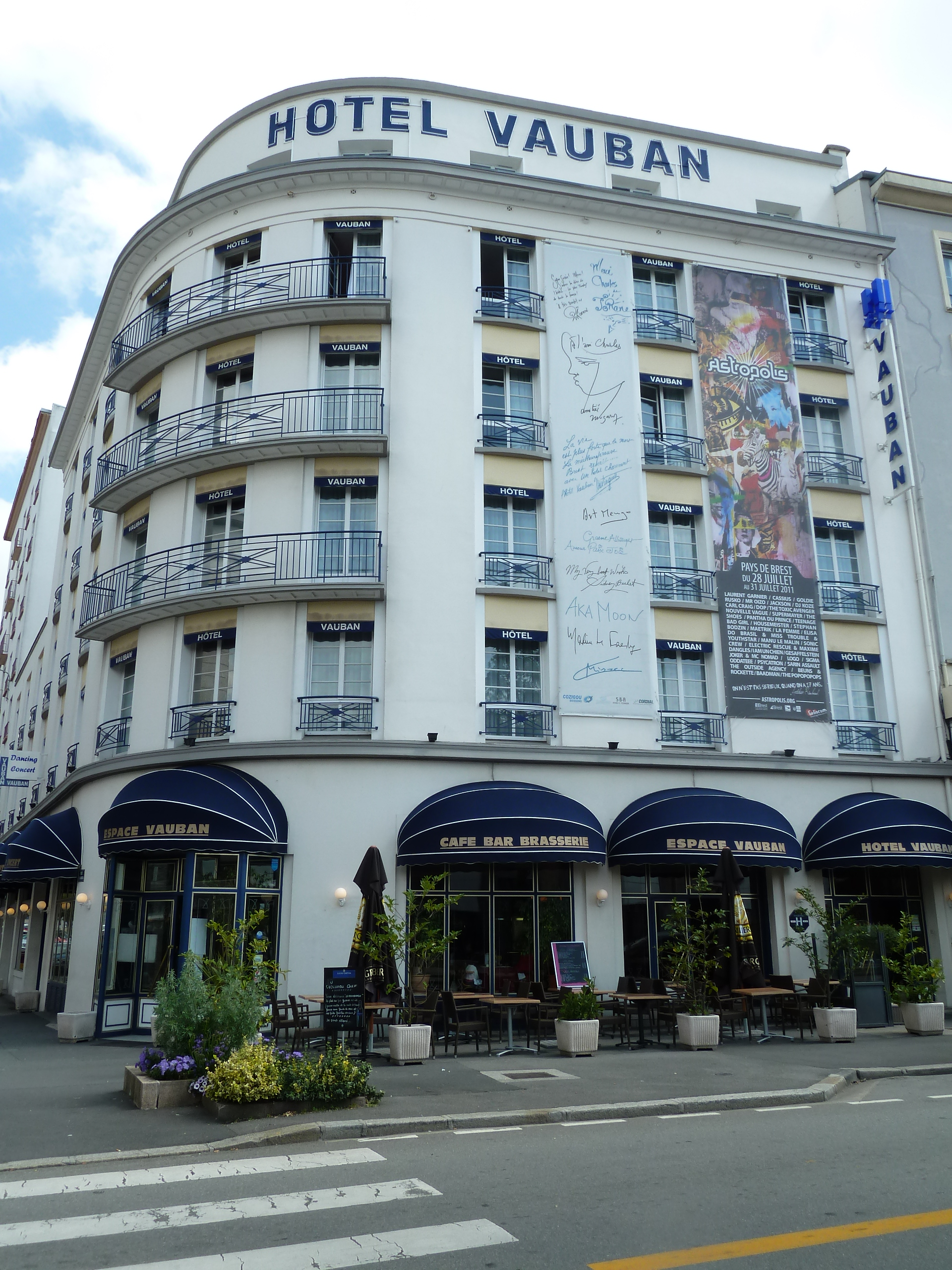
Hôtel Vauban.

#### Période contemporaine et projets d'aménagements
Dans les années 1980, les différentes équipes municipales brestoises tentèrent d'embellir la ville en faisant appel à des artistes contemporains de premier plan : les fontaines de Marta Pan (1988) en plein centre de la rue de Siam sont emblématiques de cette volonté. Ces fontaines en granit noir d'Afrique du Sud — dont le coût et le résultat avaient défrayé la chronique à l'époque, Marta Pan les nommait Lacs ; elles devaient être le prélude à une tentative — finalement avortée — de remodeler l'ensemble de la rue de Siam en une sorte de parcours d'eau : il devait prendre sa « source » place de la Liberté, se continuer dans la partie existante, et se terminer en delta, dans la partie basse de la rue. Un changement de majorité municipale eut raison de ce projet. L'architecte Bernard Huet reprit en partie l'idée du parcours d'eau, ainsi que celle de fosse, lorsqu'il rénova l'ensemble place de la Liberté et du square Mathon en 1999.
En ce qui concerne les nouvelles constructions, on peut citer le bâtiment très ajouré de la librairie Dialogues, la salle de spectacle Quartz située dans ce qui devait être la « zone verte » du plan Mathon (remanié par Pierre Henri Argouarch en 2008) et la faculté des Lettres et Sciences sociales. Plus récemment, la salle des musiques actuelles la Carène (architecte : Jaques Ripault) rappelant le style international du port de commerce et le cinéma multiplexe Liberté, reconnaissable par son placage rouille, participent du renouvellement architectural incessant de la ville.
Le centre-ville de Brest a connu son plus profond remaniement depuis la reconstruction de la ville et la rénovation de la place de la Liberté, avec l'arrivée du tramway, mis en service en juin 2012 : la rue de Siam est devenue piétonne ce qui profite aussi aux rues adjacentes ; la partie basse de la rue de Siam a vu son aspect entièrement transformé avec le réaménagement de la place des Français-Libres. La rue Jean-Jaurès est passée à sens unique, ce qui a notablement réduit le trafic automobile. Le pont de Recouvrance a reçu un nouveau tablier aux formes plus arrondies ; enfin, la rue commerçante de Recouvrance, la rue de la Porte, a été complètement rénovée.
La Brest Arena, salle de spectacles d'une capacité modulable de 2 000 à 5 000 places et inaugurée le 13 septembre 2014, a pour vocation d'accueillir à la fois des grandes compétitions sportives, des entraînements d'équipes et des concerts d'ampleur nationale et internationale.
Le quartier des Capucins a été créé sur 15 hectares sur un plateau rétrocédé par la Marine nationale. Il accueille les ateliers du plateau des Capucins, entièrement rénovés pour l'occasion. Ceux-ci hébergent des activités commerciales et culturelles (la médiathèque François-Mitterrand – Les Capucins, le musée 70.8, un cinéma, une salle d'escalade, une salle de théâtre, ...). Un téléphérique urbain, premier ouvrage du type en France, relie le centre-ville à ce nouvel équipement. Le quartier le jouxtant est desservi par le tramway.
D'autres projets :
- la rénovation des halles Saint-Louis, qui devaient initialement être détruites et remplacées par un nouveau bâtiment de style contemporain. Ce dernier devait comprendre les halles à proprement parler, mais aussi un centre commercial géré par la Compagnie de Phalsbourg. Après de nombreux problèmes, la municipalité a repris la main sur le dossier et annulé le projet. Des stalles ont été installées en bordure de l'ancien bâtiment en attendant d'un budget soit voté pour un nouveau projet d'aménagement, qui prévoit de rendre la place Saint-Louis piétonne. En 2024, un nouveau projet a été voté et engagé[66].
- la rénovation du théâtre Comœdia a été menée par des fonds privés. Le bâtiment, notable par son architecture, était fermé depuis des dizaines d'années ;
- un ascenseur urbain a été à l'étude entre la gare et le port de commerce[67].

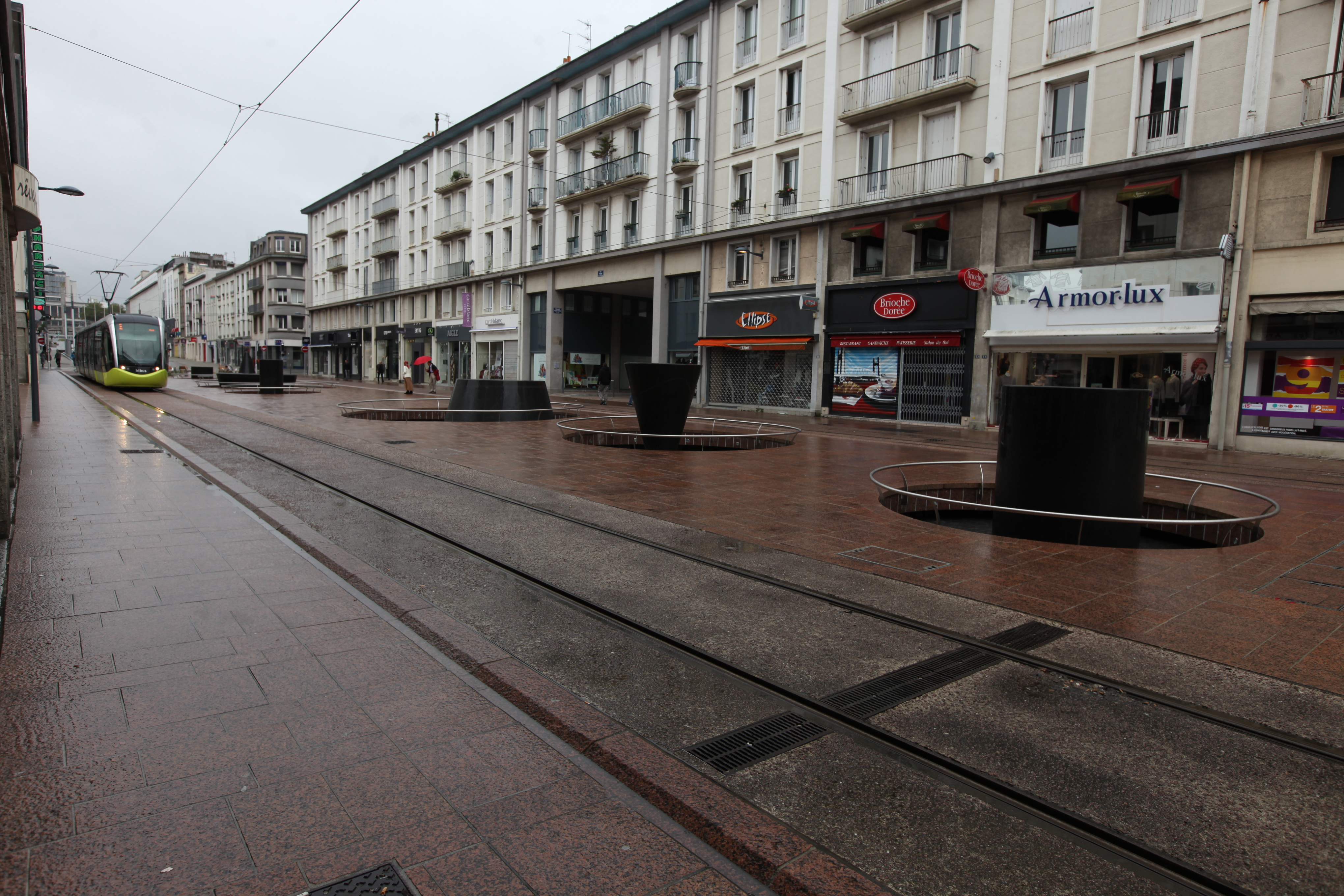
Les Lacs de Marta Pan au milieu de la rue de Siam.
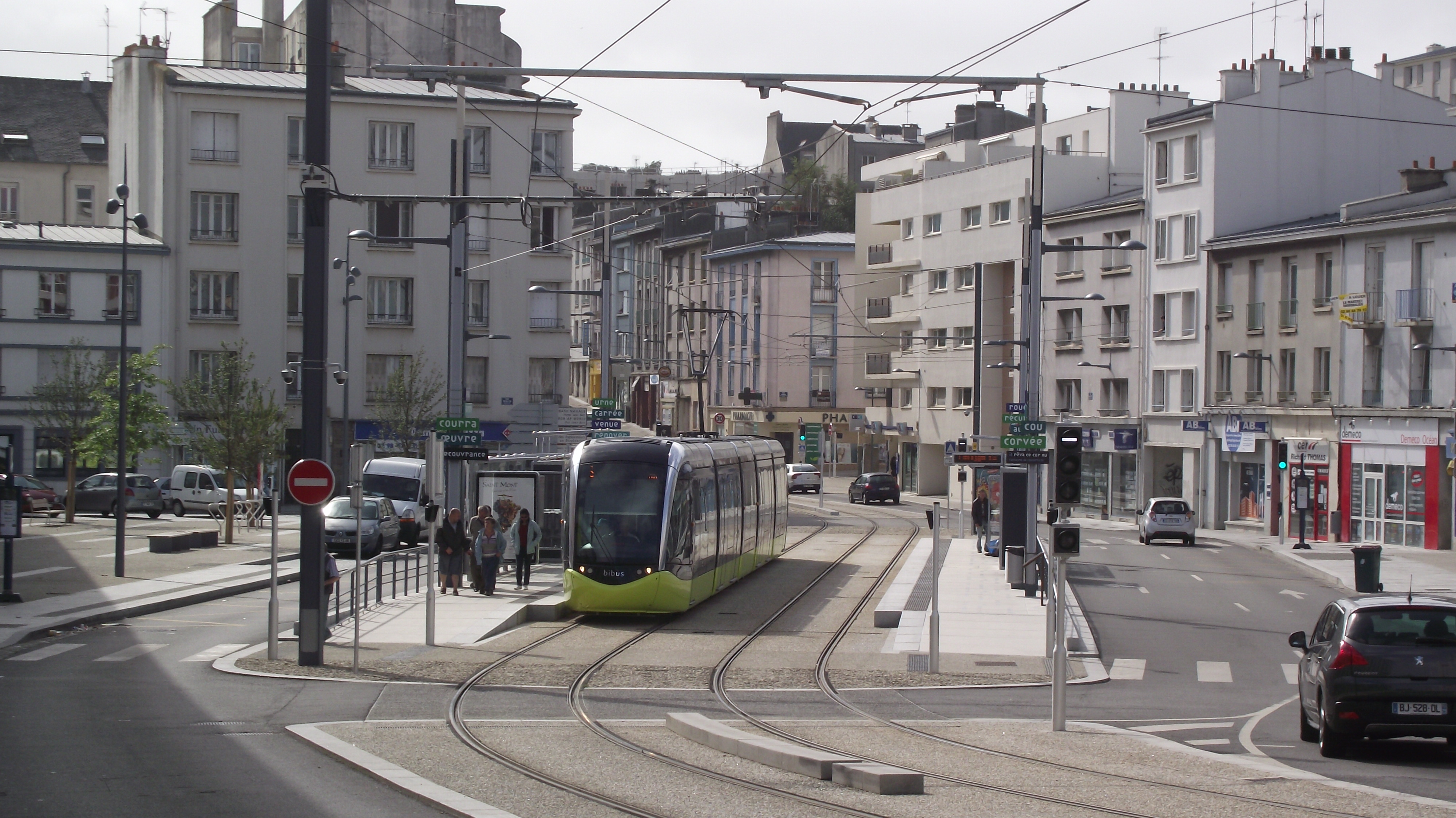
La rue de la Porte à Recouvrance, de nos jours.
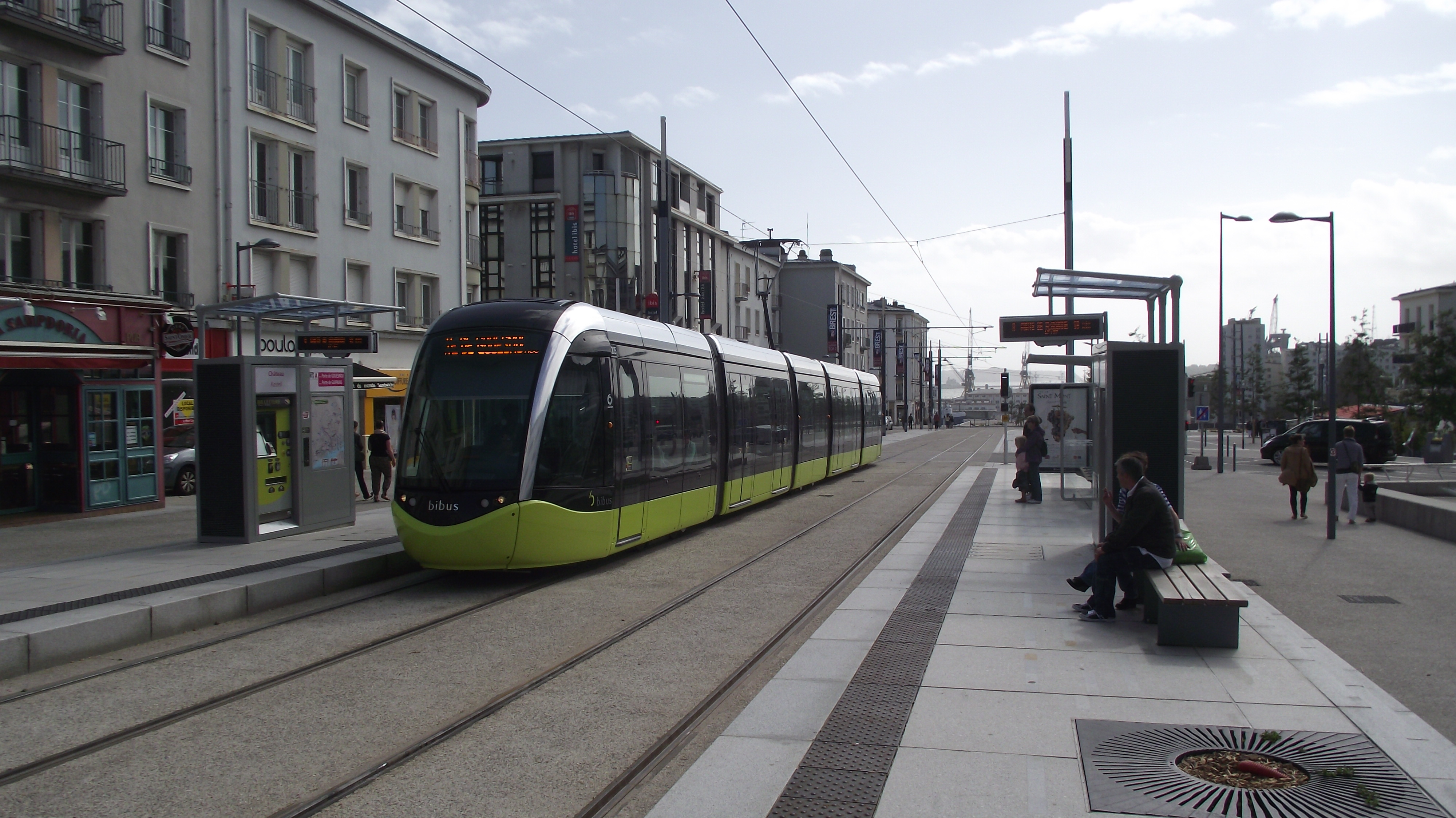
Le bas de la rue de Siam, place des Français-Libres et le tram de Brest.

#### Logement

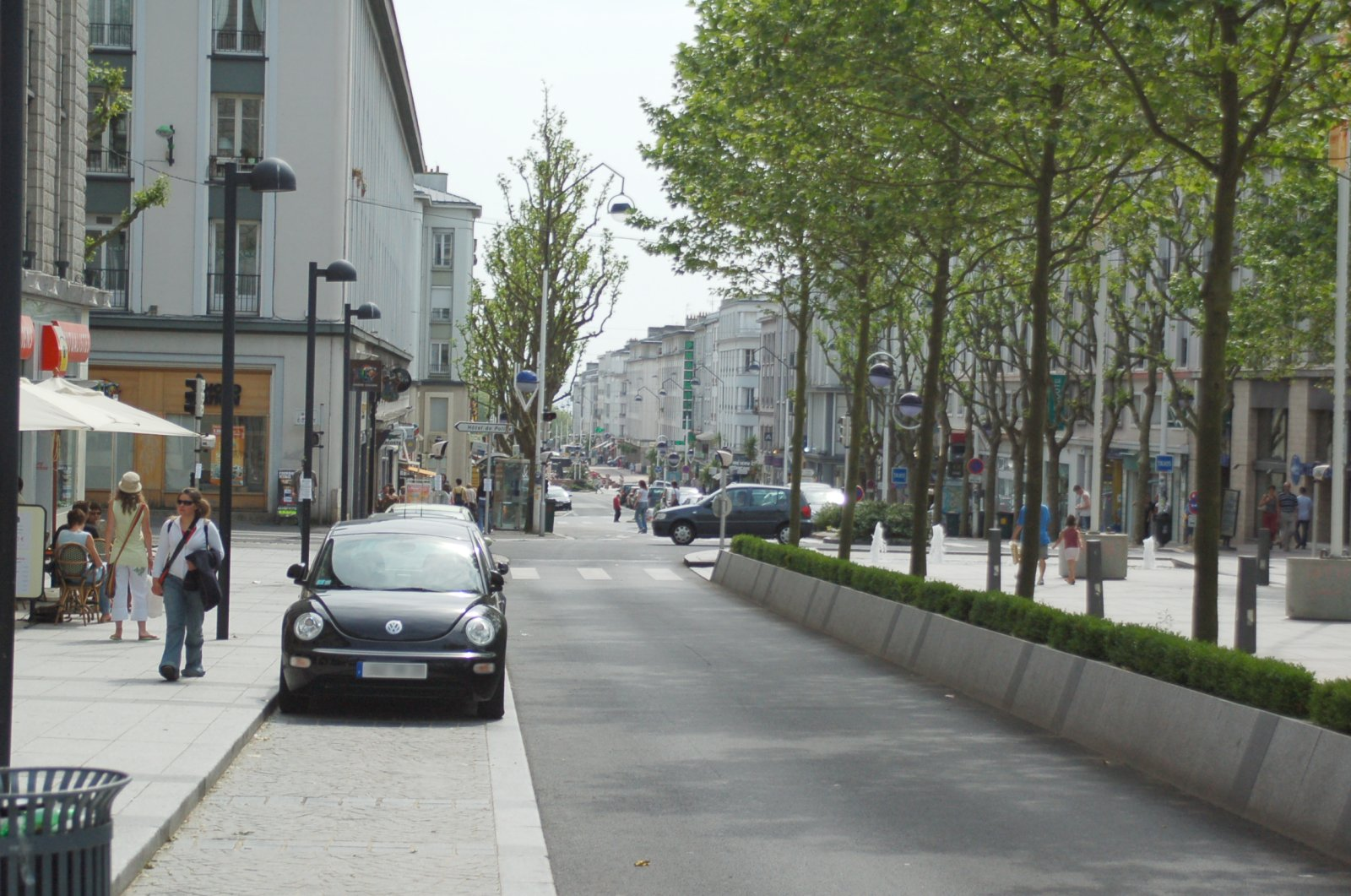
La place Général-Leclerc en haut de la rue de Siam en 2006.

En 2016, le nombre total de logements dans la commune est de 82 667.
Parmi ces logements, 89,8 % sont des résidences principales, 3,2 % sont des résidences secondaires et 7,0 % sont des logements vacants. Ces logements sont pour une part de 24,6 % des maisons individuelles, 74,9 % sont des appartements et enfin seulement 0,6 % sont des logements d'un autre type. Le nombre d'habitants propriétaires de leur logement est de 43,4 %. Ce qui est inférieur à la moyenne nationale qui se monte à près de 57,6 %. Le nombre de locataires est de 55,1 % sur l'ensemble des logements, ce qui est supérieur à la moyenne nationale de 40,1 %. 1,5 % des habitants de la commune sont des personnes logées gratuitement alors que 2,3 % pour l'ensemble de la France.
Toujours sur l'ensemble des logements de la commune, 8,5 % sont des studios, 18,4 % sont des logements de deux pièces, 25,0 % en ont trois, 22,2 % en ont quatre, et 25,8 % ont cinq pièces ou plus.

#### Espaces verts
- Le vallon du Stang-Alar[69] abrite le fameux conservatoire botanique national de Brest[70], qui regroupe de très nombreuses espèces exotiques.
- Les rives de Penfeld offrent d'agréables promenades sur les deux rives de ce fleuve côtier, véritable coulée verte en plein tissu urbain[71].
- Le jardin des Explorateurs, appelé ainsi parce qu'il commémore les marins partis de Brest, offre une vue imprenable sur le port et le château ainsi que sur la rade de Brest[72].
- Le jardin de l'Académie, tout près du château, domine le port de commerce[73].
- Le parc d'Éole[74] se trouve près du rond-point de Coat-Tan, à l'angle du boulevard de Plymouth et de la rue Tanguy-Prigent.
- Des jardins publics plus classiques, comme le jardin Kennedy, le square Mathon, le jardin Anne-Marie Rosenbaum, ceux de Lambézellec, Saint-Marc et Kérinou, etc.
- Des espaces boisés : le bois de Dour-Braz, le bois de la brasserie à Lambézellec, le bois de l'Arch'antel à Saint-Pierre-Quilbignon et, surtout, le bois de Keroual[75], situé sur le territoire de la commune de Guilers. La vallée du Costour, en fait située sur le territoire des communes de Guipavas et du Relecq-Kerhuon, est aussi toute proche de Brest.
- Le fort du Questel[76], réhabilité et sécurisé pour en permettre la visite, était un élément important du système de défense de Brest. Ce site de six hectares permet de nombreuses promenades dans un site naturel en partie boisé, qui descend jusqu'aux rives de la Penfeld et de son affluent l'Allégoet.

## Toponymie
Au XIe siècle, elle s'appelait en latin Bresta super Caprellam, c'est-à-dire en français Brest-sur-Chevrette ; la Chevrette désignant la Penfeld. Plusieurs hypothèses prévalent quant à l'origine de son nom. Pour certains[Qui ?], son nom en français proviendrait du nom breton qui serait une forme abrégée de Beg ar Rest (la pointe du château). Pour Hervé Abalain, dans son nom, qui n'est pas directement traduisible en français, on retrouverait l'élément /bre/, fréquent en toponymie bretonne sous les formes /bran/, /bre/, /brec'h/, /bren/, /bri/, qui signifie « mamelon, colline, mont ». Il trouve également ses racines en gaulois dans le mot brista signifiant combat en français et qu'on retrouve dans le breton brezel signifiant guerre.
Une étymologie populaire ferait dériver Brest du nom d'un roi Bristok ou Bristocus du Ve siècle mentionné dans la Vie de saint Rioc.
En français, Brest se prononce [bʁɛst] et en breton [ˈbrest].

## Histoire
De la préhistoire à 1900, voir l'article détaillé Histoire de Brest.

### XXesiècle

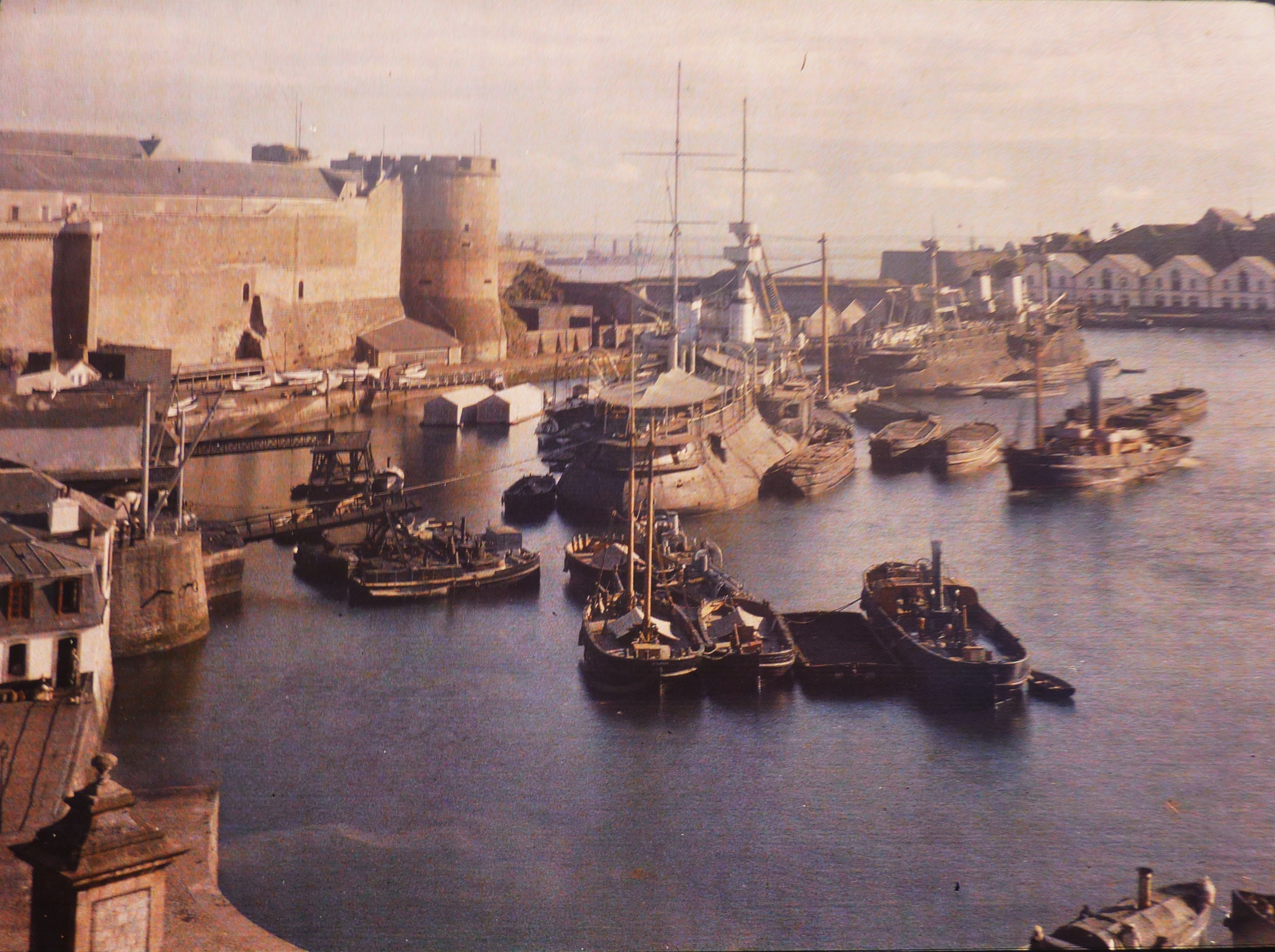
Le port de guerre vers 1912 (photographie autochrome de Jules Gervais-Courtellemont).

#### Un foyer de francophonie
La présence de la Royale, devenue Marine nationale, explique que très tôt, Brest a été un îlot de francophonie dans un monde bretonnant, comme en témoigne par exemple une enquête de 1902 : Brest est alors l'une des trois seules communes du Finistère, avec sa voisine Saint-Pierre-Quilbignon et Le Relecq-Kerhuon situé à quelques kilomètres où l'enseignement du catéchisme est donné exclusivement en français, alors que dans 169 communes du département il est donné en breton et en français, que dans 123 autres communes le catéchisme est donné en breton alors que les élèves savent le français et que dans une seule commune (Guengat) les instituteurs déclarent que les élèves sont incapables de comprendre le français.

#### Première Guerre mondiale
Brest était alors une ville de garnison (le 19e régiment d'infanterie, le 2e régiment d'infanterie coloniale, le 32e régiment d'infanterie coloniale et le 52e régiment d'infanterie coloniale y étaient basés).
En 1914, des troupes composées de soldats bretons ont combattu sur le sol belge et notamment dans la commune de Maissin en province de Luxembourg et depuis lors deux voiries communales commémorent ce lien. Elles s'appellent rue de Brest et rue du 19e régiment d'infanterie de Brest. Au cimetière franco-allemand de Maissin figure un calvaire breton du XVIe siècle transféré depuis Le Tréhou.

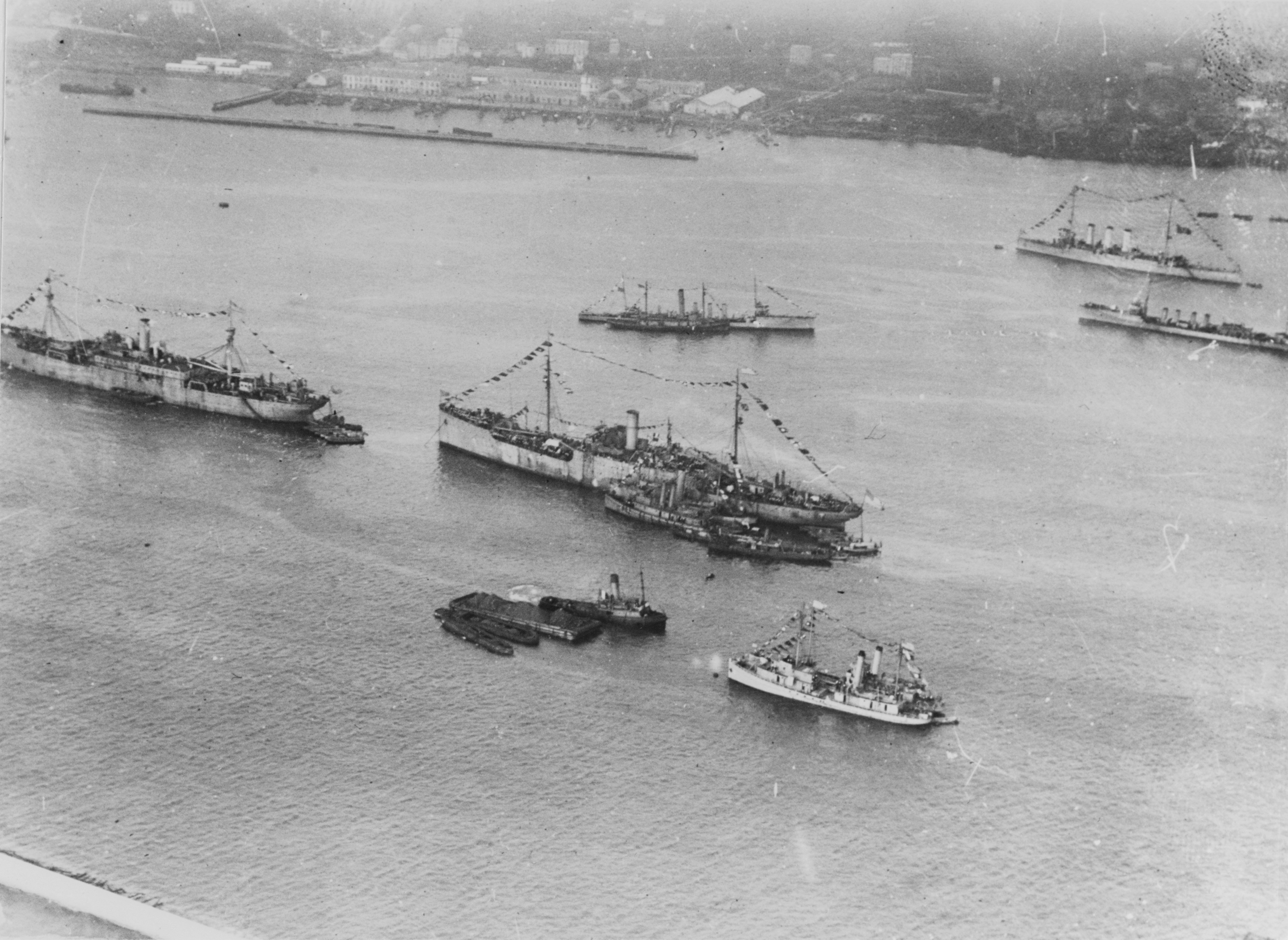
Navires américains à Brest lors de l'arrivée à Brest du président Wilson en 1919.

« Brest vit débarquer sur ses quais tour à tour les troupes russes, portugaises, américaines. De mai à octobre 1918, des centaines de milliers de soldats américains débarquèrent à Brest. Le plus grand steamer du monde, le Léviathan, desservait uniquement Brest, et il amenait à chaque voyage 10 000 hommes. Des camps étaient établis un peu partout autour de Brest pour loger tous ces soldats en attendant leur transfert vers le front. Le camp de Pontanézen contenait à lui seul 110 000 hommes : c'était une véritable ville à côté de la ville. […]. Depuis l'entrée en guerre des États-Unis jusqu'à l'Armistice, la rade de Brest reçut 105 transports de troupes et 784 110 hommes. […] Le chiffre des ouvriers de l'arsenal restait toujours voisin de 6 000. »

#### Entre-deux-guerres
L'activité du port fut grande aussi en 1919-1920, au moment du réembarquement des troupes américaines. La vente des stocks américains fin 1919 et courant 1920 attira à Brest une foule de spéculateurs guettant l'aubaine d'achats à bas prix. Brest devient à cette époque une forteresse ouvrière et syndicale : les manifestations et grèves y sont nombreuses. La ville connaît même un véritable épisode d'émeutes en août 1935, déclenché par la décision du gouvernement de Pierre Laval de réduire les salaires des ouvriers d'État (de 3 % à 10 % du total mensuel). La répression fait deux morts parmi les ouvriers, une centaine de blessés et des dizaines d'arrestations,.

#### Seconde Guerre mondiale
Pendant la Seconde Guerre mondiale, les troupes allemandes entrent à Brest le 19 juin 1940. À l'annonce de l'arrivée des Allemands, les marines de guerre et de commerce françaises évacuent rapidement le port, détruisent les installations et mettent hors de service les ponts et plusieurs bâtiments dont quatre sous-marins en réparation. Les Allemands construisent alors, à Laninon, une base sous-marine. C'est à Brest qu'eut lieu, de la part d'un groupe de jeunes militants trotskistes, une des rares tentatives de recruter et d'organiser des soldats allemands antinazis. Les premiers bombardements des Alliés sur la ville commencent en 1941 et dureront jusqu'à l'occupation de la ville le 18 septembre 1944 par les troupes américaines, après un siège de quarante-trois jours, la bataille de Brest. Les dégâts collatéraux sont alors immenses.

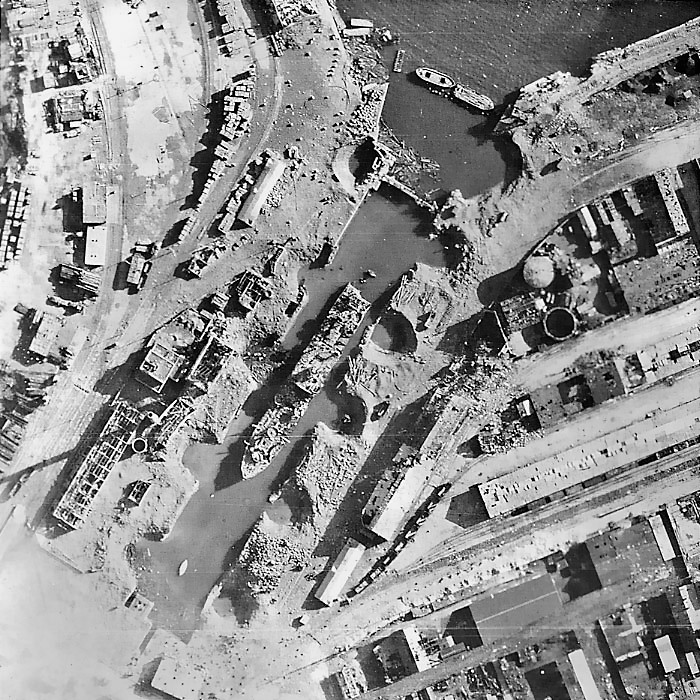
Port de Brest, août 1944.

Barbara, un poème de Jacques Prévert, rappelle la dramatique destruction de Brest dans ces quelques vers :

« (…)

Oh Barbara

Il pleut sans cesse sur Brest

Comme il pleuvait avant

Mais ce n'est plus pareil et tout est abîmé

C'est une pluie de deuil terrible et désolée

Ce n'est même plus l'orage

De fer d'acier de sang

Tout simplement des nuages

Qui crèvent comme des chiens

Des chiens qui disparaissent

Au fil de l'eau sur Brest

Et vont pourrir au loin

Au loin très loin de Brest

Dont il ne reste rien. »

Entre 1940 et 1944, Brest est la cible de 165 bombardements et 480 alertes, qui firent 965 morts et 740 blessés graves. Une soixantaine de Brestois furent fusillés par les Allemands et 146 furent déportés. L'abri Sadi-Carnot, creusé en plein centre-ville de Brest en 1941-1942 servait de refuge aux 2 000 Brestois restés dans la cité, ainsi qu'aux troupes allemandes d'occupation. L'explosion accidentelle survenue dans la nuit du 8 au 9 septembre 1944 provoqua la mort de 371 Français (dont celle de Victor Eusen, président de la délégation spéciale chargée d'administrer Brest entre 1942 et 1944) et de 500 à 600 soldats allemands.
De nombreux Brestois participèrent à des actions de résistance. Parmi eux, le groupe Élie dont 11 membres brestois furent condamnés à mort le 22 novembre 1941 et fusillés au mont Valérien le 10 décembre 1941. Maurice Gillet dirige le sous-secteur de Brest pour le réseau Alliance ; la plupart des membres sont arrêtés à Brest et dans la région en septembre 1943, déportés, et tués le 1er septembre 1944 au camp de concentration de Natzweiler-Struthof. Dix-neuf Brestois sont fusillés le 17 septembre 1943 au mont Valérien, après avoir été condamnés à mort le 28 août 1943 « pour actes de sabotage et de terrorisme contre les troupes d'occupation allemandes ». De nombreux autres méritent d'être cités, comme Mathieu Donnart ou Charles Jourde. De nombreux résistants furent fusillés à Brest, par exemple les 18 résistants de Saint-Pol-de-Léon membres du réseau Centurie, fusillés le 6 juillet 1944 et dont les restes n'ont été retrouvés qu'en 1962 sur le plateau du Bouguen ou Yves Hily, Gaston Viaron et Julien Kervella, fusillés au fort du Bouguen le 10 juin 1944, Marcel Cousquer, Alfred Jameau, Jean-Pierre Gourlaouen, tous trois FTPF, fusillés par les Allemands le 18 août 1944 rue Coat-ar-Guéven.
À la fin de la Seconde Guerre mondiale, Brest est assiégée par les 2e, 8e et 29e divisions d'infanterie US, membres du 8e corps d'armée commandé par le général Troy Middleton de la IIIe armée américaine ; la ville est libérée le 18 septembre 1944 après 45 jours de siège du 7 août 1944 au 18 septembre 1944. Pendant le siège, la ville reçut 30 000 bombes et 100 000 obus ; environ 10 000 militaires alliés ou allemands y laissèrent leur vie. Sur les 16 500 immeubles existant avant-guerre, seuls 200 étaient encore debout, dont quatre seulement dans le centre-ville. L'hebdomadaire Le Courrier du Finistère a publié des témoignages de Brestois ayant subi ces bombardements.
À l'issue de la Seconde Guerre mondiale, la ville de Brest se voit décerner la Légion d'honneur, la croix de guerre 1939-1945 et la médaille de la Résistance française.

#### La formation du Grand Brest et la reconstruction
Brest s'était agrandie une première fois en 1681 (annexion de Recouvrance au détriment de la paroisse de Saint-Pierre-Quilbignon) et à nouveau en 1861 au détriment de la commune de Lambézellec (annexion du quartier dénommé ensuite l'Annexion allant de l'actuelle place de la Liberté à l'Octroi, incluant entre autres le quartier de Saint-Martin). L'expression locale Brest même, utilisée par les anciens Brestois, désigne Brest dans ses limites traditionnelles d'avant ces annexions, par opposition aux quartiers certes désormais brestois depuis ces annexions, mais qui faisaient partie antérieurement des communes précitées.
Mais c'est en 1944 (arrêté du 3 octobre 1944 pris par Victor Le Gorgeu, alors commissaire régional de la République), que la commune de Brest s'agrandit de façon importante, quand commença sa reconstruction, en absorbant trois communes voisines : Lambézellec, Saint-Marc et Saint-Pierre-Quilbignon.
Les habitants, réfugiés pour beaucoup dans d'autres régions (la Sarthe notamment), rentrent alors reconstruire, sur les décombres du vieux Brest, une ville nouvelle (1946-1961) selon les plans de Jean-Baptiste Mathon.
Brest est alors devenu une ville de conception urbaine moderne, s'opposant au Brest d'avant-guerre, où des quartiers insalubres existaient.

#### Explosion de l'Ocean Liberty
Le 28 juillet 1947, l'explosion de l'Ocean Liberty, un Liberty ship chargé de 3 000 tonnes d'ammonitrates (un engrais très explosif), échoué sur le banc de Saint-Marc, provoque 26 morts, une centaine de blessés graves et des dégâts considérables dans toute la ville, l'effet de souffle ayant été très important. « La baraque-hôtel située en bordure de l'avenue Amiral-Réveillère a été entièrement brûlée […]. L'hôpital Ponchelet a été entièrement dévasté […]. Le plafond du cinéma Éden s'est effondré. […]. Les rues sont jonchées de débris de verre », écrit le journal Ouest-France.

#### La seconde moitié duXXesiècle
En mars 1950, débutent les grèves ouvrières des dockers et des ouvriers de la Reconstruction, pour une augmentation de salaire. À la suite d'une manifestation agitée le 16 avril 1950, réunissant 1 000 à 2 000 ouvriers, des responsables du parti communiste et de la CGT sont arrêtés. Le lendemain, 2 500 grévistes dénoncent ces arrestations et affrontent violemment les forces de l'ordre. La répression fait quarante-neuf blessés et un mort, Édouard Mazé, ouvrier de vingt-six ans tué par les CRS d'une balle dans la tête. Les syndicats lancent alors une grève générale en signe de deuil. Son enterrement réunit près de 20 000 personnes, tandis que l'Assemblée nationale décide de ne blâmer officiellement que la violence des grévistes.
Orientée de longue date vers l'industrie d'armement, Brest y puise sa prospérité d'après-guerre. Mais le déclin de cette industrie impose, à la fin du XXe siècle, la reconversion des activités économiques vers les services, la recherche et les nouvelles technologies.

### XXIesiècle
Au tournant des années 2000, Brest engage un vaste programme de renouvellement urbain et de mobilité durable. Après sept ans d’études et trois ans de travaux, la ligne A du tramway est inaugurée le 23 juin 2012 devant plusieurs dizaines de milliers de Brestois ; elle relie désormais le quartier de Bellevue à celui de Kergaradec sur 14,3 km.  
La municipalité lance en 2022 le chantier d’une ligne B et d’un BHNS (ligne D) ; la mise en service est annoncée pour 2026 afin de connecter la gare, l’université et l’hôpital de la Cavale‑Blanche.
Pour atteindre le nouveau cœur culturel de la ville, les Ateliers des Capucins, le premier téléphérique urbain de France traverse la Penfeld depuis le 19 novembre 2016. Installés dans d’anciens ateliers navals, les Capucins, ouverts fin 2016, franchissent le cap des **dix millions de visiteurs** en octobre 2024, devenant l’une des places publiques couvertes les plus fréquentées de France.
La Brest Arena, équipement polyvalent de 6 000 places, est inaugurée en septembre 2014 ; elle accueille depuis des compétitions internationales (mondiaux de handball 2017, Euro féminin 2018) et de grands concerts, participant au rééquilibrage de la rive droite.
Sur le plan économique, l’écosystème numérique obtient dès 2015 le label French Tech Brest +, tandis que le territoire voit croître de 22 % les emplois du secteur entre 2016 et 2019.
Du 9 au 11 février 2022, Brest accueille le One Ocean Summit, premier sommet international dédié à la gouvernance des océans ; vingt‑six chefs d’État et de gouvernement y prennent des engagements en faveur de la protection marine.
Les 54 ministres européens de la Défense et des Affaires étrangères sont accueillis pour un sommet européen aux ateliers des Capucins du 12 au 14 janvier 2022.
La ville traverse aussi des crises : en mars 2020, une escale du porte‑avions Charles‑de‑Gaulle à Brest est identifiée comme point de départ d’un important cluster de Covid‑19 au sein du groupe aéronaval. Trois ans plus tard, dans la nuit du 1er au 2 novembre 2023, la tempête Ciarán frappe la pointe bretonne : vents jusqu’à 200 km/h, 200 000 foyers finistériens privés d’électricité, réseaux routiers coupés et dégâts matériels significatifs à Brest et dans son arrière‑pays.
Dans le même temps, le port poursuit sa spécialisation maritime : en décembre 2024, il réceptionne les derniers composants d’une éolienne flottante de 5 MW développée par Eolink, symbole de l’essor industriel des énergies marines renouvelables.
La programmation des Fêtes maritimes — devenues « Les Tonnerres de Brest » — est maintenue en 2016, mais l’édition 2020 est reportée sine die en raison de la pandémie.
Ces transformations confirment l’orientation prise par Brest au XXIᵉ siècle : accélérer la transition écologique et maritime tout en renouvelant son image de ville‑arsenal tournée vers l’innovation, la culture et la qualité de vie.
Brest à un vaste programme, alliant une restructuration de la ville, jusqu'à l'horizon 2025.

### Héraldique et vexillologie
| Blason de Brest | Blason  | Parti d'azur à trois fleurs de lis d'or et d'hermine plain. ou Parti de France et de Bretagne. |
| Blason de Brest | Détails | Ceci signifie que l'écu est divisé en deux dans le sens de la hauteur, et que figurent sur la moitié gauche les armes de France (trois fleurs de lis dorées sur fond bleu) et sur la moitié droite les armes de Bretagne (hermine plain : un semis de mouchetures noires sur fond blanc). C'est dans un registre de délibérations du conseil municipal que figure, à la date du 15 juillet 1683, la première mention de ces armoiries brestoises. Elles sont identiques à celles de la ville de Bourg-la-Reine. |

Premier port du duché, la ville de Brest a arboré, durant les temps qu'elle n'était plus anglaise, plusieurs brisures de l'enseigne navale de celui-ci, la Croazuff[réf. nécessaire], avant d'adopter, dans les suites de l'Union de la Bretagne et de la France, le drapeau actuel :

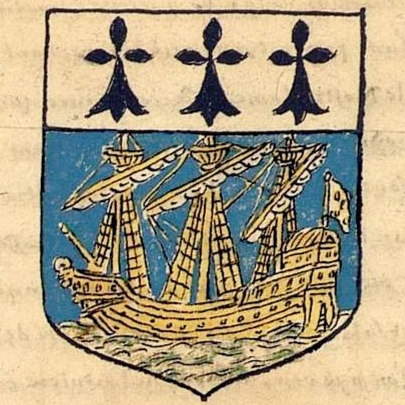
Anciennes armoiries de Brest selon l'Armorial de la planche (1668)
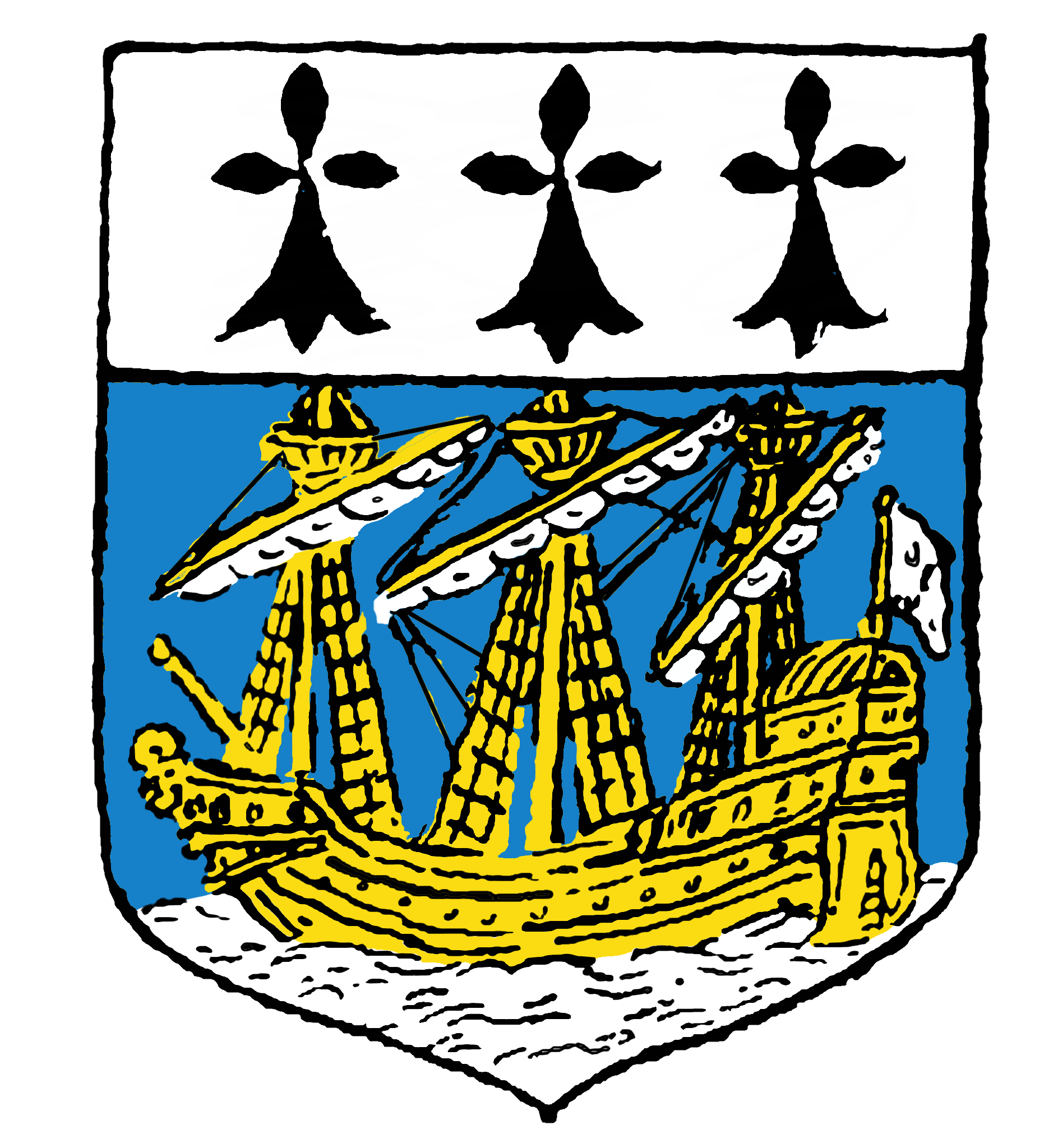
Ancien blason de Brest - "d'azur au navire d'or, aux voiles ferlées d'argent, un pavillon d'argent flottant sur la poupe, voguant sur une mer du même métal, au chef d'argent à trois mouchetures d'hermine de sable"
Drapeau de Brest au XVe siècle.
Drapeau de Brest au XVIe siècle.
Drapeau de Brest au XVIIIe siècle.
Le drapeau héraldique de Brest : drapeau brestois le plus utilisé actuellement.

## Politique et administration

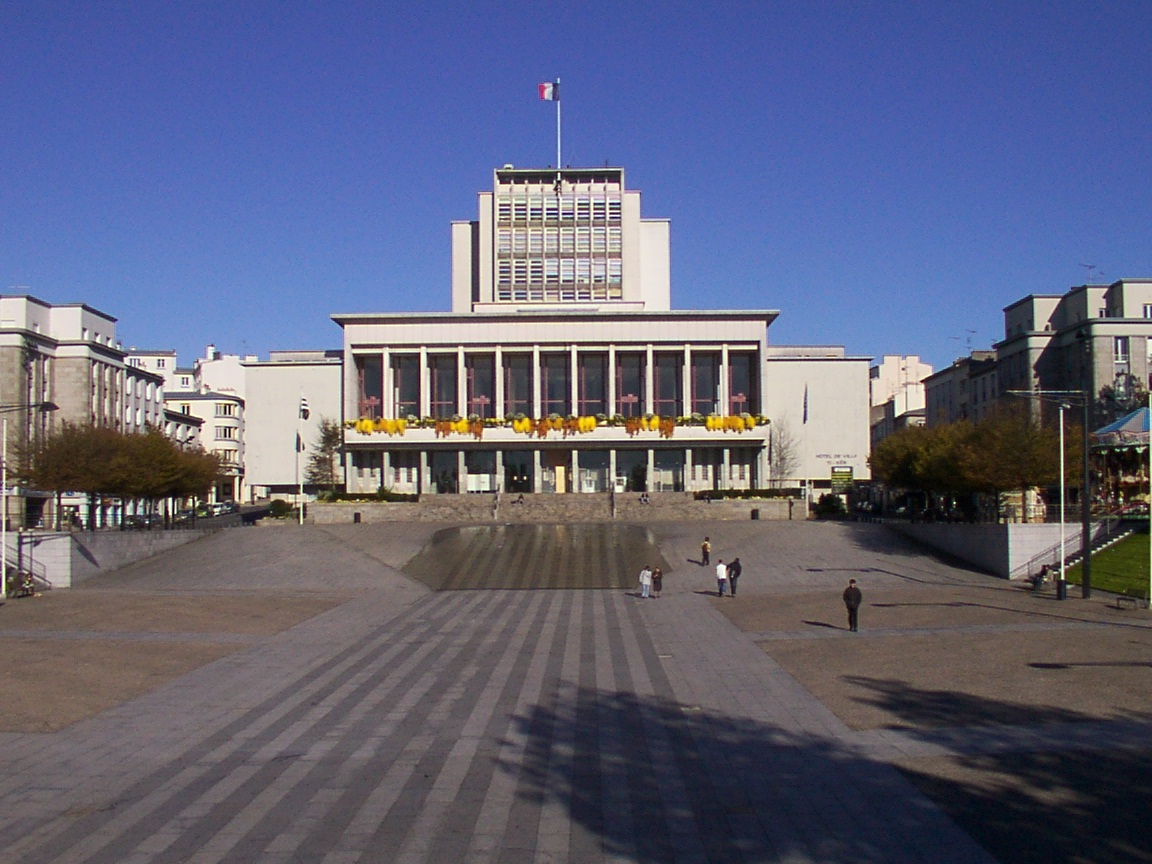
Hôtel de ville de Brest, place de la Liberté.

### Rattachements administratifs et électoraux

Logo de la Ville de Brest.

La ville est le chef-lieu de l'arrondissement de Brest du département du Finistère. Pour l'élection des députés, elle fait partie, selon les quartiers et depuis 2012 des deuxième et troisième circonscriptions du Finistère.
D'après la délimitation établie par l'INSEE, Brest est au centre de l'unité urbaine de Brest, de l'espace urbain de Brest, et de l'aire urbaine de Brest.
La sous-préfecture occupe rue Parmentier l'aile gauche du bâtiment départemental dominant le cours Dajot, construit après la dernière guerre par l'entreprise Marc, l'aile droite hébergeant à l'origine la chambre de commerce et d'industrie Métropolitaine Bretagne Ouest, transférée dans les années 1980 à proximité de la gare SNCF, sur l'ancien parking de la gare routière. Désormais cette aile droite de l'ensemble immobilier sous-préfecture-CCI a été récupérée par les services du département. La sous-préfecture a été agrandie dans les années 1990 par un appendice de style résolument moderne, destiné à l'accueil du public.
La préfecture maritime de l'Atlantique se trouve dans le château de Brest.
La ville possède un tribunal de grande instance, rue de Denver. Dans le cadre de la nouvelle carte judiciaire, le TGI de Morlaix a fermé en 2010 et c'est le TGI de Brest se voit doté d'un pôle d'instruction chargé de l'ancienne juridiction de Morlaix. Le conseil de prud'hommes, le greffe du tribunal de commerce et le tribunal d'instance se trouvent tout près du port du commerce, rue Hemingway,,. La Banque de France se situe rue du Château.
Par exception à la règle d'implantation des services départementaux de l'État dans la ville-préfecture, la trésorerie générale du Finistère a son siège à Brest, square Marc-Sangnier.
Cantons
La ville a été divisée dès 1801 en plusieurs cantons :
- 1801 – 1973 : cantons de Brest-ville, Brest-2 et Brest-3 ;
- 1973 – 1985 : cantons de Brest-1, Brest-2, Brest-3, Brest-4, Brest-5, Brest-6 et Brest-7 ;
- 1985 – 1991 : cantons de Brest-1, Brest-2, Brest-3, Brest-4, Brest-5, Brest-6, Brest-7, Brest-8 ;
- 1991 – 2014 : Cantons de Brest-Plouzané (ex Brest-1), Brest-Recouvrance (ex Brest-2), Brest-Centre (ex Brest-3), Brest-Cavale-Blanche-Bohars-Guilers, Brest-Bellevue (ex Brest-5), Brest-l'Hermitage-Gouesnou, Brest-Lambézellec, Brest-Kerichen, Brest-Saint-Marc, Brest-Saint-Pierre[121].

Dans le cadre du redécoupage cantonal de 2014 en France, Brest est désormais le bureau centralisateur de 5 cantons, qui répartissent ainsi la commune :
| Nom du Canton | Communes composant le canton |
| ------------- | --- |
| Brest-1       | Partie de la commune de Brest située à l'intérieur d'un périmètre défini par l'axe des voies et limites suivantes : depuis la limite territoriale de la commune de Guilers, cours de la rivière Penfeld à l'aval du pont de l'Harteloire, rue Tourville, pont de l'Harteloire, rue Portzmoguer, rue du Moulin-à-Poudre, place Albert-Ier, rue Auguste-Kervern, rue Notre-Dame-de-Bonne-Nouvelle, rue du Commandant-Somme-Py, boulevard Léon-Blum, rue Jules-Lesven, rue Marcelin-Duval, rue de Kermaria, rue du Calvaire, place des FFI, rue Maryan-Descharts, rue de Bohars, rue de Kervao, route départementale 3, jusqu'à la limite territoriale de la commune de Bohars |
| Brest-2       | Partie de la commune de Brest située à l'intérieur d'un périmètre défini par l'axe des voies et limites suivantes : rive de la rade dans l'axe de la rue Pierre-Semard, rue Pierre-Semard, rue Louis-Le-Guen, boulevard Gambetta, rue Richelieu, rue Saint-Marc, rue Kerfautras, rue Bruat, rue Arago, rue Paul-Masson, rue Mathieu-Donnart, rue Paul-Doumer, place Albert-Ier, rue du Moulin-à-Poudre, rue Portzmoguer, pont de l'Harteloire, rue Tourville, cours de la rivière Penfeld à l'amont du pont de l'Harteloire, pont de Kervallon, route de Kervallon, rue de Guilers, rue du 19-Mars-1962, rue de Roscanvel, place de Roscanvel, rue Cosmao-Prétôt, rue Cosmao-Dumanoir, rue Mesny, rue Anatole-France, rue de Kerbonne, rue d'Alsace-Lorraine, rue du Docteur-Gestin, rue de l'Amiral-Nicol et son prolongement en ligne droite jusqu'au littoral, rivage de la rade. |
| Brest-3       | 1° La commune suivante : Plouzané. 2° La partie de la commune de Brest située à l'ouest d'une ligne définie par l'axe des voies et limites suivantes : à partir de la limite territoriale de la commune de Guilers, route départementale 105, boulevard Tanguy-Prigent, avenue de Tallinn, rue de Guilers, rue du 19-Mars-1962, rue de Roscanvel, place de Roscanvel, rue Cosmao-Prétôt, rue Cosmao-Dumanoir, rue Mesny, rue Anatole-France, rue de Kerbonne, rue d'Alsace-Lorraine, rue du Docteur-Gestin, rue de l'Amiral-Nicol et son prolongement en ligne droite jusqu'au littoral. |
| Brest-4       | 1° Les communes suivantes : Bohars, Gouesnou, Guilers. 2° La partie de la commune de Brest non incluse dans les cantons de Brest-1, Brest-2, Brest-3 et Brest-5. |
| Brest-5       | Partie de la commune de Brest située au sud et à l'est d'une ligne définie par l'axe des voies et limites suivantes : à partir de la rive de la rade dans l'axe de la rue Pierre-Semard, rue Pierre-Semard, rue Louis-Le-Guen, boulevard Gambetta, rue Richelieu, rue Saint-Marc, rue Kerfautras, rue Bruat, rue Arago, rue Paul-Masson, rue Mathieu-Donnart, rue Paul-Doumer, place Albert-Ier, rue Auguste-Kervern, rue Notre-Dame-de-Bonne-Nouvelle, rue du Commandant-Somme-Py, boulevard Léon-Blum, rue Jules-Lesven, rue Choiseul, rue du Général-Paulet, boulevard de l'Europe, rue de Gouesnou, rue de la Villeneuve jusqu'à la limite de la commune de Guipavas. |

### Intercommunalité
De 1973 à 2014, Brest formait avec sept communes voisines la communauté urbaine de Brest (CUB), rebaptisée Brest métropole océane le 8 novembre 2005. Cette communauté urbaine est transformée en une métropole le 1er janvier 2015 sous le nom de Brest Métropole.

### Tendances politiques et résultats

#### Récapitulatif de résultats électoraux récents
| Scrutin             | 1er tour | 1er tour | 1er tour | 1er tour | 1er tour | 1er tour | 1er tour | 1er tour    | 1er tour | 1er tour | 1er tour    | 1er tour | 2d tour     | 2d tour     | 2d tour     | 2d tour     | 2d tour     | 2d tour     | 2d tour     | 2d tour     | 2d tour     |
| Scrutin             | 1er      | 1er      | %        | 2e       | 2e       | %        | 3e       | 3e          | %        | 4e       | 4e          | %        | 1er         | 1er         | %           | 2e          | 2e          | %           | 3e          | 3e          | %           |
| ------------------- | -------- | -------- | -------- | -------- | -------- | -------- | -------- | ----------- | -------- | -------- | ----------- | -------- | ----------- | ----------- | ----------- | ----------- | ----------- | ----------- | ----------- | ----------- | ----------- |
| Municipales 2014    |          | PS       | 42,46    |          | DVD      | 27,65    |          | DVD         | 9,97     |          | RBM         | 9,80     |             | PS          | 52,71       |             | DVD         | 47,29       | Pas de 3e   | Pas de 3e   | Pas de 3e   |
| Européennes 2014    |          | PS       | 19,56    |          | FN       | 14,49    |          | UMP         | 12,73    |          | EELV        | 12,24    | Tour unique | Tour unique | Tour unique | Tour unique | Tour unique | Tour unique | Tour unique | Tour unique | Tour unique |
| Régionales 2015     |          | PS       | 39,84    |          | LR       | 18,57    |          | FN          | 16,11    |          | EELV        | 6,55     |             | PS          | 57,86       |             | LR          | 24,62       |             | FN          | 17,52       |
| Présidentielle 2017 |          | EM       | 28,02    |          | LFI      | 22,80    |          | LR          | 15,52    |          | PS          | 14,04    |             | EM          | 78,55       |             | FN          | 21,45       | Pas de 3e   | Pas de 3e   | Pas de 3e   |
| Européennes 2019    |          | LREM     | 23,24    |          | EELV     | 18,43    |          | RN          | 14,83    |          | PP-PS       | 8,98     | Tour unique | Tour unique | Tour unique | Tour unique | Tour unique | Tour unique | Tour unique | Tour unique | Tour unique |
| Municipales 2020    |          | PS       | 26,54    |          | DVD      | 18,87    |          | EELV        | 15,74    |          | LREM        | 12,60    |             | PS          | 49,69       |             | DVD         | 36,41       |             | LREM        | 13,89       |
| Régionales 2021     |          | PS       | 21,15    |          | EELV     | 17,69    |          | RN          | 13,54    |          | LREM        | 12,37    |             | PS          | 31,79       |             | EELV        | 21,87       |             | LR          | 16,46       |
| Présidentielle 2022 |          | LREM     | 28,76    |          | LFI      | 28,17    |          | RN          | 15,98    |          | EELV        | 7,01     |             | LREM        | 69,83       |             | RN          | 30,17       | Pas de 3e   | Pas de 3e   | Pas de 3e   |
| Européennes 2024    |          | PS-PP    | 22,08    |          | RN       | 21,06    |          | Renaissance | 13,87    |          | LFI         | 12,14    | Tour unique | Tour unique | Tour unique | Tour unique | Tour unique | Tour unique | Tour unique | Tour unique | Tour unique |
| Législatives 2024   |          | LFI-NFP  | 38,05    |          | RN       | 21,84    |          | DVC         | 17,35    |          | Renaissance | 16,10    |             | LFI-NFP     | 57,34       |             | DVC         | 27,38       |             | RN          | 15,28       |

### Administration municipale
La mairie principale de Brest se situe à l'hôtel de ville, place de la Liberté.
Compte tenu de l'importance de la population de la ville, son conseil municipal est composé de 55 membres, dont le maire et ses adjoints.

### Liste des maires
| Période        | Période                      | Identité             | Étiquette     | Qualité |
| -------------- | ---------------------------- | -------------------- | ------------- | --- |
| septembre 1944 | mai 1947                     | Jules Lullien        | Radical       | Commerçant en tissus Juge au Tribunal de commerce Président de la délégation spéciale puis maire Officier de la Légion d'honneur |
| octobre 1947   | mai 1953                     | Alfred Chupin        | RPF puis USDR | Ingénieur de l'École de l'air et de l'École supérieure d'électricité Chef d'une entreprise de chauffage et plomberie Député du Finistère (1951 → 1955) Conseiller général de Brest-3 (1949 → 1955) |
| mai 1953       | février 1954                 | Yves Jaouen          | MRP           | Expert-comptable Sénateur du Finistère (1946 → 1959) Maire de Saint-Marc (1935 → 1944) Conseiller général de Brest-2 (1934 → 1940 et 1945 → 1961) Président du conseil général du Finistère (1945 → 1949) Démissionnaire |
| mars 1954      | mai 1954                     | Lucien Chaix         |               | Chef de centre EDF Président de la délégation spéciale |
| mai 1954       | décembre 1958                | Yves Jaouen          | MRP           | Expert-comptable Sénateur du Finistère (1946 → 1959) Conseiller général de Brest-2 (1934 → 1940 et 1945 → 1961) |
| décembre 1958  | mars 1959                    | Auguste Kervern      | MRP           | Pharmacien Dernier maire de Lambézellec (1942 → 1944) |
| mars 1959      | mars 1973                    | Georges Lombard      | CNIP          | Avocat Président de la communauté urbaine de Brest (1974 → 1977) Député du Finistère (1958 → 1962 et 1967 → 1968) Sénateur du Finistère (1971 → 1989) Conseiller général de Brest-2 (1967 → 1973) Conseiller général de Brest-4 (1979 → 1992)                                                                                     |
| octobre 1973   | mars 1977                    | Eugène Bérest        | RI            | Professeur agrégé de lettres au lycée Kerichen Député du Finistère 2e circ.) (1978 → 1981) |
| mars 1977      | juin 1982                    | Francis Le Blé       | PS            | Chef de travaux à l'arsenal de Brest Conseiller général de Brest-2 (1973 → 1982) Président de la communauté urbaine de Brest (1981-1982) Décédé en fonction |
| juillet 1982   | mars 1983                    | Pierre Maille        | PS            | Professeur agrégé de sciences physiques Président de la communauté urbaine de Brest (1982 → 1983 et 1989 → 2001) |
| mars 1983      | juillet 1985                 | Jacques Berthelot,   | RPR           | Professeur agrégé de mathématiques à l'École navale Conseiller régional de Bretagne (1998 → 2004) Démissionnaire |
| juillet 1985   | mars 1989                    | Georges Kerbrat      | RPR           | Médecin hospitalier |
| mars 1989      | mars 2001                    | Pierre Maille        | PS            | Professeur agrégé de sciences physiques Conseiller général de Brest-2 (1985 → 1991) Conseiller général de Brest-Recouvrance (1991 → 1998) Conseiller général de Brest-Saint-Pierre (1998 → 2015) Président du conseil général du Finistère (1998 → 2015) Président de la communauté urbaine de Brest (1982 → 1983 et 1989 → 2001) |
| mars 2001      | En cours (au 7 octobre 2021) | François Cuillandre, | PS            | Professeur de droit public, Député du Finistère (3e circ.) (1997 → 2002) Président de Brest Métropole Océane puis de Brest Métropole (2001 →) Réélu pour le mandat 2020-2026, |

### Quartiers administratifs

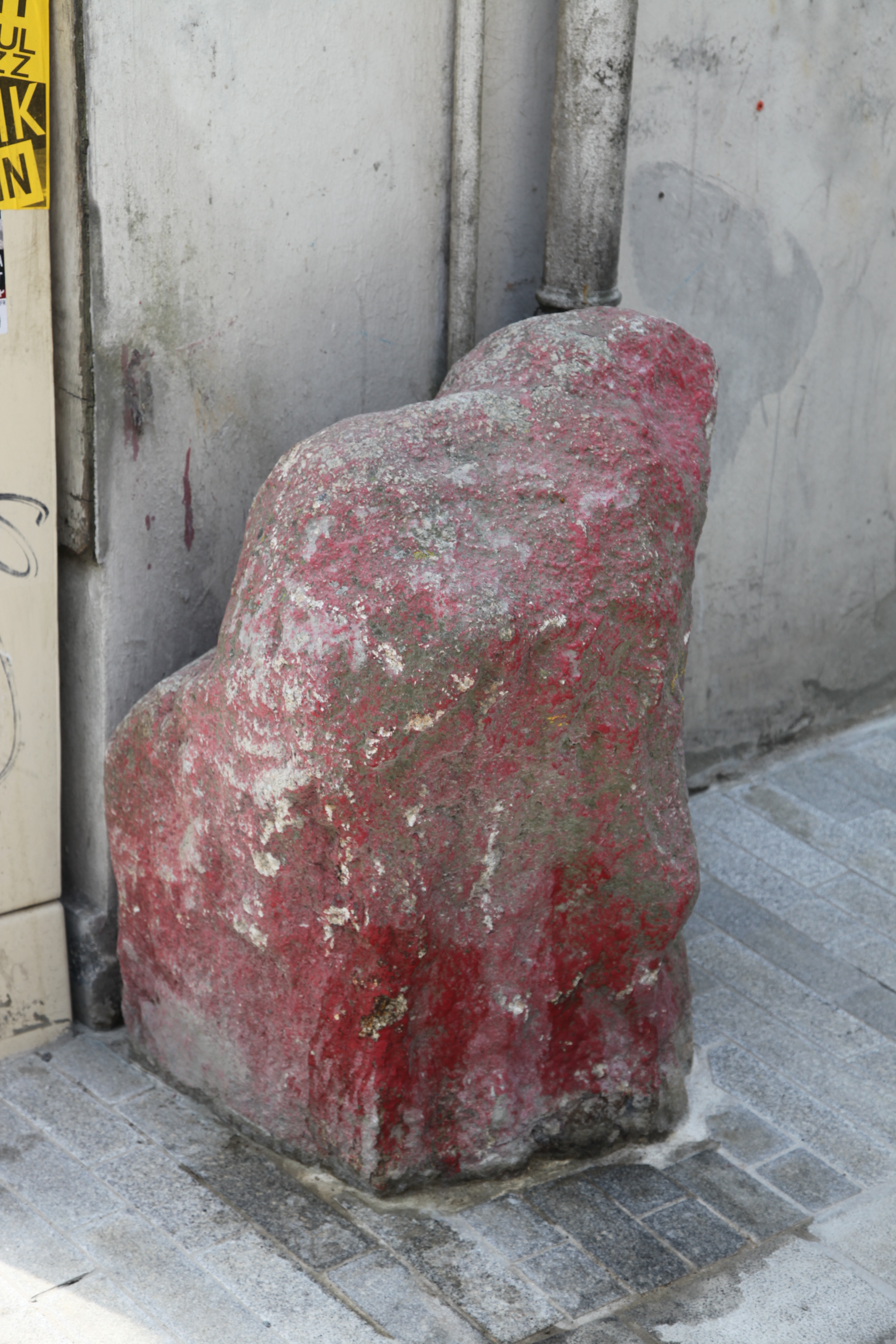
Le Pilier Rouge, angle des rues Jean-Jaurès et Maria-Chapdelaine.

La ville de Brest est divisée en sept grands quartiers possédant chacun une mairie et un maire délégué,, dont les maire-adjoints responsables de quartier sont, en 2025 :
- Bellevue – Jacqueline Héré, 17 462 habitants en 2010 (Bellevue, Le Bergot, Bouguen, Kerbernier, Kergoat, Kerhallet, Lanrédec, Quizac) ;
- Brest-centre – Yohann Nédélec, 22 851 habitants en 2010 (Kergonan, Pilier Rouge, Saint-Louis, Saint-Martin, Saint-Michel, Sanquer, Bas de Siam, Tour d'Auvergne) ;
- Europe – Tristan Foveau, 13 551 habitants en 2010 (Le Dourjacq, Kergaradec/l'Hermitage, Kerbernard/Pen-ar-Creac'h, Kergonan, Ménez-Paul, Pontanézen) ;
- Lambézellec – Sylvie Jestin, 22 761 habitants en 2010 (Bonne Nouvelle, Kerédern, Kerellé, Kerinou, Kervao, Lambézellec, Loscoat, Pen-ar-C'hleuz, Le Restic, Treornou/Croix Rouge) ;
- Quatre Moulins – Marie-Pierre Creff, 20 454 habitants en 2010 (Le Carpon, Kerangoff, Kerbonne, Le Landais, Mesdoun, les Capucins, Prat-Lédan, Les-Quatre-Moulins, Quéliverzan, Recouvrance) ;
- Saint-Marc – Gaëlle Morvan, 21 560 habitants en 2010 (Le Bot/Pont Neuf, Forestou, Le Guelmeur, Kerangall/Kerampéré, Keruscun, Moulin-Blanc, Petit-Paris, Port de Commerce, Poul-Ar-Bachet, Saint-Marc, Sébastopol) ;
- Saint-Pierre – Robert Jestin, 19 030 habitants en 2010 (Cavale Blanche, Keranroux, Kerargaouyat/Le Cruguel, Kerourien, Larc'hantel/Sainte-Anne, Maison-Blanche/Le Portzic, Pouléder/Kernabat, Saint-Pierre, Valy-Hir).

### Distinctions et labels
- La ville a été récompensée par quatre fleurs et la distinction Grand prix au palmarès 2007 du concours des villes et villages fleuris[162].
- Le 7 décembre 2017, le Conseil municipal s'est engagé dans la labellisation de niveau 2 de la charte Ya d'ar brezhoneg.[réf. nécessaire]
- La ville a reçu le label Ya d'ar brezhoneg de niveau 1 le 20 avril 2018.[réf. nécessaire]

### Consulats étrangers
Brest accueille quatre consulats étrangers :
- Allemagne (honoraire)[163]
- Norvège (honoraire)[164]
- Pays-Bas (honoraire)[165]
- Roumanie (honoraire)[166]

Dans le passé, d'autres pays étaient représentés par des consulats dont (liste non exhaustive) :
- Autriche-Hongrie[167]
- Belgique Jusque vers la fin des années 1990 - début des années 2000
- Danemark Jusque vers le début des années 2000
- Finlande Jusque vers le début des années 2000[168]
- République dominicaine[169]
- Royaume-Uni[170]
- Suède jusqu'en 2016
- Villes hanséatiques de 1837 à 1868[171]

### Jumelages
| Ville | Ville          | Pays | Pays         | Période     |
| ----- | -------------- | ---- | ------------ | ----------- |
|       | Brest          |      | Biélorussie  |             |
|       | Béjaïa,        |      | Algérie      | depuis 1995 |
|       | Cadix,         |      | Espagne      | depuis 1986 |
|       | Constanța,     |      | Roumanie     | depuis 1993 |
|       | Denver,        |      | États-Unis   | depuis 1959 |
|       | Dún Laoghaire, |      | Irlande      | depuis 1984 |
|       | Kiel,          |      | Allemagne    | depuis 1964 |
|       | Plymouth,      |      | Royaume-Uni  | depuis 1963 |
|       | Qingdao        |      | Chine        |             |
|       | Saponé,        |      | Burkina Faso | depuis 1989 |
|       | Tarente,       |      | Italie       | depuis 1964 |
|       | Yokosuka,      |      | Japon        | depuis 1970 |

Le jumelage de Brest avec Denver est un des plus anciens jumelages de France. Il a été officiellement signé en 1959, mais les relations entre les deux villes ont débuté dès 1948 par l'aide de Denver à la reconstruction. On a fêté les 70 ans de relations en 2018.

## Équipements et services publics

### Enseignement

#### Établissements éducatifs
Brest relève de l'académie de Rennes. Celle-ci évolue sous la supervision de l'inspection départementale de l'Éducation nationale.
À l'unanimité de ses élus, le conseil municipal de Brest s'est engagé, le 5 octobre 2007, à proposer une initiation à la langue et la culture bretonnes dans toutes les écoles primaires publiques.
Voici ci-dessous la liste des principaux établissements scolaires du secondaire de la commune :

#### Recherche et enseignement supérieur

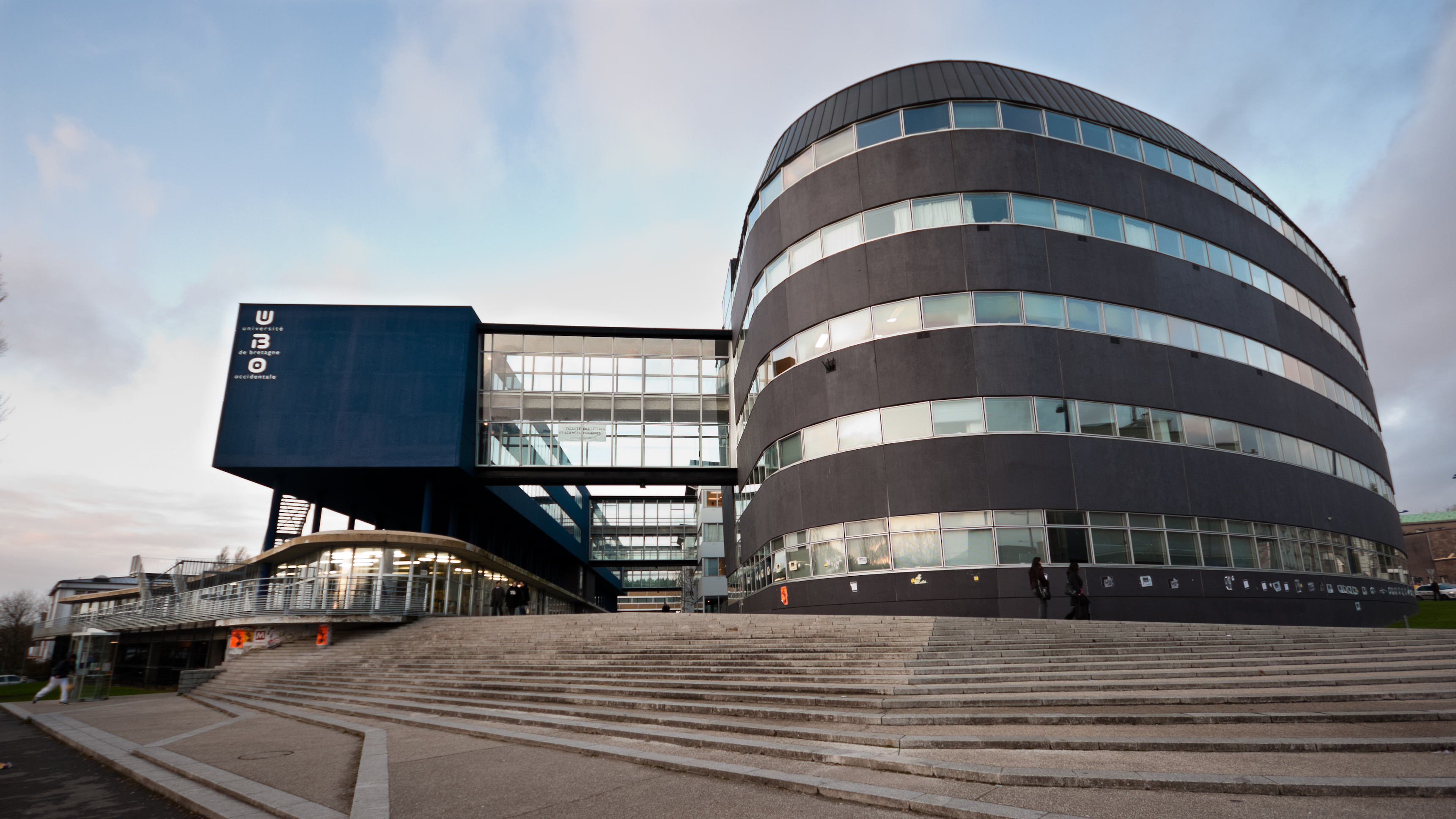
Le parvis de la faculté Segalen de Lettres et des Sciences humaines de l'Université de Bretagne-Occidentale (UBO).

Principal pôle économique de la pointe bretonne, Brest et son pays dispose de nombreux établissements supérieurs et de recherche :
- une université pluridisciplinaire : université de Bretagne-Occidentale (UBO) ;
- un site de l'Institut national supérieur du professorat et de l'éducation de Bretagne (INSPÉ) ;
- des grandes écoles et autres institutions d'études supérieures :
  - École nationale d'ingénieurs de Brest (ENIB) située sur le technopôle Brest-Iroise à Plouzané,
  - Conservatoire à rayonnement régional de musique, de danse et d'art dramatique de Brest Métropole,
  - École nationale supérieure de techniques avancées Bretagne (ENSTA Bretagne, ex-ENSIETA),
  - École navale située dans l'anse du Poulmic sur la commune de Lanvéoc,
  - École européenne supérieure d'art de Bretagne,
  - Brest Business School (ex-ESC Bretagne Brest),
  - École supérieure d'ingénieurs en agroalimentaire de Bretagne atlantique (ESIAB), située sur le technopôle Brest Iroise à Plouzané,
  - Euro-institut d'actuariat Jean Dieudonné (EURIA),
  - IMT Atlantique (né de la fusion de Télécom Bretagne (ex-ENSTB) et Mines Nantes en 2017) située sur le technopôle Brest Iroise à Plouzané,
  - Institut supérieur de l'électronique et du numérique (ISEN Brest),
  - Institut universitaire européen de la mer, situé sur le technopôle Brest Iroise à Plouzané,
  - Institut de géoarchitecture,
  - Institut de Préparation à l'Administration Générale (IPAG), situé dans les locaux de la facultés des Lettres et des Sciences Humaines[190] ;
- des organismes de recherche :
  - Centre de documentation de recherche et d'expérimentation sur les pollutions accidentelles des eaux (le Cedre),
  - Centre européen de réalité virtuelle, situé sur le technopôle Brest Iroise à Plouzané,
  - Institut français de recherche pour l'exploitation de la mer (Ifremer) situé sur le technopôle Brest Iroise à Plouzané,
  - Institut polaire français Paul-Émile-Victor situé sur le technopôle Brest Iroise à Plouzané,
  - Service hydrographique et océanographique de la Marine (SHOM) ;
- un Institut pour le Travail Educatif et Social (ITES).

### Santé
La ville de Brest possède un CHU réparti dans différents sites : l'hôpital Augustin-Morvan, l'hôpital de la Cavale Blanche, l'hôpital de Carhaix, l'hôpital de Bohars (hôpital psychiatrique), le centre René-Fortin, le centre de soins de suite et de réadaptation de Guilers et trois EHPAD.
Il existe également à Brest un hôpital d'instruction des armées Clermont Tonnerre (hôpital militaire).
Brest possédait, avant sa fermeture en novembre 2016, un centre de rééducation et réhabilitation pour les enfants à la suite d'un accident ou d'une maladie ; le site est depuis abandonné, le temps de trouver une nouvelle utilité au lieu.

### Sports
La ville propose au public un équipement varié et de nombreux clubs et événements sportifs.

## Population et société

### Démographie

#### Évolution démographique
Brest est la plus grande ville de l'Ouest breton, avec une population de 140 993 habitants (2022), ce qui place Brest au 25e rang des villes françaises à cette date.
L'aire d'attraction de Brest compte, en 2022, 378 357 habitants et se classait 28e au niveau national (voir l'article Aire d'attraction d'une ville) et deuxième en Bretagne administrative, après Rennes. Le pôle métropolitain du pays de Brest regroupe quant à lui 431 407 habitants en 2021.
Voici ci-dessous, l'évolution démographique de la ville de Brest de 1876 à 2016 pour le grand Brest, créé en 1945 lors de la fusion de Brest et des trois communes de son agglomération Lambézellec, Saint Pierre Quilbignon, Saint Marc.
On y remarque notamment une explosion démographique durant les Trente Glorieuses, la population brestoise ayant plus que doublé entre 1946 et 1975. Un lent déclin s'ensuit de 1975 à 2011, la ville ayant perdu plus de 25 000 habitants en l'espace de 46 ans. Une stabilisation semble s'opérer depuis.
| 1793   | 1800   | 1806   | 1821   | 1831   | 1836   | 1841   | 1846   | 1851   |
| ------ | ------ | ------ | ------ | ------ | ------ | ------ | ------ | ------ |
| 24 180 | 25 865 | 22 130 | 26 361 | 29 860 | 29 773 | 48 225 | 55 820 | 61 160 |

| 1856   | 1861   | 1866   | 1872   | 1876   | 1881   | 1886   | 1891   | 1896   |
| ------ | ------ | ------ | ------ | ------ | ------ | ------ | ------ | ------ |
| 54 665 | 67 833 | 79 847 | 66 270 | 66 828 | 69 110 | 70 778 | 75 854 | 74 538 |

| 1901   | 1906   | 1911   | 1921   | 1926   | 1931   | 1936   | 1946   | 1954    |
| ------ | ------ | ------ | ------ | ------ | ------ | ------ | ------ | ------- |
| 84 284 | 85 294 | 90 540 | 73 960 | 67 861 | 69 841 | 79 342 | 74 991 | 110 713 |

| 1962    | 1968    | 1975    | 1982    | 1990    | 1999    | 2006    | 2011    | 2016    |
| ------- | ------- | ------- | ------- | ------- | ------- | ------- | ------- | ------- |
| 136 104 | 154 023 | 166 826 | 156 060 | 147 956 | 149 634 | 144 548 | 140 547 | 139 342 |

| 2021    | 2022    | - | - | - | - | - | - | - |
| ------- | ------- | - | - | - | - | - | - | - |
| 139 619 | 140 993 | - | - | - | - | - | - | - |

#### Pyramide des âges
La population de la commune est relativement jeune. En 2020, le taux de personnes d'un âge inférieur à 30 ans s'élève à 42,5 %, soit un taux supérieur à la moyenne départementale (32,1 %). Le taux de personnes d'un âge supérieur à 60 ans (22,4 %) est inférieur au taux départemental (30,4 %).
En 2020, la commune comptait 68 023 hommes pour 71 433 femmes, soit un taux de 51,22 % de femmes, inférieur au taux départemental (51,43 %).
Les pyramides des âges de la commune et du département s'établissent comme suit :
| Hommes | Classe d’âge | Femmes |
| ------ | ------------ | ------ |
| 0,6    | 90 ou +      | 1,9    |
| 5,3    | 75-89 ans    | 9,6    |
| 12,2   | 60-74 ans    | 15,1   |
| 16,7   | 45-59 ans    | 16,8   |
| 20,1   | 30-44 ans    | 16,5   |
| 29,9   | 15-29 ans    | 26,9   |
| 15,1   | 0-14 ans     | 13,4   |

| Hommes | Classe d’âge | Femmes |
| ------ | ------------ | ------ |
| 0,7    | 90 ou +      | 2,2    |
| 7,8    | 75-89 ans    | 11,5   |
| 19,2   | 60-74 ans    | 20,1   |
| 20,8   | 45-59 ans    | 19,7   |
| 17,7   | 30-44 ans    | 16,6   |
| 17,1   | 15-29 ans    | 14,7   |
| 16,8   | 0-14 ans     | 15,2   |

### Manifestations culturelles et festivités

#### Fête internationale de la mer, des bateaux et des marins

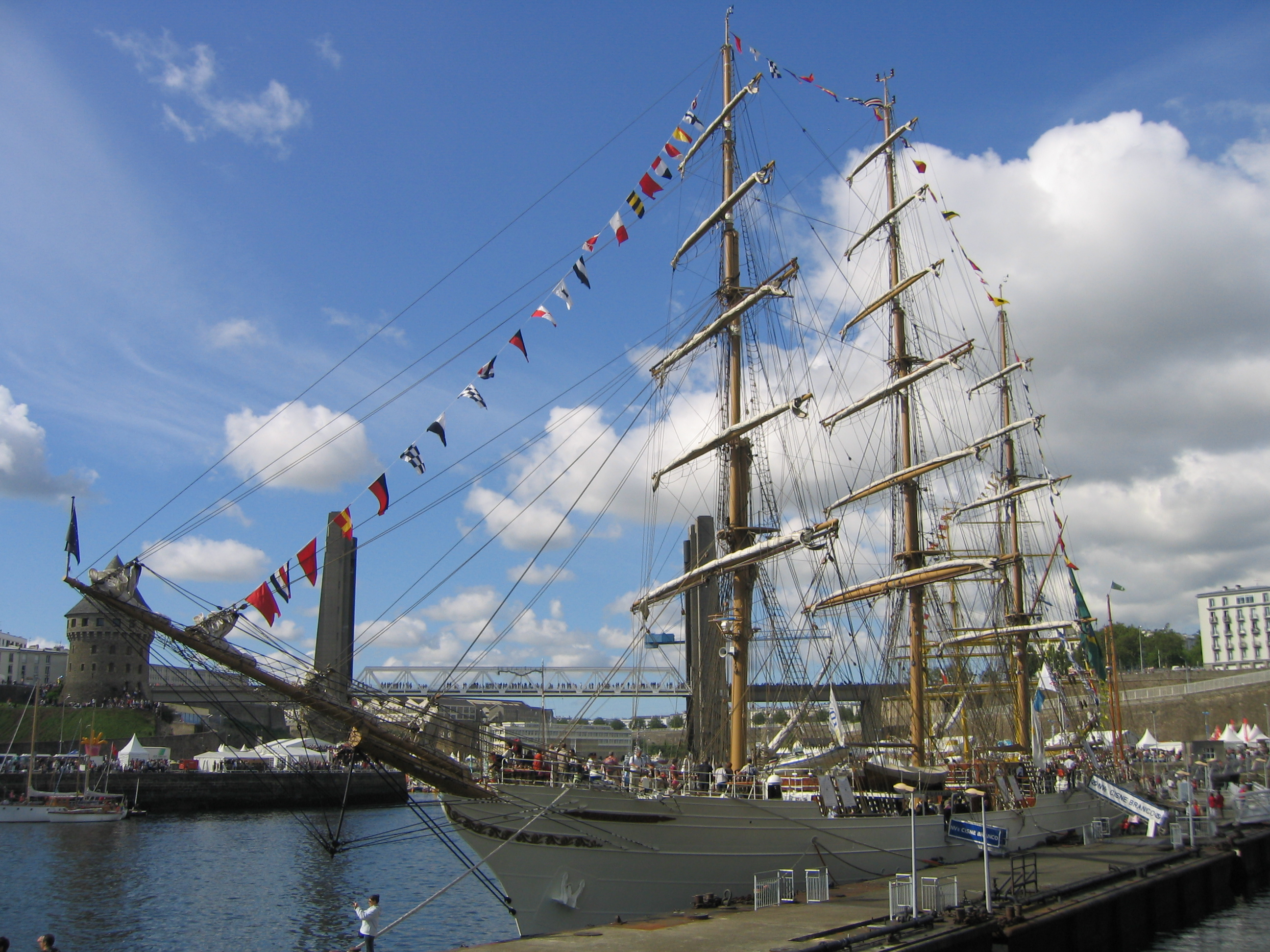
Voilier lors de Brest 2008.

Tous les quatre ans, en juillet, Brest accueille la grande fête internationale de la mer, des bateaux et des marins. Le clou de la fête est la grande régate pendant laquelle l'ensemble de la flotte navigue de Brest à Douarnenez où se prolonge la fête, en longeant la côte rocheuse et découpée de la pointe bretonne, et passant pour grand nombre d'entre eux entre les Tas de Pois.
Brest 1992 en fut la première édition. L'ouverture de la Penfeld aux civils constitua une attraction qui explique en partie le succès inattendu de la fête, avec près d'un million de visiteurs. Le moment fort de la fête fut sans conteste la mise à l'eau, le 14 juillet, d'une goélette, réplique d'un aviso du début du XIXe siècle. Baptisée La Recouvrance, du nom du plus célèbre quartier de Brest, elle porte haut les couleurs de la ville. Depuis cette époque elle propose des croisières, est présente à chaque fête et peut souvent être admirée dans le port de Brest, au quai Malbert.
Brest 2004 accueille près de 2 000 voiliers traditionnels venant de vingt nations différentes. Cette fête apporte des nouveautés majeures, comme des jangadas (bateaux brésiliens) et des bateaux vikings, des yoddlers. Pour sa sixième édition, la fête s'appelle Les Tonnerres de Brest 2012.

#### Festivals

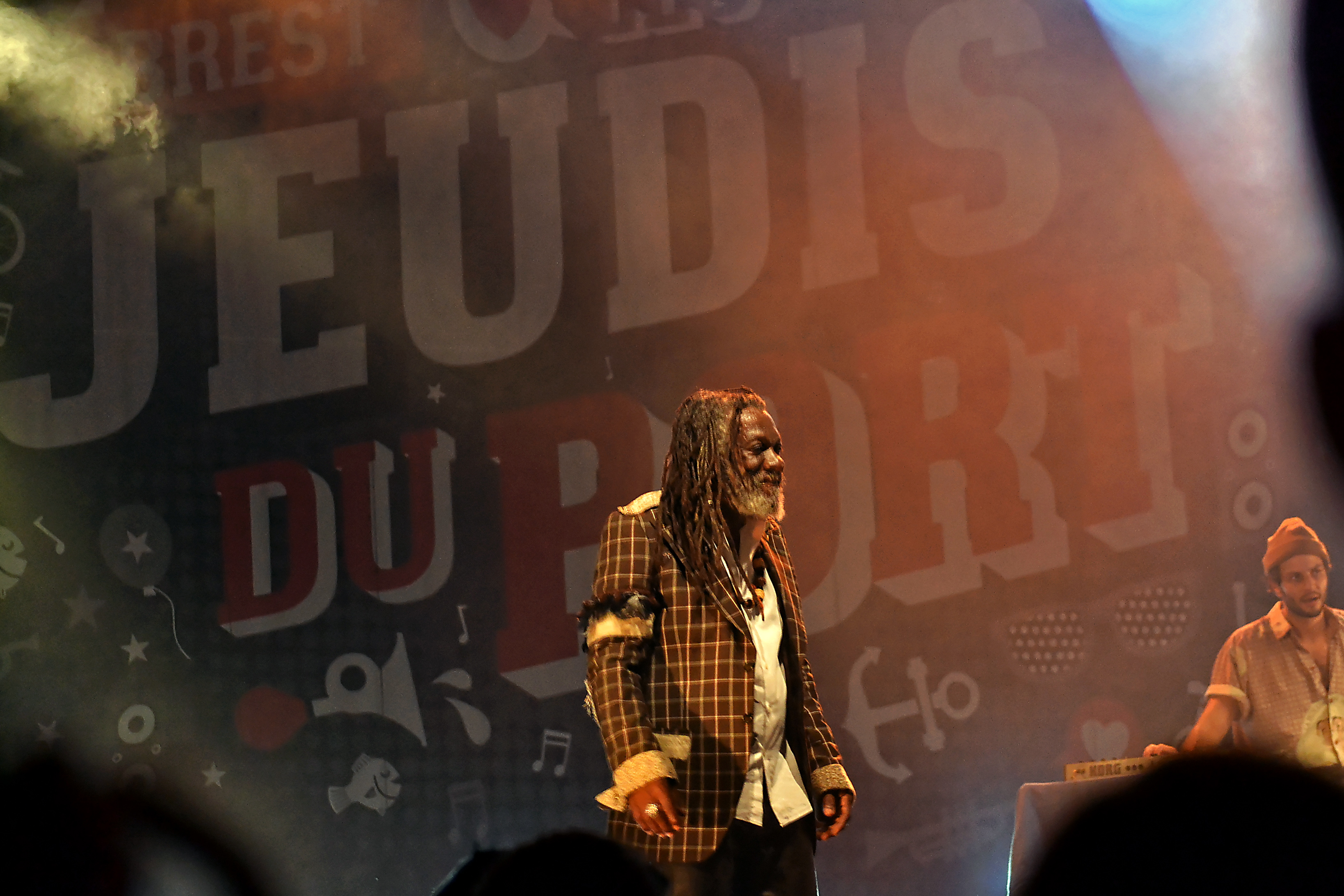
Winston McAnuff, les Jeudis du port 2015.

Tous les jeudis soir d'été depuis 1988, réduit à un jeudi sur deux durant juillet et août depuis 2013, pour des raisons financières et de sécurité, la ville organise les Jeudis du port, soirées de concerts gratuits et d'arts de la rue sur les quais du port de commerce.
Tous les ans au mois d'avril, la Kevrenn Brest Sant Mark lance le Printemps des sonneurs, qui permet à dix à vingt bagadoù de présenter au public leur répertoire de la saison à venir, après un défilé des différents bagadoù. Il se termine par un « triomphe » où les quelques centaines de musiciens jouent ensemble sur les marches de la mairie, place de la Liberté. Cette fête a pour origine le cinquantième anniversaire de la Kevrenn Brest Sant-Mark qui avait été créée pour récolter des fonds pour aider les victimes de l'explosion de l'Océan Liberty en 1947. Brest avait déjà organisé de 1953 à 1970 le Festival des cornemuses, qui a inspiré en 1972 le Festival interceltique de Lorient.
Le Festival Européen du film court a lieu en novembre. Il est organisé par l'association Côte Ouest.
Le festival de musique électronique Astropolis, se déroule à Brest et au Manoir de Keroual, à Guilers, traditionnellement au début du mois d'août ou au début de juillet, comme en 2013. Il prend différentes formes et propose de nombreuses activités liées à la musique électroniques, gratuites ou payantes et s'adressant à tous les publics. Ce festival se décline sous plusieurs formes, entre soutien et partenariats d'événements ou encore sa version Astropolis Hiver au mois de janvier.
D'autres festivals ont également vu le jour dans la ville comme celui du conte Grande Marée (en novembre, organisé par l'ADAO), le festival de la radio et de l'écoute à Brest (en décembre, organisé par l'association Longueur d'onde), le festival international de théâtre d'improvisation Subito (en mars-avril, organisé par la cie Impro Infini), le Festival du film Court (en novembre, organisé par l'association Côte Ouest), et enfin le Festival intergalactique de l'image alternative (en octobre, organisé par Canal Ti Zef).
Chaque week-end de l'Ascension, La Foire aux Croûtes accueille sur la place Guérin environ 200 artistes peintres, néophytes ou confirmés, en leur permettant d'exposer leurs œuvres, sous chapiteau et à l'extérieur. Durant trois jours, cette manifestation, complétée par des animations de rue et divers spectacles, permet la découverte et l'expression de nouveaux talents.
Autre évènement attendu par de nombreux Brestois, la foire Saint-Michel. À l'instar de la braderie de Lille, l'hyper centre de la ville de Brest voit ses rues, alors devenues piétonnes, peuplées dès les aurores de vendeurs de vide-greniers et autres camelots. Cette manifestation populaire dure le temps d'un week-end prolongé fin septembre.

### Vie associative des quartiers
La ville de Brest dispose de :
- huit maisons pour tous ;
- neuf patronages laïques ;
- six centres sociaux ;

et des associations thématiques telles que le GPAS, le CAP/CSF, le Bureau Information Jeunesse, l'Office des Retraités Brestois, Brest à pied et à vélo (Bapav), CLIP l'association des étudiants de la filière audiovisuelle de l'université, etc. À noter également que c'est à Brest qu'a été créé le premier Club 41 Français en 1961.
Ces associations sont animées et gérées par des bénévoles. Elles sont souvent affiliées à une fédération d'éducation populaire.

### Médias

#### Journaux et magazines
- Le quotidien Le Télégramme
- Le quotidien Ouest-France
- L'hebdomadaire gratuit Côté Brest
- Le bimestriel Bretagne Magazine
- Le mensuel économique Le Journal des entreprises présent en Finistère
- Les Cahiers de l'Iroise de la Société d'Études de Brest et du Léon présentent tous les aspects du patrimoine historique, culturel et littéraire de la Bretagne

#### Radios
- 89.0 RCF Finistère (ex-RCF Rivages)[199] : la radio diocésaine de Quimper et Léon depuis 1992
- 95.0 Radio Neptune[200] : radio privée associative à Brest. Elle diffuse principalement de la musique classique
- 95.9 Radio Emeraude : radio associative brestoise se trouvant au Folgoët. Elle émettait an 1983 depuis l'Office de Tourisme de Plouguerneau
- 96.5 Europe 2 Brest : déclinaison brestoise d'Europe 2. Sa régie publicitaire est gérée par le groupe Précom qui est propriétaire d'Hit West.
- 96.9 Hit West : radio régionale de Bretagne et d'une partie des Pays de la Loire. Elle possède un bureau local à Brest mais son siège est à Nantes. Elle appartient au groupe Précom qui détient aussi Radio Cristal en Normandie et les régies publicitaires d'Europe 2 dans le grand Ouest
- 99.3 France Bleu Breizh Izel : radio locale publique de proximité et de services. Elle émet dans la partie Ouest de la Bretagne. Elle couvre aussi tout le Finistère grâce au 93.0 FM émettant depuis le Roc'h Trédudon à Plounéour-Ménez
- 99.7 Chérie FM Brest : déclinaison brestoise de Chérie FM
- 101.1 Radio U[201] : la plus jeune des radios associatives locales brestoises existe depuis 2001. Elle est la radio étudiante de Brest et émet depuis la cité universitaire
- 102.4 NRJ : déclinaison brestoise d'NRJ. Elle partage ses locaux avec Chérie FM Brest car cette dernière appartient au groupe NRJ
- 103.8 Fréquence Mutine : radio associative ouverte aux quartiers brestois

#### Télévisions
- France 3 Bretagne est présente à Brest où elle produit le décrochage local « France 3 Iroise ». Elle propose notamment une version bretonne de ses JT dans le 12/13 et le 19/20. Elle peut être reçue à Brest grâce aux sites du Roc Trédudon (TDF), de la rue Pierre Mac Orlan (Towercast – Brest 1), de la rue de Casablanca (TDF – Brest 2) et d'Eden Roc (TDF – Brest 3)
- Tébéo, « Télévision Bretagne Ouest ». Ses studios se trouvent au 19, rue Jean Macé à Brest. Elle émet sur toute la partie Ouest de la Bretagne.
- Canal Ti Zef[202] : la télé différente
- Télévision générale brestoise, TGB fabrique de la TV, à Brest et autour, en asso et sans but lucratif
- TV Résidences, association qui produit le magazine Chemins de traverse diffusé sur Tébéo

## Économie
Malgré son image de ville industrielle dont l'activité dépend en grande partie des commandes militaires — on disait il y a peu encore : « un Brestois sur deux vit de la Marine, l'autre en dépend » —, le tertiaire représente 75 % de l'activité dans le bassin de Brest. Cette tendance à la tertiarisation se poursuit encore, ce qui permet le maintien des effectifs salariés, malgré le déclin industriel. Brest accueille ainsi le siège et de nombreuses filiales du groupe bancaire Arkéa, des hôtels B&B ou du groupe textile Omnium (Eurodif, Bouchara Devred 1902...).
Plusieurs enseignes sont également nées à Brest comme Maisons du Monde, Le Comptoir Irlandais ou la Brioche dorée.
Neuvième port de commerce français en comptant la réparation navale civile, la ville évolue vers les métiers de recherche et de conception, mais reste résolument attachée à la mer. Elle revendique ainsi la place de premier pôle européen pour les sciences et techniques liées à la mer : 60 % de la recherche française dans le domaine maritime est basée à Brest.
En 2017, Brest a rejoint le mouvement Fab City, suivant l'appel lancé par le maire de Barcelone, Xavier Trias, à ce que toutes les villes du monde deviennent autosuffisantes pour 2054.

### Revenus de la population et fiscalité
Le revenu fiscal médian par unité de consommation était de 18 431 € en 2009. Concernant la fiscalité, on dénombre 562 Brestois redevables de l'impôt sur la fortune (impôt de solidarité sur la fortune). L'impôt moyen sur la fortune à Brest est de 6 080 € par an contre 5 683 par an pour la moyenne nationale. Le patrimoine moyen des redevables brestois de l'ISF est estimé à environ 1 761 207 € pour 2012.

### Emploi
En 2009, le nombre total d'actifs sur la commune de Brest était de 94 133. Le bassin d'emploi de Brest repose sur un tissu économique diversifié. Quatre secteurs se distinguent par leur dimension nationale et internationale :

#### Activités maritimes, militaires et civiles
Près de 25 000 personnes (soit 27 % des actifs) ont des emplois industriels directs liés à la mer, ce qui fait de Brest le 1er port français atlantique d'entretien de la flotte militaire et de réparation navale civile.
La ville fait aussi partie des principaux pôles de la Sailing Valley bretonne, qui regroupe des entreprises de la filière nautique.

#### Technologies de l'information et de la communication
Environ 11 % des actifs, ou 10 000 personnes, travaillent dans ce secteur. C'est en partie grâce à cela que la Bretagne occupe la 4e place des régions françaises dans la thématique.

#### Agriculture et agroalimentaire
La Bretagne est dans le peloton de tête des régions européennes pour la production agricole et l'industrie agroalimentaire. 7 125 salariés travaillent dans ce domaine, donc 8 % des actifs brestois.

#### Activités tertiaires
Le tertiaire est, de loin, le principal secteur d'emploi totalisant 78 % des emplois du Pays de Brest. Cette densité des emplois tertiaires est due, d'une part,
à la présence à Brest de têtes de réseaux nationaux et internationaux bancaires et commerciaux. D'autre part, les activités tertiaires à haute valeur ajoutée (ingénierie, conseil) se développent à Brest autour des pôles de recherche.

### Employeurs de l'agglomération
Liste des principaux employeurs Brest Métropole avec le nombre de salariés :
- Secteur privé :
  - Naval Group : 2 699
  - Crédit mutuel Arkéa : 2 355
  - Groupe Even : 1 738
  - Thales : 1 641
  - SDMO : 759
  - Livbag : 750
  - Triskalia : 709
- Secteur public :
  - Ministère de la Défense : 17 275
  - Centre hospitalier universitaire de Brest : 6 173
  - Ministère de l'Éducation nationale : 4 954
  - Brest Métropole et la ville de Brest : 3 114
  - Université de Bretagne-Occidentale : 2 400
  - Ifremer : 650
  - Contrôle aérien : 617
  - Chambre de commerce : 584

### Institutions économiques

#### Chambre de commerce et d'industrie métropolitaine Bretagne Ouest
Brest est le siège de la Chambre de commerce et d'industrie Métropolitaine Bretagne Ouest, l'aéroport de Brest-Bretagne, le port de pêche de Brest, le port de Camaret, le port de Landerneau, le port de Lanildut, le port de l'Aber-Wrac'h.

#### Pôles de compétitivité
Brest est représentée dans trois pôles de compétitivité labellisés par l'État en 2005 :
- le pôle Mer Bretagne Atlantique[212] ;
- le pôle Images et Réseaux[213] ;
- le pôle Valorial[214], sur les sciences du vivant et l'agroalimentaire.

#### Société portuaire Brest Bretagne
Le port de commerce de Brest et le port industriel (dont réparation navale) sont gérés par la société portuaire Brest Bretagne, dont les actionnaires sont la région Bretagne, la CCIMBO et Brest Métropole.

#### Technopôle Brest-Iroise
Le Technopôle Brest-Iroise situé à Plouzané, regroupe 4 600 personnes et fédère les mondes de l'entreprise, de l'enseignement supérieur et de la recherche, plus particulièrement dans les domaines des sciences et technologies de la mer, des sciences et technologies de l'information et de la communication ainsi que les sciences du vivant (agro-alimentaire – santé – biotechnologie).

## Culture locale et patrimoine

### Linguistique

#### Langue bretonne

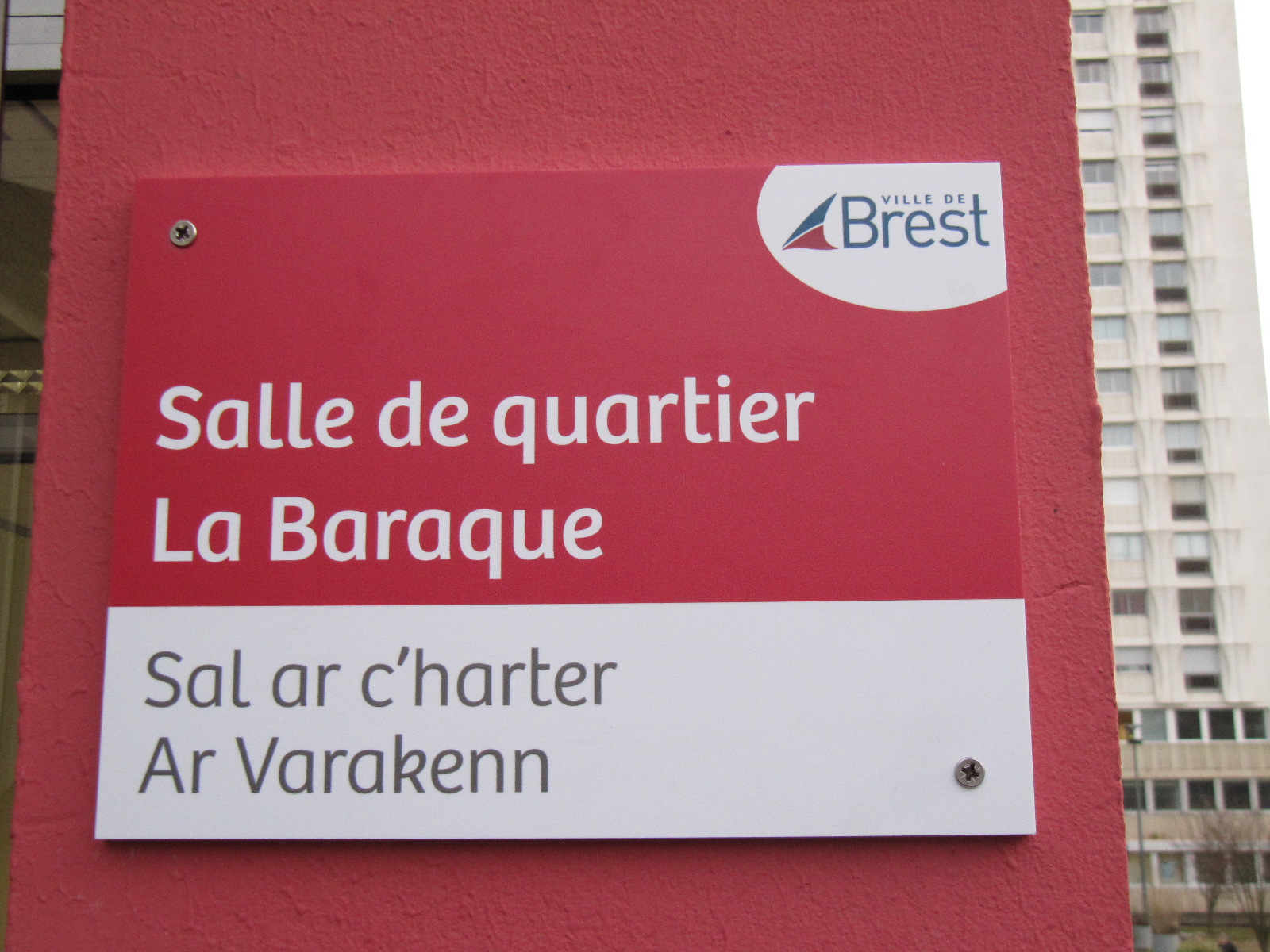
Signalisation bilingue français/breton d'une salle communale.

L'adhésion à la charte Ya d'ar brezhoneg a été votée par le conseil municipal le 16 juin 2006, et signée le 11 juillet 2006.
À la rentrée 2018, 698 élèves étaient scolarisés à l'école Diwan et dans les filières bilingues (soit 5,2 % des enfants de la commune inscrits dans le primaire).

#### Le parler tizef
Contrairement à Recouvrance, Brest même a longtemps été une "île"francophone dans un océan bretonnant. Le français parlé à Brest jusqu'à la Seconde Guerre mondiale, et même quelques décennies plus tard, a donc acquis des caractéristiques originales qui rendaient les Brestois facilement reconnaissables quand ils se déplaçaient.
Parmi ces caractéristiques on peut relever :
- des archaïsmes (par exemple espérer pour attendre) ;
- les termes bretons courants (par exemple du reuz pour du bruit) qui sont aussi passés dans le français parlé dans toute la Bretagne ;
- des termes bretons plus rares dont l'origine n'est pas toujours comprise par les locuteurs (par exemple pondalez pour palier qui est orthographié « pont d'allée » par Anne Selle dans Brume sur le grand pont) ;
- des bretonnismes lexicaux (par exemple envoyer avec soi pour emporter ou emmener) ;
- des bretonnismes syntaxiques (comme la forme Objet-Sujet-Verbe : Brestois que je suis) ;
- des termes maritimes utilisés dans un contexte proche de celui d'origine (par exemple amarrer, baille, carrée…) ;
- des termes maritimes détournés (par exemple décapeler pour se déshabiller) ;
- une phonétique originale (pas de e ouvert, pas de o fermé, diphtongues avalées…) qui fait entendre bréçâdbrésmeum pour « Brestois de Brest même » ;
- un débit apparemment un peu traînant mais qui ne fait que compenser les nombreux phonèmes avalés ;
- un accent tonique plus marqué que le français standard mais moins que le breton ;
- une intonation assez marquée.
- des expressions typiquement brestoises (par exemple "Il a un nez à piquer des gaufres" ce qui signifie "  il a un très long nez" ) du fait de son isolat linguistique.

Parmi les « brestismes », il faut retenir ti-zef qui désigne un habitant natif de « Brest même » (intra-muros, rive gauche) et Yannick qui désigne un habitant de Recouvrance (Brest intra-muros, rive droite).

### Lieux et monuments

#### Sites maritimes
- Le bord de mer : bords de plage (plage du Moulin-Blanc, plage de Sainte-Anne-du-Porzic), quais des ports de plaisance (port du Moulin-Blanc, port du Château)
- L'arsenal de Brest
- La route de la Corniche et le jardin des Explorateurs offrent des points de vue sur l'arsenal de Brest

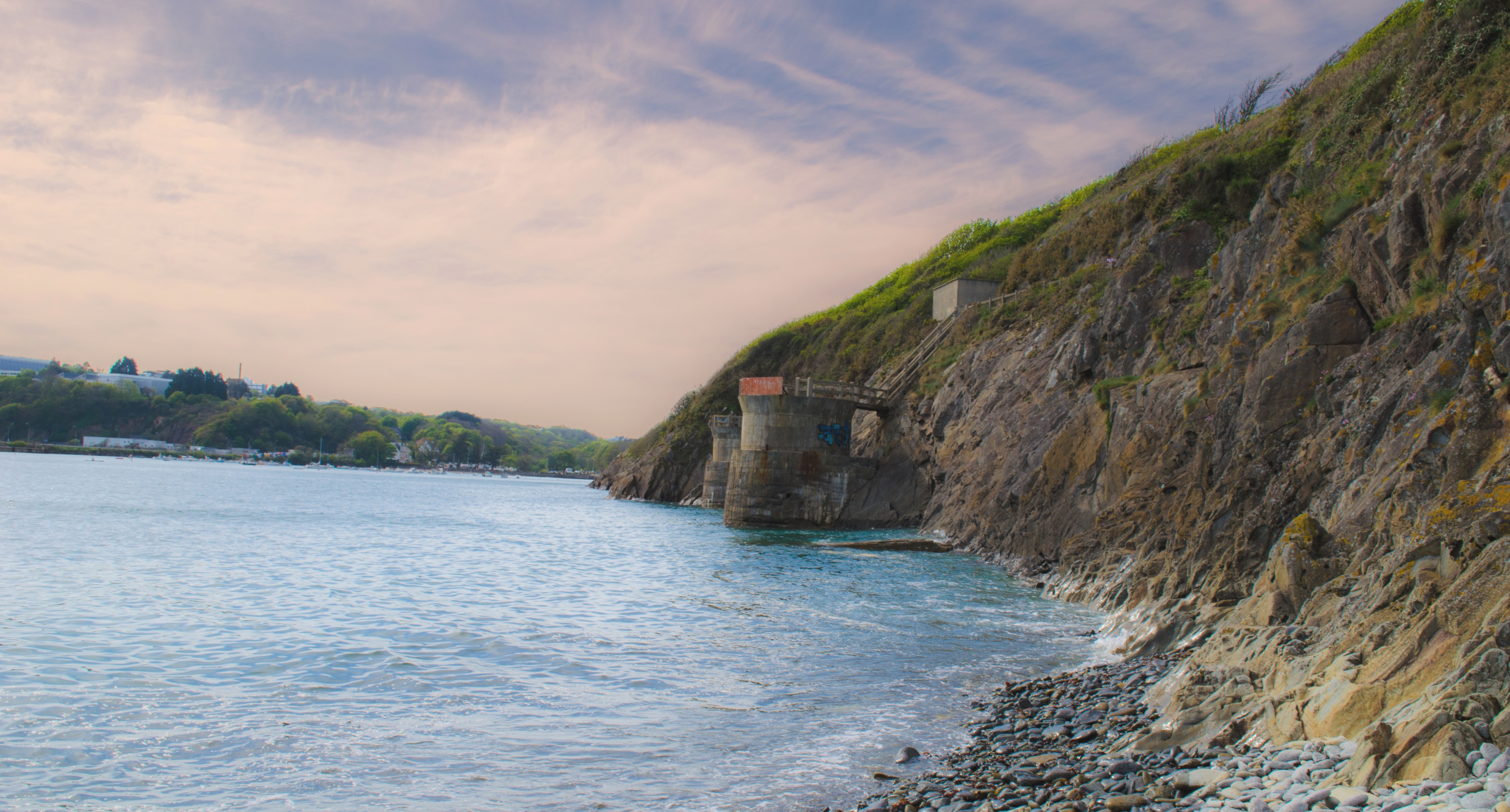
L'ancienne centrale thermique de Brest-Portzic.

#### Espaces verts
Lieu de promenade ou de détente, le vallon du Stang-Alar abrite l'un des plus prestigieux conservatoires botaniques au monde. Son rôle est non seulement d'assurer la conservation des plantes menacées d'extinction, mais aussi, après étude et culture, de tenter une réintroduction en milieu naturel. Le jardin de 22 ha est un très beau parc paysager où alternent les plantes ornementales courantes (magnifiques magnolias et nombreux camélias) et des espèces menacées. Les serres de 1 000 mètres carrés, dans lesquelles 95 % des espèces présentées sont des plantes menacées de disparition dans la nature, se répartissent en milieux exotiques très différents : l'étage montagnard tropical, les îles subtropicales (à remarquer le géranium de Madère dont la floraison est spectaculaire), les zones tropicales sèches (le ruizia cordata, petit arbre endémique de l'île de La Réunion) et les forêts tropicales humides.

#### Monuments
Neuf bâtiments de Brest sont inscrits (ou classés) au titre des monuments historiques :
- le Château de Brest (classé) ;
- l'hôpital Morvan ;
- le Naval Monument de Brest ;
- le bâtiment aux lions de l'Arsenal (classé) ;
- l'auberge de jeunesse de Brest ;
- la gare de Brest ;
- la villa Mathon ;
- l'église Sainte-Thérèse-du-Landais ;
- l'église Saint-Louis de Brest ;
- l'église Saint-Laurent de Brest.

On peut également signaler :

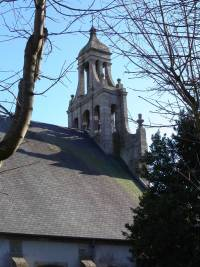
Église Saint-Sauveur.

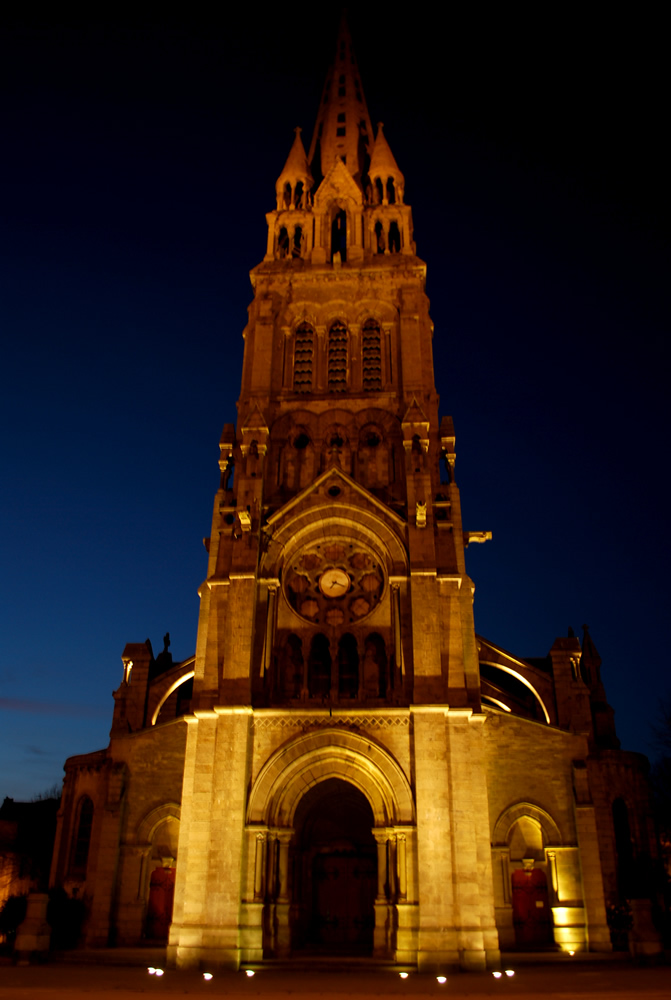
Église Saint-Martin.

- l'église Saint-Luc construite en 1965 sur des plans de Pierre Pinsard, dans le quartier Montaigne-Kérichen. Les quatre cloches proviennent d'Oran[218] ;
- l'église Saint-Martin fut construite entre 1865 et 1877 dans un style néo-roman et néo-gothique. Le quartier l'Annexion prendra le nom de Saint-Martin par la suite[219] ;
- l'église Saint-Sauveur de Recouvrance, dessinée par Frézier, est la plus vieille église paroissiale de Brest, datant du 1750[220] ;
- l'église Notre-Dame du Bouguen, place des Fusillés : réalisée par les architectes Péron et Weissen et inaugurée le 18 mai 1969, cette ancienne église des Carmes, ou « église noire », abrite un triptyque peint en 1949 par Jim Sévellec (1897-1971), représentant un parallèle entre l'exode et la fuite des Brestois après la guerre, le retour, la construction. Sa forme épouse un mur de baraque. On y remarque également des signes bretons que l'on retrouve dans certains costumes. Il est peint sur toile, montées sur cadres bois. Un chemin de croix peint a fresco, en 1949, par André Mériel-Bussy (1902-1984), est composé de 14 tableaux en bois peints, de style post-cubiste[221] ;
- le plus ancien édifice religieux de Brest, aujourd'hui en ruine, est la chapelle Saint-Guénolé sur les bords de la Penfeld, ancien site d'un culte des eaux et de la fécondité.

#### Sculptures
- "Mémoires des esclavages", dite "Mémoires", œuvre de Max Relouzat et Marc Morvan inaugurée en 2015, dominant la rade, dans le quartier du Moulin-Blanc, rue des Mouettes

### Patrimoine culturel

#### Médiathèques
Le réseau des médiathèques de Brest est constitué de huit établissements répartis dans les différents quartiers de Brest. Il met à la disposition de chacun plus de 700 000 documents sur différents supports : livres, journaux et revues, CD, partitions, DVD, tablettes et livres numériques, consultables librement et gratuitement. Ouverte en janvier 2017, la médiathèque François-Mitterrand – Les Capucins devient le plus grand site des bibliothèques municipales et contribue à la rénovation urbaine de la rive droite de la Penfeld.

#### Musées

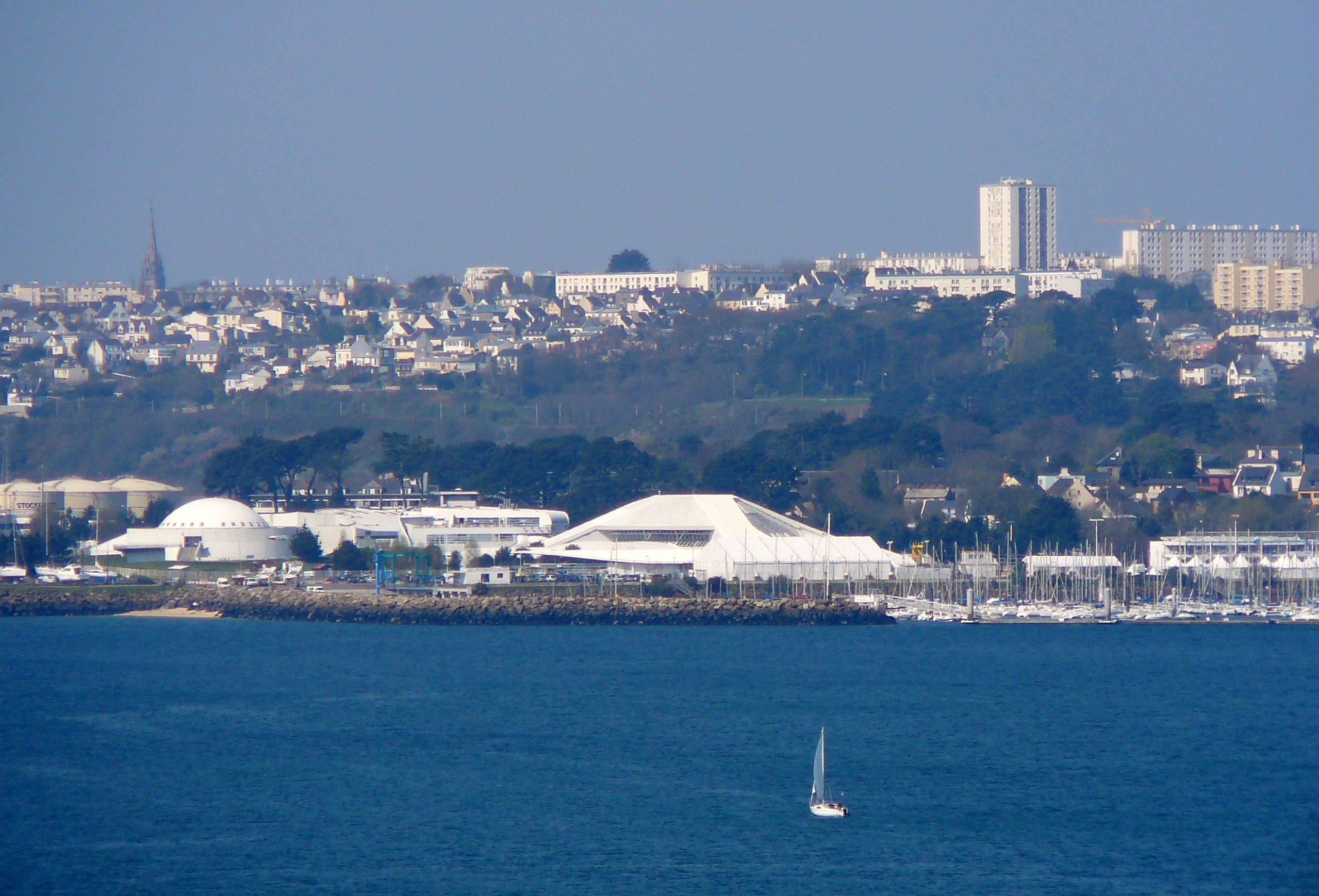
Océanopolis.

- Le musée de la Marine de Brest, établissement décentralisé du Musée national de la Marine, abrite une collection de maquettes de navires, tableaux, sculptures. Il se trouve dans le château.
- Le musée de la tour Tanguy est un musée municipal gratuit présentant divers documents historiques et maquettes reconstituant le vieux Brest d'avant 1939.
- Le musée des Beaux-Arts de Brest se veut un point d'ancrage dans la ville nouvelle : un lieu où retrouver, à travers l'expression artistique, une mémoire ailleurs effacée. C'est pourquoi on privilégia d'emblée l'acquisition de peinture européenne depuis la fin du XVIe siècle jusqu'à nos jours.
- Le musée mémorial fort Montbarey raconte l'histoire du Finistère pendant la Seconde Guerre mondiale et sa libération.
- Le centre d'art Passerelle se donne pour objectif de promouvoir la création plastique contemporaine en favorisant les échanges avec d'autres formes d'expression artistique (manifestations à caractère événementiel, impromptus poétiques, chorégraphiques et musicaux).
- Océanopolis, situé à l'est du port de commerce, en bordure du port de plaisance du Moulin Blanc, se présente comme un vaste bâtiment aux allures de crabe géant. C'est un parc de découverte des océans. Il comporte trois pavillons : tempéré, polaire et tropical ; et associe à un contenu scientifique des mises en scène impressionnantes, ses 42 aquariums contenant outre quelque 3 700 m3 d'eau de mer, 10 000 animaux de 1 000 espèces différentes. Océanopolis possède la plus grande manchotière d'Europe.
- Le Conservatoire botanique national, niché au cœur du vallon du Stang-Alar, est un espace unique de 40 hectares de réputation internationale. Il recueille, conserve et cultive les espèces rares en voie de disparition des îles du monde entier.
- Le musée 70.8 dédié aux innovations maritimes.

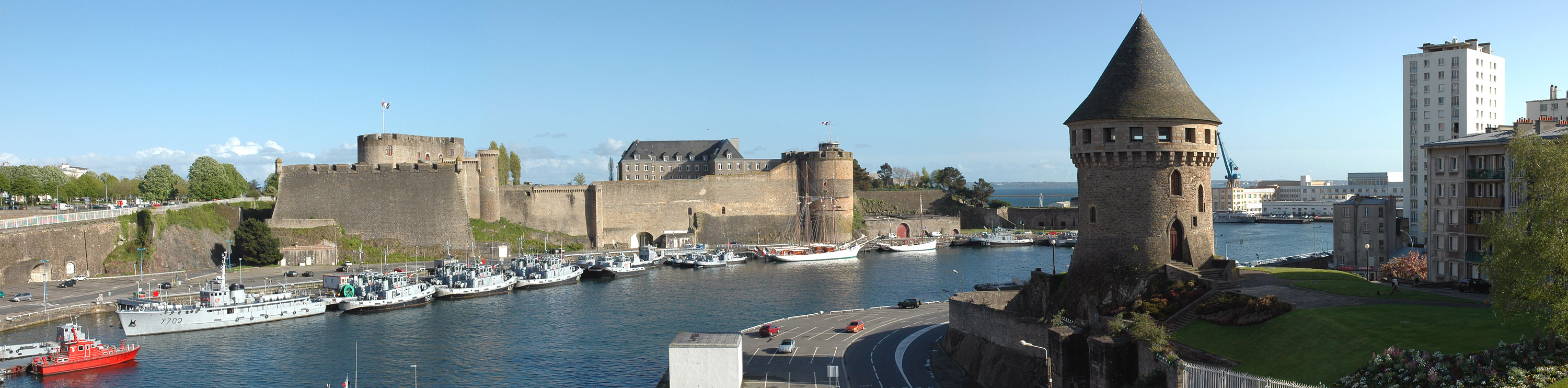
Depuis le pont de Recouvrance, panorama sur la Penfeld avec, sur sa rive gauche, le château de Brest, et sur sa rive droite la tour Tanguy.